# 全国高等学校クイズ選手権のクイズ形式
全国高等学校クイズ選手権のクイズ形式（ぜんこくこうとうがっこうクイズせんしゅけんのクイズけいしき）では、日本テレビ系列で放送されているクイズ番組『全国高等学校クイズ選手権（以下、「高校生クイズ」とする）』で行われたクイズの形式について解説する。

## 代表的なクイズ形式
本項では、地区大会で行われる代表的なクイズ形式について述べる。全体的な流れはおおむね最初に○×クイズ（YES-NOクイズ）で人数を絞り込み、2回戦以降は各地区にちなんだ形式のクイズになることが多い。最初の○×クイズから決勝まで1つの会場内で行う場合とバスを利用して違った場所で決勝を行う場合とがあるなど、地区や回によって内容はバラバラである。
第28回から第32回は「知力の甲子園」というコンセプトや「地区会場の大幅増加」もあってか、体力を要するクイズ（特に決勝）を廃止し、知力のみで戦う形式に変わっていた。回ごとの詳細は全国高等学校クイズ選手権#全国大会の形式の一覧も参照のこと。
○×クイズ
長年にわたり各地区大会の1回戦で実施されてきた（第31回を除く）、出場チームを急速に絞り込む形式。
- 第1回 - 第20回は『YES-NOクイズ』の名称で実施。第33回は地区大会のみYES-NOクイズになった。全参加者が司会者の掛け声に合わせて「YES・NOコール」「○×コール」を起こすシーンは、高校生クイズの代名詞ともいえる毎年恒例のシーンである。
- 基本的には1問不正解で即失格。規定のチーム数に絞り込まれるまで、あるいは規定の問題数が終了するまでクイズに正解し続ける必要がある。
- 第1問のみ正解発表の方法が地区大会ごとにまちまちである。例えば沖縄大会では司会者が運転するジェットスキーで正解である「YES」か「NO」の壁を破るのが恒例であり、また近畿大会では大量の水の入った巨大な風船の下に各サークルに入った代表の1チームが立ち、正解の方の風船が割れて下の3人は水浸しになるという演出があったりもした。
- 関東大会は他の地区大会に比べ参加人数が膨大になることから、第24回までは第1問・第2問が同時に発表され、2問とも正解したチームのみがグラウンドに下りて第3問以降に参加できる形式を取っていた。
- 第31回大会では、○×クイズの代わりに3択クイズを1回戦で実施。3問中1問でも正解すれば勝ち抜け。このルールにより、多くのチームが1回戦を突破した（参加全チームが勝ち抜けた地区もある）。○×クイズでまま見られた有力校の敗退を防ぎ、不確定要素を無くした改変となっている。

ペーパークイズ
紙に印刷された問題を制限時間以内に解く、予選・全国大会問わず多く行われる形式。地区大会では準決勝に行われることが多い。
- 「3択のマークシートを使用」「問題数100問」「制限時間10分」「書き直しは無効」が一般的なスタイルとなっているが、問題用紙が巨大な風船や知恵の輪のかかった箱の中に入っている、新聞から答えとなる数字を切り取って解答用紙に貼る、などといったアレンジが施されることもある。
- 第6回 - 第16回ではほとんどの地区大会の2回戦で全国統一問題のペーパークイズが実施され、チームの力量を示すものとしてその成績が話題に上がることもあった。第28回以降、すべての地区大会の準決勝でペーパークイズが復活した。
- 不測の事態で予定のクイズができない場合に備えて、ペーパークイズは常に用意されている。最近では第27回の北九州大会で台風で大幅にクイズ開始が遅れたため時間短縮のため準決勝の企画をとりやめ、ペーパークイズにした。また後のクイズの組み合わせや並び順などを決めるために、放送されないペーパークイズで実力を測ることもある。

前進3択クイズ
横一線に並んだ参加者が出題される3択クイズに番号札を挙げて答える。正解すると1歩前進、不正解ならばその場に留まる。規定問題数を正解できれば勝ち抜け。
- 第17回以降、上記のペーパークイズに代わる形で多くの地区大会の2回戦で行われるようになった形式である。
- 前進3択以外にも1対1の対決形式（第25回）やノックアウト方式（主に敗者復活戦）など、他の地区大会や全国大会でもさまざまな形で札上げ3択クイズが用いられる。

書きクイズ
ボードに解答を記述して答えていく。文字が答えになるとは限らず、地図記号などを回答として求められることもある。
- 第25回 - 第27回で、多くの地区大会の2回戦で行われた形式。第25回はチームで相談して答えていたが、第26回ではチームの3人がそれぞれ答えて3人とも正解していないと正解として認められなかった。どちらも、1問不正解で即失格のノックアウト方式だった。第27回はあらかじめチーム内で解答順を決めて1人がクイズに挑戦し、正解なら次の人に交代して3番手が正解したチームが勝ち抜けというルールだった。

地区大会決勝
第29回 - 第32回は1県ずつ純粋な早押しテーブルを用いた早押しクイズが行われている。それ以前は長年にわたり観光名所やその地区にちなんだ大道具や小道具を使用したクイズが行われてきた。2都府県以上が参加する地区大会では決勝を1県ずつ実施する場合と、数県（全県の場合も）ずつまとめて実施する場合の2種類があった。
- かつてはまず全県を対象にした通常の早押しクイズを行い、そこで規定の問題数を正解したチームがさらに通過問題と称されたクイズに正解すれば全国大会進出となる「通過権クイズ」が多く行われてきた。
- その後、以下のような「体力系クイズ」の要素が多くの地区で加えられてきた。体力系クイズでは大声を出す、何かを叩いたり回したりする、走って目的物を奪取するなどして条件を満たすと解答権を得ることができ正解した人がクイズから抜けていき、最初に3人とも抜けたチームが全国大会進出決定となるルールも多かった。
  - 北海道大会では体力系クイズが多かった。名産の馬鈴薯を使用したクイズ（規定の重さの馬鈴薯を解答席まで手押し車で運ぶ、荷カゴに積むなど。途中さまざまな障害物があり、転倒する挑戦者が全国大会放送時のオープニングを飾った）、雪だるまの着ぐるみを着ての絶叫クイズ、牧草の山を掻きわけて早押しボタンを目指すクイズなど。
  - 東北大会では「通過権クイズ」として仮名で書かれた俳句の一部から全体を推理する「俳句クイズ」が2度行われたが、なぜか2度とも福島県立相馬高等学校の生徒が大ボケの解答を連発し一躍有名になった。第6回のメンバーはこれがきっかけで、フジテレビ系『欽ドン!ハッケヨーイ笑った!』のレギュラー出演者になった。
  - 九州大会では有明海を使用して、干潟の泥の中に埋められた早押しボタンへ飛び込む「干潟ドロンコクイズ」がよく行われる（収録時間が長引き、満潮時間を迎え“海水浴クイズ”と司会者が皮肉ったこともあった）。
  - 沖縄大会では砂浜が会場に指定されることが多く、その砂浜に特設されたプールの上を滑る「ウォーターヘッドスライディングクイズ」がよく行われる（そのため、「海岸でクイズを行うので濡れても構わない服装で来て下さい」と大会要綱・注意事項に示されている）。
  - 関東大会は参加者数が多く決勝開始が遅い時間になることから、普通の早押しクイズで決勝を行っている。ただし回によっては正解した人が座席から抜けていって3人抜けで勝ち抜ける方式や早押しボタンの代わりにリーダーの頭を一定回数打つなど、ルールにアレンジを加えて実施することもある。

### 決勝戦
詳細は各回の項目を参照。
- 10ポイント先取早押しクイズ（第1・2回、第4 - 17回、第20 - 27回、第34 - 37回、第44回）

3チーム対抗、1問正解で +1 ポイント、不正解・お手付きで -1 ポイント、合計10ポイント先取したチームが優勝。ルールにアレンジがある回もあるが、『高校生クイズ』全国大会の決勝戦で最も多く行われてきた形式である。第34 - 36・44回は「決勝」が2ラウンドに分けられ、最終の2ラウンド目がこのルールで行われた。
- その他の形式の早押しクイズ（第3・18・19・28・42回）
  - 第3回：3チーム対抗。通常早押し2問＋7分間タイムレース早押しクイズの合計得点で競う。
  - 第18・19回：2チームの各学校内または地元で行う「ホーム&アウェー」方式の早押しクイズ。合計20ポイント先取で優勝。
  - 第28回：2チーム対抗、1セット5ポイント先取の早押しクイズ。2セット先取。
  - 第42回：2チーム対抗、筆記クイズ（どちらかが7問正解するまで）＋早押しクイズ合計10問先取。

- 筆記クイズ（第29 - 32回、第43回）

2チーム対抗、先に10問（第32回は15問）正解したチームが優勝。同時に優勝条件に達した場合はサドンデス。
- その他の形式
  - 第33回：バラマキクイズ、謎解きクイズ、3人4脚の3つの課題をクリアしながら、コースを走破する速さを競う。
  - 第38 - 41回：3チーム対抗で、「用意されたアイテムを使って巨大なオブジェを動かす」等の物理的な課題をクリアする速さを競う。

得点表示は、第1回は同局の『欽ちゃんの全日本仮装大賞』のような得点バー、第2回はデジタル数字、第3～5回は電光掲示板による表示であった。第6～16回までは『ウルトラクイズ』と同じフォント・様式で、テロップとして四角の枠の中に得点が表示された。それ以降は回によって異なる。

## 第1回
日本テレビ開局30周年記念番組という形の特別番組として開催。そのため「第1回」という表記はなく、番組タイトルも『ウルトラスペシャル・全国高等学校クイズ選手権』だった。1回目ながらテーマ音楽、大どんでん返しの演出などすでに番組の方向性はある程度確立された。当時の「アメリカ横断ウルトラクイズ」と同様にスタジオパートが設けられており、以降冬の大会での恒例となる。
第一次予選
九州予選（1,763チーム→3チーム）会場：福岡市・護国神社前→太宰府天満宮
YES・NO列車クイズ：第1問出題後YES・NOのサークルに分かれた各チームに、それぞれ「YES」「NO」の異なる列車の切符が配布され、西鉄福岡駅発の二つの列車に分かれて乗り込み発車。西鉄二日市駅に到着したところで正解発表が行われた。福留が駅員室に行った電車は「みなさんにさようならを言うためにやってきた」わけであり不正解（どんでん返し）。正解の列車は再び出発、第2問は車窓から見える看板に関する問題が出題され、太宰府駅到着後「YES」と思うチームは進行方向左側のホーム、「NO」は右側のホームにそれぞれ下車。正解側の列車のドアが閉まり、不正解側は開いたままのドアから同じ列車に乗り込み福岡へUターンした。
YES・NO走りクイズ：太宰府天満宮前で開催。正解発表は境内の垂れ幕だった。5チームにしぼられるまで行う。
合格祈願ムカデ・おみくじクイズ：チーム3人でムカデ競走の要領で早押しボタンを目指す早押しクイズ。1問正解するとおみくじに挑戦、15本中3本ある大吉を引き当てると勝ち抜け。お手つき・誤答はムカデ歩きのまま本殿へお参りに行かなければならない。
関東予選（関東・山梨1都7県10,460チーム→10チーム）会場：文京区・後楽園球場
関西予選（近畿・山陰2府8県2,336チーム→4チーム）会場：大阪市・大阪球場
- 中継で結んで同時に実施[3]。

第1・2問：「YES・YES」「YES・NO」「NO・YES」「NO・NO」の4つのスタンドに分かれる。
スタンド・グランドお別れクイズ：第3問目。「YES」ならグランドに降り、「NO」はスタンドに居残る。
YES・NO走りクイズ→YES・NO電車クイズ：「電車クイズ」は、正解だと思う方の色のロープを拾い、電車ごっこの電車を作りながらYES・NOのサークルに移動する。
山陽・四国予選（2,943チーム→3チーム）会場：高松市・朝日町F地区→栗林公園動物園
第1問：チーム全員が「YES」・「NO」のグランドに移動。巨大な狸の置物で正解が発表された。
第2問：3択問題。「1」・「2」・「3」の正解と思う番号のサークルに移動。
YES・NO走りクイズ：6チームが勝ち抜け。
100秒間 抜き打ち!3教科クイズ：移動バス内で行われたペーパークイズ。各チームに手渡されたビデオテープの中に「不合格」の文字が出た1チームが敗退。
子ブタ早追い早押しクイズ：栗林公園動物園で実施。自チームの子ブタを早追いし、指定されたゲートをくぐらせると解答権。お手つき・誤答はチームの1人が檻に入らなければならない。1問正解で勝ち抜け。
北陸予選（1,163チーム→2チーム）会場：新潟県長岡市・悠久山公園
YES・NO走りクイズ
中部予選（3,124チーム→5チーム）会場：名古屋港ガーデン埠頭・つどいの広場
夢よとんでけ!!YES・NOクイズ：予め配布された2つの風船のうち、「YES」が正解と思うなら赤い風船を手放し、「NO」なら青い風船を手放す。
YES・NO走りクイズ：途中の問題で、まず3チームが東京行き決定。
YES・NO風船割りクイズ：「YES」なら赤い風船を割り、「NO」なら青い風船を割る。2チームが追加で東京行き。
東北予選（2,084チーム→4チーム）会場：仙台市・榴ヶ岡公園
第1問：グラウンドのYES・NOエリアに分かれる。アドバルーンを使った正解発表の後、敗退チームは外野に追いやられた。
YES・NO走りクイズ：10チームが勝ち抜け。
若駒合戦早押しクイズ：1チーム3人が若駒（の作り物）にまたがりながら、電車ごっこの要領で早押しボタンを目指す。お手つき・誤答はマイナス1ポイント、2ポイント先取で勝ち抜け。
北海道予選（2,054チーム→3チーム）会場：札幌市・野幌森林公園→大倉山シャンツェ・宮の森シャンツェ
YES・NO走りクイズ：1問目の正解は民謡で発表。YESなら「ソーラン節」、NOなら「北海盆唄」が流れる。38チームに絞られる。
札幌横断クイズ：YESなら大倉山シャンツェ、NOなら宮の森シャンツェへ移動。花火があがった方が正解。15チームが勝ち抜け。
3択人間マークシート：3問正解で勝ち抜けの3択クイズ。1チームの3人がそれぞれ1番から3番の「解答」に割り当てられ、正解と思う番号の人は顔を黒く塗って黒の布を掲げ、残る2人は水色のマークシートを掲げる。
敗者復活・九州再予選（1,006チーム→2チーム）会場：福岡市・海の中道海浜公園
YES・NOおせんべクイズ：参加者にYES・NO特大せんべいが支給され、答えが「YES」なら「NO」のせんべいを、「NO」なら「YES」のせんべいをそれぞれ食べる。その上で「YES」・「NO」のサークルに移動。
YES・NO電車クイズ：ロープで電車を作りながら「YES」もしくは「NO」のサークルに移動。
YES・NOピラミッド・クイズ：1チームが3人がピラミッドの形を作り「YES」ならそのまま、「NO」ならその体勢を崩す。2チームが東京行き。
第二次予選（37チーム→12チーム）会場：東京・京王プラザホテル・エミネンスホール
1チームが出場辞退して、37チームでの実施となった。
ペーパークイズ：祝賀パーティーで用意されたメニューに入っている問題用紙を制限時間以内に解く。結果発表時に呼ばれたチームが台に上がる。だが、その時に呼ばれなかったチームが勝ち抜けである（どんでん返し）。
準決勝
コース別クイズ。12チームが抽選で4チームずつ3つのコースに分けられ、各コース1チームが勝ち抜け。
夜の東京コース
東京タワー最下位脱落クイズ 会場：東京タワー
7問限定の早押しクイズ。チームリーダーはボタンの付いたヘルメットを装着、他のメンバーがそれを押す。お手つき・誤答はそのチームから1人脱落。7問出題し終わった段階で、4チームのうち一番正解数の少なかったチームが敗退。
走れ!立ち読みクイズ 会場：八重洲ブックセンター本店
書店内の本から答えを探す問題を3問連続で挑戦。全て正解した後に、3つの答えをキーワードとする連想クイズに挑戦。最初に正解したチームが決勝進出。
東京下町コース
男の子はつらいよ 柴又・早押し篇 会場：柴又帝釈天
1問正解ごとに1人が抜ける。最初に3人抜けたチームが決勝進出。お手つき・誤答をしたチームは残っているメンバー全員で帝釈天めぐりをしなければならない。クイズ終了後、敗者3チームは「罰ゲーム」として、門の千社札をはがす清掃を行った。
東京新名所コース
ピコトン早押しクイズ 会場：スーパーシティ号船上
チームリーダーがかぶった早押しボタン付ヘルメットを、他の2人がピコポンハンマーで叩く。1問正解で1ポイント、お手つき・誤答はマイナス1ポイント、2ポイントで勝ち抜け。途中1問だけ「ラッキーチャンスクイズ」があり、その問題に限り正解で2ポイント、誤答はマイナス2ポイントだった。このクイズは、南極から取り寄せた氷の中に問題が入れられており、剣山で最も早く削り出したチームに解答権が与えられるというものであった。
スーパージャンボ激写クイズ 会場：全日空東京第2号格納庫
提示された3つのジャンボジェット機に関するキーワードの中から写真に撮りたいものを一つ選び、写真に収め、そのものの場所、特徴まで答えることができれば勝ち抜け。1チームが決勝進出。
決勝 会場：日本テレビ
早押しクイズ：1問正解で10点、100点先取で優勝。

## 第3回
- 決勝（3チーム→優勝）

3チームによる早押しクイズ。生放送で行われまず中継先から2問出題した後、7分間のタイムレースクイズ（数回の休憩を挟みながら、計7分間矢継ぎ早に出題）。タイムレース終了時点に最もポイントが多かったチームが優勝。

## 第4回
関東予選（関東・山梨1都7県12,269チーム→12チーム）会場：西武ライオンズ球場
第1・2問：「YES・YES」「YES・NO」「NO・YES」「NO・NO」の4つのスタンドに分かれる。
YES・NO走りクイズ
東北予選（1,749チーム→4チーム）会場：小岩井農場
YES・NO走りクイズ
ムカデスキーバラマキクイズ：1チーム3人がムカデのスキー状態で前進ながら、風船を一つ割り、中に入ってる問題を司会席に持っていく。問題はハズレあり。
北海道予選（1,675チーム→3チーム）
YES・NO走りクイズ(会場：酪農学園大学)：10チームが勝ち抜け。
さっぽろ観光ツアークイズ(会場：札幌市・ラーメン横丁、大通り公園、旧北海道庁、中島公園スポーツセンターほか)：札幌市内を観光しながらその地に関するクイズを出題。形式は近似値、3択など様々。最後は当時大関の大乃国関を迎えてのゲストクイズ。
決勝・大志を抱け!スーパー英雄QUIZ(会場：羊ヶ丘展望台)：早押しクイズ。
北陸予選（1,354チーム→2チーム）
ゴーモンクイズ(会場：太閤山ランドスポーツ広場)：会場に提示された5問の問題の答えにYESが多いかNOが多いかを当てる。
残雪早押しクイズ(会場：立山・室堂)：各チームの先頭による駆け込み形式。1問正解で1人抜け。相手に正解されるかスルーもしくは誤答の場合はペナルティとして後部まで行って浮き輪を1問ごとに1つ付けなければならない。
中国予選（4,230チーム→3チーム）
YES・NO走りクイズ(会場：広島商工センター広場)：10チームが勝ち抜け。
早コギ早押しドボンクイズ(会場：絵の島)：3人が一斉にボートを漕ぎながら、海に浮かぶミニボールを先に取ったチームが解答権を得る。2ポイント勝ち抜け。
四国・岡山予選（1,814チーム→3チーム）
キロンコクイズ：1チームずつYES・NO問題を受け、正解と思う方のレバーを引いて不正解だと黄色のペンキが3人一斉に降りかかる。正解だと赤い花吹雪が舞う。
九州予選（4,240チーム→4チーム）
湯上ったチャンスクイズ(会場：黒川温泉)
近畿予選（2府4県4,034チーム→5チーム）会場：神戸総合運動公園陸上競技場
第1問：事前に「YES」「NO」を選んだ全チームが入場行進で会場入りする演出がなされた。
ランニングバスケットクイズ：チームメンバーの1人がボールに答えを書き、2人目にパス、間違ってると思えば答えを修正し、それをドリブルシュートする。そして3人目がシュートしたボールを持って司会席に見せる。
中部予選（4,184チーム→4チーム）
四文字熟語争奪クイズ(会場：犬山市・リトルワールド)：ピコポンハンマーでヘルメットを叩く早押し形式。1問正解すると番号を指定、そこからめくって出てきた漢字一文字から四字熟語を当てると(なお字の配列はシャッフルされている。1度不正解かスルーの場合はチームごとに最初に指定した番号の四字熟語にのみ正解するまで挑戦しなければならない。)通過クイズに挑戦、正解すると勝ち抜け。
300問上京ペーパークイズ会場：ブルートレイン(九州・中国・四国ブロック)・東海道新幹線(近畿・中部ブロック)・上越新幹線(北陸ブロック)・東北新幹線(北海道・東北ブロック)・観光バス(関東ブロック)各車内
東京に向かう列車内で午前8時に一斉にペーパークイズに挑む。制限時間は30分。看板等に名前のなかったチームは途中下車となったが・・・
準々決勝（40チーム→6チーム）会場：ホテルセンチュリーハイアット
七転び八起き20対1早押しクイズ：先に会場入りした20チームは先述のペーパークイズの下位で、途中下車で後から会場入り20チームは上位だった（どんでん返し）。その上位20チームに対し早押しを出題(ここでのお手付き・誤答はマイナス1ポイント。この状態の場合通過クイズに挑むには2問正解しなければいけない。)、＋1ポイント取ると下位20チームが阻止側に回っての通過クイズに挑戦。正解すると勝ち抜け、お手付き・誤答もしくは下位20チームに阻止されると振り出しに戻る。ただし下位20チームがお手付き・誤答すると即失格。また阻止するごとに回数分のダルマが置かれ、上位5チームが勝ち抜いた時点で最も多くのダルマを置いた下位1チームのみが勝ち抜け。ただし同じ数のダルマを持つチームが2チーム以上いた場合はそのチームのみでサドンデスを行う。
準決勝（6チーム→4チーム）会場：東京ディズニーランド(出題)、ぽっかりヶ丘(国際科学技術博覧会会場)(解答)
宇宙⇔夢の国オンライン電話クイズ：ディズニーランドにいる福留から中継回線を使って出題するクイズに、20台置いてある電話の中から一つを選び正解を伝える。不正解はまた別の電話を選ばなければならない。2ポイント勝ち抜け。出題側の様子はジャンポトロンに映し出されている。
準決勝PART2（4チーム→3チーム）会場：東京ヘリポート(到着地)
恒例大東京空中散歩クイズ：科学万博のヘリポートを飛び立った4機のヘリコプターが各チェックポイントの風景に関する問題を解いていく。正解できないと1周旋回してもう一度挑戦。東京ヘリポートに到着し第3チェックポイントの問題にクリアすれば決勝進出、そこで不正解だと調べ室に行って答えを導かなければならない。
- 決勝（3チーム→優勝）会場：東京ディズニーランド・スモールワールドステージ

正解＋1ポイント、お手付き誤答－1ポイントの早押しクイズ。10ポイント先取。

## 第5回
東北予選
YES・NO走りクイズ（1,357チーム→31チーム）会場：仙台市・榴ヶ岡公園→榴ケ岡駅→本塩釜駅
2問目は、YESのサークルに入ったチームは榴ケ岡駅の上りホーム、NOのサークルに入ったチームは下りホームにそれぞれ移動し、到着した電車に乗り込み、先に発車した方が正解である。3問目は正解した電車内で出題、YESと思えば電車内に残り、NOと思えば本塩釜駅で下車し、船に乗り込む。YESのタスキをかけた駅長とNOのタスキをかけた船長が互いにくす玉を引いて「勝者」の垂れ幕が出た方が正解。
決勝・俳句クイズ（6チーム→代表4チーム決定）
早押しクイズで1問正解すると、ひらがな五十音の中から一つを選べる。指名されたひらがながパネルに掲示されている4つの俳句に含まれているとすべて開示され、それを繰り返していくうちに解った段階でパネルに展示された4つある俳句のうちのひとつを言い当て、パネルに掲示された内容とピッタリ一致すれば勝ち抜け。お手つき・誤答は1回休み。

## 第6回
北海道大会
決勝・人間ばんば早押しクイズ(6チーム→代表2チーム決定)
ばんばを引っ張りながら早押しボタンを目指す。1ポイント正解につき、男性には30kg、女性には15kgの干し草がばんばに上乗せされる。3ポイントで全国大会進出。
関東大会(会場：西武ライオンズ球場)
第1・2問：「YES・YES」「YES・NO」「NO・YES」「NO・NO」の4つのスタンド・グランドに分かれる。
YES・NO走りクイズ
東北大会
決勝・つづみ早打ち俳句クイズ(各県2チーム→代表決定、会場：中尊寺金色堂)
つづみが早押しボタンの代わりとなっている。1問正解すると隠されている俳句の1語を指名、六句用意されている俳句の中から解った句をひとつ選び、その俳句を当てると全国大会進出。
四国・岡山大会
決勝・瀬戸大橋直下海上流し合いドボンクイズ(各県2チーム→代表決定)
早押し1問正解ごとに、相手チームの最後尾に座っている1人が海に落下。3人落下させると全国大会進出。お手付き・誤答は答えた人が1回休み。
九州大会
敗者復活(会場：肥前鹿島)
泥を渡りながら一つしかない早押しボタンを押して正解すれば復活。
決勝・ガタスキー泥んこクイズ(各県2チーム・敗者復活1チーム→代表決定、会場：肥前鹿島)
ガタスキーで泥を渡りながら早押しボタンを目指す。
沖縄大会(会場：タイガービーチ)
YES・NO走りクイズ
決勝・ウォーターヘッドスライディングクイズ（5チーム→代表決定）
砂浜の中の水溜りをスライディングしながら早押しボタンを目指す。1問正解で1人が抜け、3問正解で代表決定。
全国大会
1回戦・究極のジャンル別クイズ（49チーム→8チーム）会場：国立競技場
まず100も用意されたジャンルから1つを提示し、そのジャンルに強いであろうチームが名乗り出て1問限定のジャンル問題早押しに挑戦。正解で通過クイズに挑戦、正解で勝ち抜け。他のチームに阻止もしくはジャンルクイズでスルー・お手つきが出た場合はジャンル選択からリセットされる。ジャンルクイズでお手つき・誤答の場合は即失格。1チーム勝ち抜けられた場合は対戦相手のチームは次から1人マスクを付け解答権を失う。3人マスクを付けたチームも即失格に。
敗者復活!!カラオケ歌合戦（敗者41チーム→2チーム復活）会場：日本テレビ・Hスタジオ
当時の日本テレビの音楽番組「歌のワイド90分!」の収録スタジオで敗者を西・東軍に分かれて「涙のリクエスト」を合唱し、点数の高い方の軍が今度はチームごとにカラオケを披露。審査兼演奏はカラオケ機が行い、最も高い得点を出した2チームが復活。
敗者復活・決勝（敗者復活2チーム→1チーム）会場：富士山新五合目
敗者復活戦で復活した2チーム対抗の早押し、1問正解で準々決勝参加の権利を得る。
準々決勝・富士山おじゃま無視バラマキクイズ（9チーム→4チーム）会場：富士山新五合目
バラマキ隊がばら撒いた問題の貼ってあるフリスビーを取りに行き、敗者復活チームとの1対1早押しクイズに挑戦。そのうち20問は敗者復活チームに解答権がない必答問題。2ポイント勝ち抜けだが、敗者復活チームは7ポイント取らないと勝ち抜けられない。バラマキクイズの本家ウルトラクイズ同様に「ハズレ」あり。
準決勝・一問必答富士山YES-NOクイズ（4チーム→3チーム）会場：富士山九合目
近似値クイズで解答順を決め、1チームに対し1問のYES-NOクイズを出題。解答は早押し形式で1問正解で決勝進出。
決勝（3チーム→優勝）会場：富士山頂
正解＋1ポイント、お手付き誤答－1ポイントの早押しクイズ。10ポイント先取。この回のみ、2位チームと3位チームの得点差が5ポイントに開いた時点で、3位チームは即失格となった。

## 第7回
東北大会
決勝・垂直ドボンクイズ

中部大会
決勝・垂直ドボンクイズ（各県2チーム→代表決定）会場：浜名湖
1県1ブロック。1問正解ごとに相手チームの1人が海へ落下。3人落とした方が勝ち。
近畿大会
決勝・目指せ東京行き！改札クイズ（各府県2チーム→代表決定）会場：姫路駅
1県1ブロック。早押しで1問正解すると4枚のパネルのうち1枚を指名、裏に「東」「京」が書いてある(残る2枚はハズレ)パネルを先に引き当てた方が全国大会進出。
九州大会
決勝・人間ムツゴロウクイズ（各県3チーム→代表決定）会場：鹿島七浦海浜公園
1県1ブロック。泥の海を泳ぎながら早押し機を目指す形式。1問正解で1人が抜け、先に3人正解した方が代表に。
全国大会
1回戦・3人バラバラ東京迷子クイズ（49チーム→15チーム）会場：新幹線「こだま号」車内（知力コース）・池袋リボン館（体力コース）・浅草寺（運コース）
1チームが「知力担当」「体力担当」「運担当」に引き離され、それぞれ課題をクリアし。センチュリーハイアットで3人合流することができれば勝ち抜け。
1. 知力コース：新大阪駅行きの新幹線の車内で行うペーパークイズ50問。全問正解すると新横浜駅で下車、できないと次の小田原駅まで300問、それでもできないと遠くの駅まで乗車しながら最大2000問のペーパークイズに臨まなければならない。
2. 体力コース：エアロビクスやトレーニングで500グラム減量できれば合格。計量は3回までで、それまでに500グラム落とせないと失格に。
3. 運コース：缶コーヒーの自動販売機による運試し。ルーレットで当たりが出たら合格。

準々決勝・一問勝ち抜け早押しクイズ（15チーム→9チーム・敗34チーム→10チーム復活→3チーム）会場：ホテルセンチュリーハイアット
早押し1問正解したチーム即勝ち抜け、しかしお手付き・誤答すると即失格となる。
1. 敗者復活：席が一つ空くごとに徳光のルーレットで止まった敗者1チームが復活し、クイズに参加することができる。

準決勝・つぶし合いクイズ（9チーム→3チーム）会場：山中湖
全体に早押しクイズを出題し、1問正解するとそのチームのいるブロックにのみの対抗戦となり、2チームを倒すと決勝進出、そのブロックの残り2チームは敗退となる。正解するごとにメンバー1人ずつ「富」「士」「山」と書いた帽子をかぶる。お手つき・誤答、あるいは相手チームに阻止された場合は全体のクイズに戻る。席決めは事前に敗者40チームにとったアンケート「どのチームが優勝するか?」で最も多く票を得た3チームが票数順にA・B・Cブロックに立ち、残り6チームは選んだ封筒の中のカードからA・B・Cブロックに。
決勝（3チーム→優勝）会場：富士山頂
早押しクイズ。10ポイント先取。

## 第8回
北陸大会
- 決勝（各県2チーム→代表決定）会場：石川県富来町巌門

八幡太鼓を使った1対1のクイズ。3人が太鼓を連打することで解答権を得る。3問先取で代表チーム決定。
近畿大会
- YES・NO別れクイズ（4772チーム→各府県6チーム）会場：大泉緑地大芝生広場

- チンチン電車ペーパークイズ（各府県6チーム→3チーム）会場：阪堺電車「高校生クイズ号」→弁天埠頭(成績発表)

浜寺駅を出発した電車中に貼ってある3択問題を解いていく。結果発表は全チームを2ブロックに分け、それぞれの代表チームがくす玉を割って花吹雪の出た方のブロックが合格。
- ジャンル別船上バラマキクイズ（各府県3チーム→2チーム）会場：こばると丸(関西汽船)

船内にばらまかれている問題用紙を1枚拾い、それを出題席に渡してクイズに挑戦。出題ジャンルは「船」「スポーツ」「文学」「歴史」「芸能」。勿論バラマキクイズの例に乗っ取って「ハズレ」もある。2ポイントで勝ち抜け。
- 決勝!ポートセイリングクイズ（各府県2チーム→代表決定）会場：メリケンパーク

1府県1ブロック形式。メンバーが一斉にヨットのセールを上げて、先に全部立った方のチームが解答権を得る。1人正解抜け形式。お手付き・誤答1回休み。
中国大会
- YES・NOクイズ（3548チーム→各県8チーム）会場：広島市中央公園芝生広場

- ペーパークイズ（各県8チーム→3チーム）会場：山陽本線臨時列車「高校生クイズ号」→尾道駅(成績発表)

100問の3択問題を30分以内に解く。解答は事前に全チームに配られた「高校生クイズ新聞」の記事から「1」「2」「3」の部分のいずれかを切り取り、答案用紙に貼っていく。結果発表はブーブーゲートが行った。
- 準決勝・こども童謡バラマキクイズ（各県3チーム→2チーム）会場：西国寺

寺内で遊んでいる子供たちから草鞋をもらい、その裏に貼ってある文字で童謡のタイトルを作り、その童謡の一小節を正しく歌うことでクイズへの挑戦権を得る。2ポイントで勝ち抜け。
- 決勝・文学散歩パネルクイズ（各県2チーム→代表決定）会場：千光寺公園

早押し1問正解するごとに、パネルの番号を指定。その番号から「舞台」「相手」「主人公」「冒頭文」「顔写真」「作者名」の順に公開していき、分かったところで関連する作品名を答え正解すれば代表決定。お手付き・誤答1回休み。
九州大会
- 決勝（各県2チーム→代表決定）会場：福岡県北九州市平尾台

全体に対する早押しクイズで1問正解すると、7つある「黒」か「白」と書いたパネルのうち一つを指名。パネルは二枚ずつあり二枚目の方は「？」となっている。「？」をめくることで「黒」か「白」のどちらかが出て、1枚目と違う場合は選択したチームがどちらを選ぶか指名。そして今度はそのチームと同じ県のチームによる1対1の早押しクイズに移る。「黒」を選んだチームはどろんこのプールを、「白」を選んだチームは粉の海を一斉に渡りながら3人が3つのボタンを押さないと解答権を得られない。2ポイント先取。お手つき・誤答は相手チームに解答権が移動。
全国大会
- 1回戦・東西対抗ペーパークイズ→東西対決 上京1vs1（50チーム→10チーム）後半戦会場：ホテルセンチュリーハイアット

関東大会において、厳正なる抽選で東西各チームの対戦校が決定。前半戦は規定問題50問＋ジャンル3択60問のペーパークイズ。後半戦の会場となるセンチュリーハイアットでは、成績上位のチームの座るテーブルにのみジュースが置かれる。東西各チーム25組を同じテーブルに分け、全体に対する早押し問題で1問正解すると、そのテーブルの2チームが通過席へ移動。続いて1対1の早押し勝負で3ポイント先取したチームの勝ち抜けとなる。ペーパークイズ上位のチームは2ポイントで勝ち抜け（=アドバンテージ）となる。
敗者復活戦（40チーム→5チーム）会場：東京駅
東西上京ペーパークイズの平均点が高かった東組から上位5チームが復活。
- 準々決勝・ホップ・ステップ・ジャンプクイズ（15チーム→4チーム）会場：MZA有明

まず階段順を決める争奪早押しクイズで席順を決定。正解した順から上段に着く。全体に対する早押し問題に1問正解したチームは1段上のチームと1対1の対決、1問正解すると1段アップ、お手つき・誤答・1段上のチームに阻止された場合は一番下の10段目に移動。一番上の1段目のチームは正解後通過クイズに挑戦し、正解すると勝ち抜け。敗者復活チームは空席待ちでお立ち台のフットライトがランダムで止まった人のチームから参加となる。1段アップするか、1段上のチームがお手つき・誤答した場合は引き続き対決問題→通過問題が続く。対決・通過クイズの挑戦は任意。通過問題のキャンセルは全体へのクイズに戻る。
- 準決勝・STOP・THE・富士山 YES-NOクイズ（4チーム→3チーム）会場：富士山九合目七勺

一人必答のYES-NOクイズを出題。正解で1人が抜け、3人正解で決勝進出。
- 決勝（3チーム→1チーム）会場：富士山頂

正解＋1ポイント、お手付き誤答－1ポイントの早押しクイズ。10ポイント先取。

## 第9回
全国大会では準々決勝が台風直下での収録となり、富士山登山ではドクターストップの高校生が出るなど波乱続きの大会であった。
沖縄大会
- 決勝・ウォーターヘッドスライディングクイズ（5チーム→代表決定）

九州大会
- 決勝・ドルフィンドリームクイズ

四国・岡山大会
- YES・NOクイズ（1492チーム→各県8チーム）会場：市倉ファーム

- 駅弁ペーパークイズ（各県8チーム→4チーム）会場：今治駅(結果発表)

配られた駅弁の包みに書いてある3択問題全60問を10分以内に解く。今治駅のホームに名前が提示されたチームはそこで途中下車、だがそれは大どんでん返しで電車に残ったチームが敗退した。
- 準決勝・船は出ていく敗者は残る・・・・今治名物~墨ません~タオル顔拓クイズ（各県4チーム→2チーム）会場：今治港

1県1ブロック形式。タオルに書いてある1から5までの数字のうち正解と思う数字に墨を塗った顔を顔拓で押し付ける形式。1問正解で1人抜け3人で勝ち抜け。
- 決勝・面舵いっぱい取り舵いっぱい くるくる東京・早押しクイズ（各県2チーム→代表決定）会場：第三大島丸船上

1県1ブロック形式。早押し台に付けられた舵を回すことで解答権を得る。3ポイント先取。お手付き・誤答1回休み。
中国大会
- YES・NOクイズ（全チーム→各県8チーム）会場：広島市中央公園芝生広場

- ペーパークイズ（各県8チーム→4チーム）会場：海と島の博覧会・ひろしまメーン会場

行進中のブラスバンド隊の服の背中に書いてある3択問題を解く。結果発表はチームの名前が書いた風船が上がれば失格。上がらないと合格。
- 準決勝・3連答3択クイズ（各県4チーム→2チーム）会場：海と島の博覧会・ガリバーレストパーク

まず前列にのみクイズを出題、続いて2・3列目にそれぞれ別の問題を出題、3問ごとに正解が発表され正解問題1問につき1ポイント加点。7ポイント以上で勝ち抜け。
- 決勝・宮島名物 大しゃもじメシ捕り早押しクイズ（各県2チーム→代表決定）会場：厳島神社

2県1ブロック形式。特大しゃもじを使った駆け込み早押し。3ポイント先取。お手付き・誤答1回休み。
中部大会
- 準決勝・東西制覇武将バラマキクイズ
- 決勝・関ヶ原合戦早押しクイズ（各県2チーム→代表決定）会場：関ケ原町

1県1チームvs1チーム。竹刀を使って3人同時に巻藁を先に叩くと解答権を得る。3ポイント先取。
北陸大会
- そーめん流しペーパークイズ
- 決勝・滝・修行クイズ（各県2チーム→代表決定）会場：日石寺

1県1チームvs1チーム。滝に打たれると頭部に装着された水圧ヘッドスイッチが反応し、解答権を得る。1人正解で抜け、3人抜けで代表決定。
東北大会
- 決勝・有明直送ドロンコクイズ 会場：JR福島駅前

全国大会
- 1回戦・AMERICAN 激写・ペーパークイズ（49チーム→24チーム）会場：浅草寺→東京湾竹芝桟橋(結果発表)

おみくじで引いた番号と写真を元にアメリカ人観光客1人を1時間以内に探し、その人の助けを借りながら200問のペーパークイズに答えてゆく。うち50問がアメリカ人向けの問題であり、英語力が重要である。間にある激写クイズは指令通りの物をアメリカ人観光客に写真に納めてもらわなければならない。結果発表では客船のタラップを踏んでジングルが鳴れば乗船となり、不正解時のブザーが鳴った場合は船には乗れない。だが、船に乗れなかったチームが勝ち抜けである（どんでん返し）。その際に、福留が「君達が勝者だ」と書いてあるテープを乗船できなかったチームに向かって投げつけた。
- 敗者復活戦・島内クイズ（敗者25チーム→3チーム復活）会場：伊豆大島(三原山御神火茶屋→長根浜公園ほか)

東京湾を出発した敗者の船は大島に到着。まず到着地の元町港で釣りを行い、釣った魚一匹ごとに1ポイント加点。その後伊豆大島を観光しながら三択クイズを行い、不正解ごとに釣った魚を一匹没収される。元町港での結果発表のあと、ツアコン役の吉村明宏と福留による電話交渉の末、成績のよかったチームのうち上位3チームが敗者復活。
- 2回戦（27チーム→8チーム）会場：ウォーター・フロント

1回戦の勝者24チームを抽選でA・Bブロックに分け、まず早押しクイズを全体に対し出題。正解した方のブロックにのみ続けて出題、1問正解でそのチームは通過席に移動。続いて通過席のチームと相手のブロック全体で早押しを行い、通過席のチームが正解すれば勝ち抜け。相手ブロックに正解された場合は元の席に移動と同時に、相手ブロックに挑戦権が移る。敗者復活3チームは、先着勝ち抜けで空いた席に途中参加。
- 準々決勝 アメリカン・グランプリクイズ（8チーム→4チーム）会場：キャメルグランプリ

まず3人のうちの1人がドライバーとなり、残る2人が用意された項目の中から3項目を選び関連する人物を連想。ドライバーはその人物に関係するビルボードをコースの中から探し当て、そして2つに共通するキーワードを当てれば勝ち抜け。
- 準決勝（4チーム→3チーム）会場：富士山九合九勺

準々決勝勝ち抜け順にYES-NOクイズを出題。全チーム正解の場合はドロー。不正解チームが出た時点で決勝進出チームが決定。
- 決勝（3チーム→優勝）会場：富士山頂

正解＋1ポイント、お手付き誤答－1ポイントの早押しクイズ。10ポイント先取。

## 第10回
北陸大会
- 決勝・残雪ソリ早押しクイズ（各県2チーム→代表決定）会場：富山県立山室堂

チームの1人がソリで滑りながら早押し台まで目指す。1人正解で抜け、3人正解で代表チーム決定。
東北大会
- YES・NOクイズ（全チーム→各県8チーム）

第1問は会場最寄りの田沢湖駅で発表され、高校生はYES号・NO号の正解だと思うバスに乗車する。
- 田沢湖観光ペーパークイズ（各県8チーム→4チーム）

結果発表は「一網打尽!バス・ブーブーゲート」と称し、高校生の乗ったバスがブーブーゲートを通過できるかで発表した。通過できればそのバスに乗っている高校生が全員勝ち抜けとなる。
- 田沢湖数字バラマキクイズ（各県4チーム→2チーム） 会場：田沢湖

田沢湖上に風船がばら撒かれており、それをスワンボートで取りにいく。戻ってきたチームから順番に出題。問題は答えが数字となっているが、解答は田沢湖の水深423mにちなんで4・2・3の3つの数字と加減乗除で表す必要がある。正解すれば通過問題に挑戦し、通過問題に正解すれば勝ち抜け。
- 決勝・熱闘!早押しクイズ（各県2チーム→代表決定）会場：乳頭温泉郷

温泉に入りながらの1チーム対1チーム形式。1問正解ごとに相手チームの1人が顔まで沈む。3人沈めると代表チーム決定。
中国大会
- YES・NOクイズ（全チーム→各県8チーム）会場：広島市中央公園芝生広場

- 瀬戸内瀬戸際YES・NOクイズ会場：広島市中央公園芝生広場

1チームずつ「YES」か「NO」と書いた正解だと思う札を選び、他のチームに知られぬようにポケットにしまう。正解発表はペーパークイズの後に行われた。
- ペーパークイズ（各県8チーム→4チーム）

瀬戸際YES・NOクイズの正解チームの中から上位4チームが勝ち抜け。なお正解チームが4チームに満たなかった県は不正解チームから上位のチームが勝ち抜けに。
- 準決勝・阿多田島島民ゲストクイズ（各県4チーム→2チーム）会場：会場：阿多田島

まず高校生が20分の制限時間内に島の様子を取材に回る。クイズではまず1番のチームが15組のゲスト島民のうち1組を指名、そのゲストに関する事項問題を番号順にリレー形式で解答。なおチームの番号決めの詳細は不明。正解すると通過クイズに挑戦。そのチームの県の他の3チームが阻止側に回り、阻止に成功するか通過クイズ挑戦チームが誤答するとリセット。通過クイズ挑戦側のチームが正解すると決勝進出。勝ち抜け・リセット後は次の番号のチームが指名できる。
- 決勝・瀬戸際ドボン早押しクイズ（各県2チーム→代表決定）会場：阿多田島

傾いた滑り台の上に座った状態での1チーム対1チーム形式。1問正解ごとに相手チームの座り台が一歩後退。3ポイント先取で代表チーム決定。敗れたチームは海に転落。
沖縄大会
- 決勝・ウォータースライディングクイズ

全国大会
- 1回戦（49チーム→30チーム）会場：上海楼（知力の宿）、千葉工業大学体育館（体力の宿）、浄土寺（運の宿）

1チームが「知力担当」「体力担当」「運担当」に引き離され、それぞれのお宿で一夜を過ごしながらペーパークイズに挑戦。3人の総合得点が上位なら勝ち抜け。
1. 知力の宿：ペーパークイズ200問。問題は布団や枕に書かれており、ウィッキーのワンポイント英会話というおまけ付き。結果発表は翌朝の食事で御飯が赤飯だった高校生が合格。白い御飯だと失格。
2. 体力の宿：ペーパークイズ50問。赤チーム対青チームに分けたバレーボール対決で1ポイント取ったチームに対し20秒間だけネットに提示された問題を解かなければならない。バレーボールに挑戦するのは各チーム6人。体育館の外にばらまかれたチームの名前の札があれば合格。
3. 運の宿：ペーパークイズ50問。5分ないし7分10分程度しか灯らないロウソクを明かりにして解かなければならない。石段に高校の名前があったチームが合格。

- 2回戦（30チーム→10チーム）会場：品川報知新聞社（知力コース）、千葉幕張海岸（体力コース）、横浜大黒埠頭（運コース）

1回戦を突破した30チームが東京湾周辺のトライアングル地帯にそれぞれ移動して試練を乗り越えて福留の待つ千葉マリンスタジアムで3人合流を目指す。
1. 知力コース：特製の高校生クイズ新聞の一面に書かれてある1万字以上の中から約20字の誤字・脱字を探して正しい字に仕上げる。やり直しだとさらに1万字分の新聞を追加校正しなければならない。追加のチャンスは5回まで、それ以上のミスは失格。
2. 体力コース：体重700グラム減量のトレーニング。3回まで計量のチャンスがあり、それまでに700グラムを落とせないと失格に。
3. 運コース：カラオケジュークボックスに入ってる100曲の歌の中から横浜の歌を引き当てる。挑戦順は抽選で決定。

- 準々決勝・目指せ富士山早押し7連想クイズ（10チーム→5チーム・敗20チーム→4チーム復活→0チーム）会場：千葉マリンスタジアム

早押し1問正解したチームが連想クイズに挑戦、連想クイズはチームのうちの2人が出題側に回る。1分間に7問正解すれば勝ち抜け。勝ち抜け席が出ると、敗者復活戦として2回戦の敗退チームも早押しに参加。敗退チームが正解すると勝ち抜けたチームの空席に参加、しかしお手付き・誤答すると即失格となる。
- 準決勝・名物ドロンコクイズ（5チーム→3チーム）会場：山中湖

泥んこのプールを泳ぎながらの早押し。1問正解で1人が抜け、3人目が正解で決勝進出。
- 決勝（3チーム→優勝）会場：富士山頂

正解＋1ポイント、お手付き誤答－1ポイントの早押しクイズ。10ポイント先取。

## 第11回
東北大会
- 決勝・田んぼでファイアー!ドロンコ早押しクイズ（各県2チーム→代表決定）会場：花巻市

三人四脚で田んぼを駆けながら早押しボタンを目指す。
中部大会
- 決勝・徳川家怒濤の進撃!早押しクイズ（各県2チーム→代表決定）会場：伊賀八幡宮

すごろく仕立ての形式。早押しクイズに1問正解すると、印籠ボックスから徳川家将軍の名が記されたプレートを1つ引く。そのプレートに記された将軍の代数分（1〜15）マスを進め、ゴールにたどり着けば全国大会進出。マスは岡崎をふりだしに豊橋・浜松・掛川・金谷・静岡・蒲原・沼津・三島・箱根・小田原・平塚・藤沢・保土ヶ谷・品川・江戸（あがり）の計15コマ。
近畿大会
- 決勝・グラススライディング早押しクイズ（各府県2チーム→代表決定）会場：六甲山

3（府）県1ブロック・1人抜け形式。グラススライディングしながら早押しボタンを目指す。
中国大会
- YES・NOクイズ（2237チーム→各県8チーム）会場：広島市中央公園芝生広場

- ペーパークイズ（各県8チーム→4チーム）会場：広島市中央公園芝生広場

「YES」「NO」シートの裏面に貼ってある3択問題を解いていく。結果発表は高校生の前を通る赤いRX-7が止まった所にいるチームが合格、その車に乗車し、広島市街の凱旋パレードに向かった。
- 敗者復活会場：広島市中央公園芝生広場

ジャンケン大会。YES・NOクイズの全敗退チームの代表同士がジャンケンを行い、最後まで勝ち残った1チームが復活。
- 準決勝・巨大車文字クイズ（各県4チーム＋敗者復活1チーム→2チーム）会場：会場：マツダ宇品工場

会場に駐車している70台の白い車でアルファベット3文字の略語を形成、車に貼ってあるプレートの中からその略語の正式名称が書かれているものを一つ取り、正解したチームから順に早押しに参加。1問正解すると決勝進出。早押し台は8つあるが、2問目以降は1台ずつ減っていく。
- 決勝・ワン・ツー・スリー早押しクイズ（各県2チーム→代表決定）会場：マツダ宇品工場

1つの問題に対し3つある答えをボタンを早く押したチームから順に1答で1人抜け。3人抜けると全国大会進出。お手付き誤答は1回休み。
九州大会
- ペーパークイズ会場：福岡県営春日公園→博多総合車両所(成績発表)

「YES」「NO」シートの裏面に貼ってある3択問題を解いていく。結果発表は新幹線に貼ってあるチーム名プレートが洗車機を通過して名前が消えずに残れば新幹線に乗れるというもの。名前が残ったチームは記念撮影を行うことになったが、そこには「敗者御一行様」と書いた垂れ幕があがった。すなわち名前の消えたチームが合格。
- 決勝・おでこ早押し&3択責任重大クイズ（各県2チーム→代表決定）会場：大宰府天満宮

2人1組形式でおでこを使った早押しクイズに1問正解すると、残りの1人が3択クイズに挑戦。正解すると全国大会進出。
全国大会
- 1回戦・7グループ対抗早押しクイズ（49チーム→10チーム）会場：代々木公園

上京歓迎パーティーで行われた各チームリーダー49人によるイストリゲームによってチーム分けが行われた。チーム名はすべて高校生たちが命名。まず早押しクイズで1問正解すると、グループ内の残りのチームに対し、シリーズクイズを出題。早押しで正解したチーム含め正解した数分のチームが通過席に移動し、今度は通過クイズに挑戦。問題は5つの中から好きなジャンルを指名、さらに残りの6グループから指名されたジャンルに強いであろう高校生の代表グループごとに1チームが阻止席に回る。通過席の中の1チームが正解すれば勝ち抜けとなる。通過席から勝ち抜けチームが出ると通過席対阻止席のクイズは通過席がすべて抜けるか、阻止席が正解するまで続行される。
敗者復活・名前ビンゴ（敗39チーム→1チーム復活）会場：
ルーレットで止まった50音の中の1文字が名前にあれば埋めていき、いち早く名前にあるすべての文字を埋めた高校生のいるチームが復活。文字に「゛」のある場合も適用される。
- 準々決勝・10,000本!ビデオショック観まくり連想クイズ（11チーム→4チーム）会場：GEOボート店

映画解説者・水野晴郎が出した問題を頼りに、店内にある映画のビデオを視聴しながら答えを導き出す。問題は全部で3問。1問正解するごとに福澤から次の出題ビデオが渡される。3問正解後、3つの答えから連想するものを当てると勝ち抜け。
- 準決勝（4チーム→3チーム）会場：富士山九合目九勺

第8回準決勝と同じ形式。解答順は準々決勝の勝ち抜け順。
- 決勝（3チーム→1チーム）会場：富士山頂

正解＋1ポイント、お手付き誤答－1ポイントの早押しクイズ。10ポイント先取。

## 第12回
北海道大会
決勝・大平原激闘!人間犬ゾリ早押しクイズ

北陸大会
YES・NO走りクイズ（全チーム→各県8チーム）会場：富山市神通川緑地

10ジャンルオタッキーペーパークイズ（各県8チーム→4チーム）会場：富山市神通川緑地
ゲートに提示された10ジャンルの3択問題各10問を解く。結果発表は各チームに配られた鯛のかまぼこ・タイカマくんを食べて中にワサビが入ってると合格。福澤によると「喜びの涙」。
準決勝・新湊漁港セリ落しクイズ（各県4チーム→2チーム）会場：新湊漁港
チームを3択エリア1人と、早押しエリア2人に分割。地元の海の幸に関する3択問題を答え、正解したチームにのみ早押しクイズの権利を得る。1問正解で勝ち抜け。お手付き・誤答は1回休み。
決勝・東京行大漁出荷 もうコリゴ～リ早押しクイズ（各県2チーム→代表決定）会場：新湊漁港
氷の入った箱を一輪車に積んで早押しテーブルを目指し、箱をボタンの上置くことで解答権を得る。1問正解で1人抜け、3問正解で代表チーム決定。途中で箱が崩れて氷がこぼれた場合は、スタート地点に戻って箱を積み直さなければならない。
東北大会
準決勝・大合唱!歌の森 童謡ばらまきクイズ

中国大会
決勝・息つくひまなし厳島 拍手早押し7ヒントクイズ

四国・岡山大会
決勝・回り舞台 大ドンデン早押しクイズ

沖縄大会
決勝・勝利への地団駄踏み踏み マラソン早押しクイズ

全国大会
1回戦・YES-NO上京クイズ（49チーム→22チーム勝ち抜け）正解発表会場：有明コロシアム
全国大会出場全チームの代表の家に一斉送信されたFAXに記載された、虫食いのある問題文から答えを推察し、全国大会の会場でYESかNOどからか正しいと思うサークルに移動。
敗者復活戦・タイムアップ!三択クイズ（敗者27チーム→18チーム復活）会場：有明コロシアム
有明コロシアムの屋根が完全に閉じるまでの20分間、3択クイズを連続出題。結果発表はブーブーゲートで行う。成績は公表されず。
2回戦・対決2チームクイズ（40チーム→10チーム勝ち抜け）会場：有明コロシアム
40チームを抽選で20チームずつA・Bブロックに分けた一斉早押し。まだA・Bブロックに対してクイズを出題しどちらかのブロックが正解すると、以下のようなルールに。
1. そのブロックのみに対する早押しクイズに挑戦。1問正解したチームが通過席に移動、そこで1問正解すれば勝ち抜け。この時相手ブロック全般は阻止に回る。勝ち抜けが出た場合は引き続き勝ち抜けチームのいたブロック全般へクイズが出題。
2. 相手のブロックのチームが阻止に成功した場合、そのブロックに対してクイズを出題。以下は上記と同じ。

3回戦・大東京観光ツアー!ビデオクイズ（10チーム→9チーム→8チーム勝ち抜け）会場：葛西臨海公園→原宿カラオケBOXドレミファクラブ
各チームに手渡されたビデオカメラで都内の風景を撮影、指令をもとにお目当ての客から受け取った問題文を頼りに、撮影したビデオの映像から答えを推察。1問正解で勝ち抜け。1チーム脱落後原宿竹下通りに舞台を移して2回戦に。2回戦では撮影したものが歌詞に入ってる歌をカラオケで歌うことでヒントがもらえ、2つ目のヒントも同様のケースで得、2つヒントの連想される答えを言って正解なら勝ち抜け。正解できないと採点カラオケで60点以上出さないとならない。60点以上出すと3つ目のヒントが与えられる。不正解の場合はシンキングタイムを経て4つ目のヒントが与えられる。
準々決勝・ジャンル多答!逆転マシンガンクイズ（8チーム→4チーム勝ち抜け）会場：晴海客船ターミナル
早押しクイズ1問正解で福澤が抽選して選んだジャンルの多答問題をそのジャンルに得意そうな正解チームの一人が答える。1つ正解で1ポイント。タイムアップや不正解が出た時点で終了。合計20ポイントで勝ち抜け。早押しで正解した分は得点として加点されない。
準決勝（4チーム→3チーム）会場：有明コロシアム
勝負の1分間クイズ：4チームがそれぞれ挑戦するタイムショッククイズ。5つの問題封筒の中から1つを選んで挑戦。次の問題の出題中に前の問題の解答するのは加点として許された。
ラストチャンス!12問：「勝負の1分間クイズ」で選択されなかった封筒1枚分の問題12問による早押しクイズ。正解すると「勝負の1分間クイズ」でのポイントに1ポイントが加算され、お手つき・誤答は－1ポイント。12問出題し終わった時点で、合計ポイントの多かった3チームが決勝進出。
決勝（3チーム→1チーム）会場：有明コロシアム
正解＋1ポイント、お手付き誤答－1ポイントの早押しクイズ。10ポイント先取。

## 第13回
北海道大会
- 決勝・氷上ばんばトロイカ3連答クイズ（5チーム→代表2チーム決定）

東北大会
- YES・NO走りクイズ（2296チーム→各県8チーム）会場：榴ヶ岡公園

第1問のみ、正解発表が東北のプロレス団体「みちのくプロレス」のレスラー4人が「YES」「NO」側に分かれてのプロレス勝負であった。
- ステレオグラム障害101問3択ペーパークイズ（各県8チーム→各県4チーム）会場：榴ヶ岡公園

答案用紙にステレオグラム方式で印されている顔の名前を答え、正解したチームから100問ペーパークイズに挑戦できる。結果発表は各チームの代表2人が特設リングに上がり、レフリーによって手が上がった方のチームが合格。各県4チーム通過。
- Semi Final・恐怖のコンテナロック人間ばら撒きクイズ（各県4チーム→各県2チーム）会場：JR貨物・宮城野駅

まずAコンテナ群に記載された共通算数問題を、コンテナの中にいるチームメイトからヒントを聞き出しながら解く。その番号で鍵を解錠してコンテナの中のチームメイトを救出。続くBコンテナ群でも同様にチームメイトを救出、3人揃ったところでコンテナの中に貼ってあった問題用紙を持ち出し、バラマキクイズの要領でクイズに挑戦。2問正解で決勝進出。
- Final・トップロープ早押しクイズ（各県2チーム→代表決定）

特設リングの中央に置いてあるピンクの玉をいち早く拾った人が解答権を得る。1問正解で1人抜け、3人勝ち抜けで全国大会進出。
近畿大会
- 決勝・パチパチパンチ早押しハリセンクイズ（各県2チーム→代表決定）

中国大会
- 決勝・鳥居修復組立て早押しクイズ（各県2チーム→代表決定）

全国大会
- 1回戦（49チーム→41チーム）

Welcome Qッキングクイズ（49チーム→10チーム）会場：京王プラザホテル・コンコードボールルーム
各参加チームが共同で「THE・生涯忘れえぬ味」(ハンバーグ、サラダ、中華風冷奴、太巻き寿司、プリン・ア・ラ・モードの5品)の料理に挑戦。京王プラザホテルの総料理長と3人のコックが1品＝10項目の採点を行い、満点なら1ポイント獲得。5ポイント満点獲得で勝ち抜け。途中調理に詰まった場合に備え公衆電話による「ふるさとホットライン」が設けられた。結果発表は「料理点国マップ」で行った。10チームが勝ち抜け。
デザートYES-NOクイズ（39チーム→30チーム）会場：京王プラザホテル・コンコードボールルーム
裏に「YES」「NO」と書かれた大皿を使って行うYES-NO札上げクイズ。全て料理に関する問題が出題され、Qッキングクイズの分と合わせて5ポイント獲得で勝ち抜け。30チームが勝ち抜け。
敗者復活戦・復活ピンを残せ!!（敗者9チーム→1チーム復活）会場：ブランズウィックスポーツガーデン池袋
ボウリング対決。1フレームごとに3人が続けて投球して、「復活」と書かれた赤い1番ピンだけを残し他の9本のピンを全て倒せば敗者復活。
- 2回戦

満場一致YES-NOクイズ（41チーム→16チーム）会場：明治公園
早押しクイズ1問正解で前方の8つのYES-NOテーブルに移動。ただしお手つき・誤答は謹慎席に移動。8つ全て埋まった所でそのチームに対し、YES-NOクイズを1問出題。全チーム正解の場合チーム全員が勝ち抜け、不正解チームが出た場合はそのチームのみが早押し席に逆戻り、また謹慎席からは誤答順から正解チーム数分早押し席に復帰できる。なお、1回戦の敗者復活チームは1ラウンド目の謹慎席の先頭から参加した。
- 準々決勝

クイズ スーパーへ行こう!!（16チーム→4チーム）会場：神奈川県・アイワールド相模原店
商品名がしりとりで繋がるように10品以上、税込29,500〜30,000円以内の買い物を目指す。1円でも過不足があった場合は最初の商品を残して全て没収される。買い物をクリアしたチームは、封筒を1つ選んでクイズに挑戦。問題の答えになる商品を探す。正解ならば全チーム共通問題に挑戦、共通問題正解で勝ち抜け。なお買い物の会計時点で30000円ジャストだった場合はピタリ賞で1問目が免除された。
- 準決勝（4チーム→3チーム）会場：晴海客船ターミナル

勝負の1分間クイズ：ルールは第12回と同じ。
ラストチャンス!!12問争奪早押しクイズ：ルールは第12回と同じ。
サドンデス早押しクイズ：最下位2チームが同点だったため実施。1問正解か、相手チームがお手つき・誤答した時点で勝ち抜け。
- 決勝（3チーム→1チーム）会場：ヴァンテアン号船上

正解＋1ポイント、お手付き誤答－1ポイントの早押しクイズ。10ポイント先取。

## 第14回
北海道大会
- 北海道初登場! 泥ぬけターザン早押しクイズ（5チーム→代表2チーム決定）

東北大会
- YES・NO走りクイズ（1007チーム→各県8チーム）会場：和賀川ふれあい広場

- ペーパークイズ（各県8チーム→4チーム）会場：和賀川ふれあい広場

まず「くんくんボード・レモンちゃんの謎」という、ボートに貼られた30枚の紙の内、ニオイのする紙をかきたどるとある人物のイニシャルにあたるアルファベットの1文字が浮かび、その文字を当てないとペーパークイズに取り掛かれない。結果発表は2人の鬼剣舞が池にばらまいた合格校チームの名前が書かれたボールを拾えば合格。なければ失格。
- 準決勝・みこしサドンデスクイズ（各県4チーム→2チーム）会場：和賀川ふれあい広場

まず各県のチームが米俵の積んだ神輿を担ぎながら早押し台まで走る早押しクイズに挑み、1問正解すると。チームリーダーの万歩計の数値の多い順から多答クイズに挑戦。問題は万歩数値の一番多いチームが選択。2巡目まで全チーム正解すればドロー。誤答もしくはタイムアップの場合そのチームが失格、万歩計はリセットされまた早押しクイズに戻る。各県ごとに2チームが失格になった時点で勝ち抜けとなる。
- 決勝・辛くてラッキー!激辛わんこそば早押しクイズ（各県2チーム→代表決定）会場：みちのく民俗村

問題が解ったらチームの2人が継ぎ手となり、1人がわんこそばを食べ続け、ワサビ入りの「ラッキーわんこ」に当たった所で早押しボタンを押さなければならない。誤答の場合は二番手に押したチームに解答権が移る。3ポイント先取。ラッキーわんこは18分の1の確率で入っており、無色無臭のワサビが使用されているため、よほどの運がないと当てるのは容易ではない。
九州大会
- 円型スライディング早押しクイズ（各県2チーム→代表決定）

全国大会
- 1回戦（49チーム→40チーム）会場：京王プラザホテル・エミネンスホール

QUIZ!スター誕生!：各参加チームが30分の制限時間内に自作の替え歌を作り、ステージで熱唱する。歌のジャンルは会場入場時にチームリーダーが付けた花の色で決定。作詞テーマ・曲名は自由。また、参加者全員(1人につき1つ)が書いた「阻止ワード」が設定され、歌う前にルーレット方式で3つ選択。熱唱中にその阻止ワードを歌ってしまった場合、その段階で曲が停止、ドラが鳴り敗退となる。その阻止ワードを書いた人のいるチームに阻止ワードポイントが1点加点される。曲名に含まれていた場合、そのチームは熱唱の機会すら与えられなかった。阻止ワードに当たらずに最後まで歌い切れば勝ち抜けとなる。また勝ち抜けチームの中で特に優れたチームには最優秀賞として熱唱した曲のレコーディングとCD化(非売品)という副賞が与えられた。
旋律(戦慄)のYES-NOクイズ：「QUIZ!スター誕生!」敗退チームによるYES-NOクイズ。1ポイントにつき特製のQ線譜ボードに1点譜追加、5ポイントで勝ち抜け。ただし、阻止ワードポイントがあるチームは、そのポイントと合わせて5ポイントとなる。
- 2回戦（40チーム→10チーム）

YES NO 早押し合体 運命のルーレットクイズ：大会初の円形解答席陣による形式。まずスタート地点とストップ地点を決める早押しクイズを行い(全ルールお手つき・誤答はそのラウンドのみお休み)、その後抽選ドラムで右回りか左回りかを選択。その決定したエリア内の全チームにYES-NOクイズを1問出題。
1. 正解チームの場合、そのチーム全員で通過問題に挑戦。1問正解で勝ち抜け、エリア外のチームは阻止に回る。阻止チームが出た段階で次のラウンドに移る。
2. 全チーム正解の場合、FEVERとして正解チーム数分の通過問題に挑戦（阻止できない）。勝ち抜けチームが埋まらないまま問題を消化した場合は次ラウンドに移る。
3. 全チーム不正解の場合、逆FEVERとしてYES-NOクイズ不参加チームに対し1問限定の通過問題に挑戦。お手つき・誤答の場合も即次ラウンドに移る。

敗者復活!生き残り逆ババ抜き大会：敗者復活カードを最後まで持っていた1チームが復活
- 3回戦（11チーム→4チーム）

高校生クイズサスペンス：東京郊外の架空の名門一族・久井津家に起こった密室殺人事件を夜明けまでに推理、犯人・トリック・凶器全て同時に正解すれば勝ち抜け。推理に詰まった場合に備え3つのヒントルームが設けられた。
- 準決勝（4チーム→3チーム）

勝負の1分間クイズ：ルールは第12回と同じ。
ラストチャンス!!12問争奪早押しクイズ：ルールは第12回と同じ。
- 決勝　会場：ヴァンテアン号船上

早押しクイズ：10ポイント先取で優勝。開始前に、中継で結ばれた各高校の応援者たちに対してYES・NOクイズが1問出題され、正解すればその高校に1ポイント加点。ただし正解発表はどこかのチームが5ポイントに達してから発表された。

## 第15回
全国大会では初めて決勝以外全てスタジオ収録という異例の大会。各ラウンドをCGによるピラミッド空間で表現した演出が付けられ、第17回まで引き継がれる。
北海道大会
- 決勝・北海道名物 人間サケ川のぼり早押しクイズ（5チーム→代表2チーム決定）

東北大会
- 決勝・恥ずかしい・・・赤裸々告白絶叫クイズ（各県2チーム→代表決定）

近畿大会
- YES・NO走りクイズ（1841チーム→各府県8チーム）会場：大泉緑地

- かくれんボード 101問ペーパークイズ（各府県8チーム→4チーム）会場：大泉緑地

まず30分の制限時間内に「かくれんボード」を拾い、そこに写っている福澤以外の人物を捜し当て、その人数とその人物に関する数字を足した数を当てれば100問のペーパークイズに挑戦できる。結果発表はツートンカラーのロケットランチャー「なにわ2号」が通過した後に垂れ下った紙に書かれたチームが不合格ということになった。
- 準決勝・連想ミュージッ苦イズ（各府県4チーム→2チーム）会場：大阪ワールドトレードセンタービル1F・FESPA

早押しクイズに正解したチームが五十音の中から一文字を選び、12曲の五線譜ボードにあればその文字をオープン、オープンされた歌詞と音符を頼りに1曲選び、8小節正確に歌いきれば勝ち抜け。
- 決勝・劇空間・早押しクイズ（各府県2チーム→代表決定）会場：大阪ワールドトレードセンタービル屋上緊急ヘリポート

各府県1ブロック形式。早押しで1問正解すると相手チームの1人を指名し口封じ、3人口封じすれば東京行き。なお1度だけ味方の口封じを解くことができる。お手付き・誤答は1回休み。
四国・岡山大会
- 決勝・瀬戸内決戦 サバイバル水面落下クイズ（各県2チーム→代表決定）

九州大会
- YES・NO走りクイズ（1351チーム→各県8チーム）会場：春日公園

- かくれんボード ペーパークイズ!!（各県8チーム→4チーム）会場：春日公園→久留米百年公園(結果発表)

まず「かくれんボード」を拾い、そこに写っている福澤以外の人物を捜し当て、その人数とその人物に関する数字を足した数を当てれば100問のペーパークイズに挑戦できる。結果発表は福澤の顔を象った巨大パネル「アングリーあきら君」の口の部分にあるゴムを各チームの代表1人が咥え、パッチンされれば合格。
- 敗者復活!!（各県敗者4チーム→1チーム復活）会場：久留米百年公園

チームリーダーが咥えた黄色のゴムのうち、清水圭がランダムで切ったゴムがパッチンした人のチームが復活。
- 準決勝!ダルマさんが転んだ三人四脚三択クイズ（各県4チーム＋敗者復活1チーム→2チーム）会場：久留米百年公園

メンバーは三人四脚の態勢でそれぞれ1番から3番までのサンバイザーをかぶり、3択問題で違うと思う番号のサンバイザーの2人はしゃがむ。正解すると、福澤の「ダルマさんがころんだ」コールに合わせて前進。ゴール地点にあるダルマにタッチできれば勝ち抜け。なお「ダルマさんがころんだ」コールは抽選によってイントネーションが変えられており、その辺もゴールへの前進に大きく左右される。敗者復活チームは他のチームより後方位置からのスタート。
- 決勝!!氷の味覚ミックスクイズ!!（各県2チーム→代表決定）会場：東洋水産佐賀工場

早押しで2問正解すると50種類のかき氷の中から一つを選び試食する。そのかき氷にトッピングミックスされている3つの食材を当て、一つ当てるごとに1ポイント加点、累計3ポイント獲得で全国大会進出。
沖縄大会
- 決勝・沖縄名物 ウォーターヘッドスライディングクイズ（5チーム→代表決定）

全国大会(会場:日本テレビ)
- 限定48問オープニングバトル（49チーム→48チーム）

1問正解で勝ち抜け。制限時間内なら何度でも解答権があった。
- 1回戦・クイズスタジアム（48チーム→24チーム）

VISUAL択一クイズ と クイズ地獄めぐり の2段構成。まず全チームが「天国席」で映像を使った択一問題をボタン押しで解答。その正解数がボーダーラインを越えなかったチームは「地獄」行きとなり、直後に行われるクイズ地獄めぐりに強制参加となる。
1. VISUAL 2択クイズ：映像二択問題を10問出題。ボーダーラインは5ポイント。
2. クイズ地獄めぐり・共食い地獄：まず早押しを行い、1問正解したチームがほかの地獄めぐり参加チームから共食い対決を行う2チームを指名して天国席復帰。共食い対決は読み上げによる3択クイズ1問で、抽選で決定した先攻から選択肢を選び、後攻は先に選ばれた答えを選べない。正解すれば天国席復帰、不正解で（両チーム不正解であっても）失格。
3. 天国からのクモの糸・遅押しクイズ:男子100M決勝でのカール・ルイスの映像を見てゴールにきたと思う段階でボタンを押し、彼の記録である9秒86に最も近かった1チームが無条件で2回戦進出。
4. VISUAL 3択クイズ：映像三択問題を10問出題。ボーダーラインは5ポイント。
5. クイズ地獄めぐり・フライング地獄：「ですが」を多用した引っ掛け問題による早押し。お手つき・誤答は即失格、1問正解で天国席復帰。
6. VISUAL 4択クイズ：映像四択問題を20問出題。ボーダーラインは15ポイント[4]。
7. クイズ地獄めぐり・電話RUSH地獄：出題席に置かれた電話に繋がる暗号化された電話番号を解明した上で福澤と電話で対話しながら答える形式。答えに詰まった場合は家族や同級生などへのお助け電話も可能。1問正解で天国席に復帰。この段階で、VISUALクイズの累積点数がボーダーライン28問を越えたチームが2回戦進出。残る全チームが余った2回戦進出の枠をかけて最後の地獄めぐりに挑戦。
8. クイズ地獄めぐり・YES-NO地獄：全チームが一列に並び、先頭のチームのみがYES-NO問題に挑戦。正解で2回戦進出、不正解は最後尾に移動。

- 2回戦・王様クイズ（24チーム→12チーム）

知力担当「王様」チームの下に体力担当「国民」チームがつき、王国となって勝ち抜けを目指す。「王様」となったチームはその王国の主という設定。
1. 王様選出クイズ：一問多答の早押しクイズに1問正解で「王権獲得」。3チームが「王様」となる。
2. 国民選出クイズ：早押し1問正解で王様3チームの中から1チーム指名してその王国の「国民」となる。王様1チームにつき国民は3チーム。
3. 三国対決踏み踏みクイズ

体力担当の国民チームの足踏みによって知力担当の王様が解答権を獲得。
王様が1問正解すると配下の国民3チームに対し三連答問題を出題、この時不正解でも正解は明かされず。王様は国民チームの解答から連想される答えを言い、正解ならば王様とその国民全チームが勝ち抜け。
残った2つの王国と国民チームはリセットされ、次のラウンドは王様選出クイズからやりなおし。
- 準々決勝・1VS1バトル（12チーム→6チーム）

12チームを6ブロックに分け、1チーム対1チームの対決を展開。
時限バトル：「勝負の1分間クイズ」とほとんどルールが酷似。正解数の多かった方のチームが準決勝進出。
泥バトル：チームの1人が泥のウォータースライダーを滑りながら早押しボタンを目指す。1人正解で抜け、3ポイント先取で準決勝進出。
ワニバトル：ワニワニパニック・30ポイント獲得で解答権が得られる。3ポイント先取で準決勝進出。
絶叫バトル：アメリカ横断ウルトラクイズの大声クイズと同じ形式。ランプが先に上まで点灯した人のチームが解答権獲得。絶叫フレーズは挑戦者チームが決めた故郷のキャッチフレーズ。3ポイント先取で準決勝進出。
300問ペーパーバトル：30分以内にペーパークイズ300問に挑戦。正解数の多かったチームが準決勝進出。
垂直落下バトル：空中ブランコに座った状態で行う早押しクイズ。1問正解で相手チームの1人が粉がまかれたマットに落下し粉まみれになる。相手チームを全員粉の海に落下させたチームが準決勝進出。
- 準決勝・SUPER6 筆記クイズ

こちらも6チームを3ブロックに分け、1チーム対1チームの対決を展開。
筆答1問に対し片方のチームが単独正解で勝ち抜け、両チーム正解・不正解の場合はドローとなり再度出題。
決勝・FINAL　会場：ヴァンテアン号船上
早押しクイズ：10ポイント先取で優勝。

## 第16回
この回よりタイトルロゴが現在のものに変更。全国大会では前半が前回に引き続きスタジオ、後半は外ロケという構成。アトラクション系の形式が多かったのもこの回の特徴。
東北大会
決勝・美しき泥試合 クイズどろんこ米そうどう（各県2チーム→代表決定）

関東大会(会場：西武ライオンズ球場)
第1・2問→YES-NOクイズ

敗者復活 （東京5チーム復活）
ジャンボトロンに映し出されスロットが、止まった都県から抽選で選ばれたチームが復活。
ペーパークイズ
結果発表の方法はブーブーゲート。
決勝 広き門狭き門早押しクイズ（各都県4チーム→東京2チーム・各県1チーム代表決定）
ストレート早押し。クイズ前に挑戦する都県の数（1から3まで）を抽選で選び、次にどこの都県が入るかをまた抽選で決める。3ポイント先取で全国大会進出。お手つき・誤答は1回休み。そのセット全ての都県が抜ければまた最初の抽選を行なう。
中国大会
決勝・勝利をたぐりよせろ! トムソーヤいかだ上陸早押しクイズ（各県2チーム→代表決定）会場：絵の島

九州大会
決勝・雄叫び早押し&坂でズルズルいかせてクイズ（各県2チーム→代表決定）会場：ベイサイドプレイス博多埠頭

全国大会
BATTLE LAND（49チーム→43チーム）
限定48問：ルールは第15回と同。新たに映像問題が出された。ただし15回とは異なって「キャンセル（制限時間内に全チームが正解できない）」場合は限定問題が1問減るルールになった（第17回も同じ）
TIME LAND（43チーム→15チーム）
5チーム制限多答早押しクイズ：出題された一問多答問題に対し答える自信があると思えばボタンを押し、いち早くボタンを押した上位5チームが解答権を得る。ボタンを押したチームが5チームに満たない場合もその数だけ解答権を得る。その後一問多答の筆記に挑戦し、全ての答えが正解のチームだけウイニングステージへの挑戦権を得る。間違いのあったチームは即失格。
ウイニングステージ：ラウンドごとに形式が異なる。クリアすれば勝ち抜け。
タワーリング575：1チームずつ制限時間2分の間に散りばめられた文字ブロックを縦に積み上げ、タイトルロゴブロックを最上段に積み上げた状態で読み上げて正解ならば勝ち抜け。読み上げ前に倒れたり、間違いなら時間内にまた積み直さなければならない。しかしここでのクリアチームはなんと0チームという惨状であった。
FUCHIの字スポット 漢字て〜クイズ：1分間以内に上下左右の漢字に共通して真ん中に入る漢字一文字を筆記で解答。
知っTELつもりテレフォンウォーズ：1チームずつ制限時間3分の間にチームの1人の家族に電話して答えさせる連想クイズ。答えは5つの宝箱の中にあり、3つまで正解させることができれば勝ち抜け。
2×××ウォーターワールド：1チームずつ制限時間2分の間に熱帯魚が入った5つの水槽の中の世界の話題や都市のオブジェにある間違いを探し、全てのオブジェの間違いを当てれば勝ち抜け。(用意された間違いは8つ。)不正解があれば残り時間内に再トライ。
回転文字盤クイズ：1チームずつ制限時間1分の間に固定している線と回転する線が組み合わさった時にできる文章を当てる。お題の文章は同じだが、最後の挑戦チームのみ全く別の文章だった。
世界に挑戦ジャストタイムクイズ：アトランタ五輪の200m走でのマイケル・ジョンソンの記録を第15回の「遅押しクイズ」と同じ要領でボタンを押し、彼の記録19秒32に近いスコアを出した3チームが勝ち抜け。
SUSPENSE LAND（15チーム→6チーム）
THE Q FILES：時限爆弾が仕掛けられた6台の盗難車(あくまでも事件自体はクイズのための架空の設定である)の中から犯人の行動や目撃者など様々なヒントを元に物的証拠、状況証拠を特定し、6台の中から全ての時限爆弾のタイマーを止める起爆装置のある犯人の車を割り出せれば勝ち抜け。
SUPER SHOCK LAND（6チーム→3チーム）
単独最下位脱落リレークイズ：「SUSPENSE LAND」各チーム1人が勝ち抜け順に同じ問題を口答。これを繰り返し正解数が一番少なかった1人が脱落、そのチームは2人目に挑戦が移り、獲得ポイントはリセットされる。これをさらに繰り返していき、最終的に3人全員脱落が3チーム出るまで行う。解答はヘッドホンによって周りのチームには聞こえないシステムである。
CHAMPION LAND（3チーム→優勝）
早押しクイズ：10ポイント先取で優勝。

## 第17回
大会初の海外ロケを敢行。全国大会進出校に新たに運大王という枠を設け、「運でも行ける香港」というキャッチコピーのもと、当時中国に返還されたばかりの香港に上陸した。また、地区大会では恒例だったペーパークイズを廃止しYES-NOクイズの通過基準を変更、進行役・ゲストも例年以上に芸能人の起用が多く、コギャル系高校生の台頭など全体的にミーハー色漂う大会であった。
中部大会
ファーストステージ 限定5問YES-NOクイズ 会場：新舞子マリンパーク・ファミリースポーツ広場
5問出し終えた時点で残った全チームが2回戦進出。
セカンドステージ チキンレース近似値クイズ 会場：新舞子マリンパーク
全チームに対し「ある長さ」を求めるクイズを出題、解答はスタートラインから正解と思う長さの位置にチームリーダーの靴を置く。正解値から最も近い順に各県4チームが準決勝進出。
セミファイナル Count Downビーチフラッグクイズ （各県4チーム→2チーム）会場：ブルーサンビーチ
各県それぞれ2チームずつA・Bブロックに分かれ、ブロックの代表者がサバイバルジャンケンで対決、勝った方のブロックがクイズに挑戦、問題はランキング形式で、1位から6位までの答えが書いてあるフラッグを一つだけを拾い、1位のフラッグを取ったチームは5ポイント加点、以下2位以降は1ポイントずつ下がって加点。計10ポイント獲得で決勝進出。
ファイナルステージ 女子高生50人の気持ちHi&Loクイズ （各府県2チーム→代表決定）会場：新舞子マリンパーク
全体に対する早押しで2ポイント先取すると、通過クイズにチャレンジ。その通過クイズとは敗者の女子高生50人に対するアンケートでスイッチを押した人数が、平均年齢45歳の男性に対する同様のアンケート結果から多いか少ないかを当てるもの。
運大王決定戦 会場：新舞子マリンパーク
敗者全員に配られたアイスの棒に「大あたり」と出た人のチームが挑戦権を獲得、選ばれたチームは決勝で使用された早押しボタンを一斉に押し、運良く作動した1チームが運大王に決定。
中国大会(会場：みろくの里)
YES-NOクイズ （799チーム→広島6チーム、鳥取4チーム、山口2チーム）

敗者復活!一問一答クイズ （島根4チーム・山口2チーム復活）
東北大会と同じ形式。
チキンレース近似値クイズ （広島6チーム→4チーム）
まずスタートから50m前進し、続いて厳島神社の大鳥居の横幅の推定の長さの分後退し、さらに官製はがきを縦100枚繋げた推定の長さの分前進、正解の位置から最も近い位置にいる4チームが準決勝進出。
チーム対抗 斜面登りボール入れ＋全チーム一致クイズ （各県4チーム→2チーム）
まず全チームをホワイトソース(白)・危機一髪(黄)・アオー(青)・赤ちょうちん(赤)の4グループに分け、そこから1人ずつ、グーパージャンケンで対戦を決め、クイズに挑戦。クイズは2グループ対抗でプール上に浮かんだボールを1個持ったままシャワードームを駆け登り、てっぺんの透明な筒にボールをシュートして10ポイント先に入れた方のグループが満場一致の筆記クイズに挑戦。（一度手を離したボールが筒の中に入らなかった場合は、プールに降りて別のボールを取って来なければならない）全チームが正解すれば決勝進出。不正解は再度やり直し。
早押し&責任YES・NOクイズ（各県2チーム→代表決定）
2ポイント先取でチームの1人がYES・NO形式の通過クイズに挑戦、正解で全国大会進出。不正解は0ポイントに。
運大王決定戦
抽選で選ばれたチームが3つの箱の中から同じ赤いボールを引き当てれば運大王に決定。ここでも運大王は誕生しなかった。
関東大会(会場：西武ライオンズ球場)
第1・2問→5問限定YES-NOクイズ
計7問のYES・NOクイズに連続正解したチームは無条件で次のステップに進めるが、その結果・・・
・6チーム以上いる東京・神奈川・埼玉・茨城は2回戦へ進出
・ちょうど5チーム勝ち残った千葉は決勝へ
・勝ち抜けチーム数が4以下の栃木、群馬、山梨は残る席は敗者復活戦に持ち越しとなる
2回戦・7問先取・3択前進クイズ
YES-NOクイズで勝ち残った東京・神奈川・埼玉・茨城の全チームが挑戦。7ポイント先取した各都県5チームが決勝進出。
敗者復活・アジャストクイズ （山梨5チーム・栃木3チーム・群馬4チーム復活）

決勝 早押しクイズ（各都県5チーム→東京2チーム・各県1チーム代表決定）
3ポイント先取で全国大会進出。お手つき・誤答は1回休み。まず2都県が同時に入り、どちらかの都県で勝ち抜けが決まると空いた5つの席に新たな都県のチームを差し込んでクイズを続行していく形式。
運大王決定戦
抽選で選ばれたチームがステージに設置されたテーブルに並んでいる20個のボタンの中から2つある「当たり」のボタンを押し銀色のカラーシューターが出れば運大王に決定。他の地区と違い関東大会では2チーム確実に出るまで行われた。
四国・岡山大会(会場：マリンパーク新居浜)
YES-NOクイズ （1017チーム→岡山7チーム）

敗者復活!!アジャストクイズ （四国勢各4チーム復活）
東北大会と同じ形式。
5問先取!前進3択クイズ （岡山7チーム→4チーム）
東北大会と同じ形式。
準決勝 新居浜式カウントダウンベスト5クイズ （各県4チーム→2チーム）
各県それぞれ2チームずつA・Bブロックに分かれ、ブロックの代表1人がスイカ割りで対決、先にスイカを割った方のブロックがクイズに挑戦、問題はアンケート形式で、提示された8つの答えのうち、上位と思う答え一つを筆記で答え、1位の答えを選んだチームは5ポイント加点、以下2位から5位までは1ポイントずつ下がって加点。計10ポイント以上獲得で決勝進出。
決勝 '97新居浜式早押し!!ビンゴ対決（各県2チーム→代表決定）
1県1ブロック形式。1問正解するとルーレットで1から8までの番号から一つ選び、ビンゴシートの同じ番号に穴を空ける。タテかヨコかナナメ一列でビンゴが成立すれば全国大会進出。早押しでのお手つき・誤答は1回休み。
運大王決定戦
抽選で選ばれた1チームが2つのスイッチのどちらかを押して「あたり」の垂れ幕が出れば運大王に決定。ここでも運大王は誕生しなかった。
九州大会(会場：鳥栖スタジアム)
第1問→5問限定YES-NOクイズ （1683チーム→鹿児島3チーム、熊本1チーム、大分1チーム）

敗者復活 1問1答クイズ （鹿児島1チーム、宮崎4チーム、熊本3チーム、大分3チーム復活）
東北大会と同じ形式。
2回戦 近似値チキンレースクイズ（福岡・長崎・佐賀各4チーム）
中部大会と同じ形式。
準決勝 ジャンケン&BEST5カウントダウンクイズ （各県4チーム→2チーム）
各県それぞれ2チームずつA・Bブロックに分かれ、ブロックの代表者がジャンケンで対決、なお勝つ回数は福澤の抽選に左右される。勝った方のブロックがクイズに挑戦、問題はアンケート形式で、提示された8つの答えのうち、上位と思う答え一つを筆記で答え、1位の答えを選んだチームは5ポイント加点、以下2位から5位までは1ポイントずつ下がって加点。計10ポイント以上獲得で決勝進出。
決勝 早押対決!「知力」or「運」（各県2チーム→代表決定）
1県1ブロック形式。クイズ前に抽選で「運」か「知」のカードの2つのうちのいずれかを選択。選択したカードにちなんだ形式に形式となる。いずれも早押しでのお手つき・誤答は1回休み。
1. 運コース：四国・岡山大会決勝と同じ。
2. 知力コース・勝ち抜け三択クイズ：東北大会の「早押し責任3択」と同じ形式。

運大王決定戦
抽選で選ばれた1チームが2つのタワーのスイッチのどちらかを押して「○」の垂れ幕が出れば運大王に決定。
沖縄大会(会場：残波ロイヤルビーチ)
決勝 ウォーターヘッドスライディングクイズ（5チーム→代表決定）

運大王決定戦
全チームが福澤とジャンケンで対決し、勝ち残った3チームが決勝と同じ方法でレーンを1つ選び早押しボタンが作動した1チームが運大王に決定。
東北大会
5問限定YES-NOクイズ 会場：北上川河川敷南大橋
5問限定のYES・NOクイズを行い5問連続正解したチームは無条件で次のステップに進めるが、その際に福澤アナの報告で準決勝進出4チームというアナウンスが告げられ
・4チーム以上いる宮城・岩手は2回戦へ進出
・ちょうど4チーム勝ち残った青森・秋田・福島は準決勝へ
・山形は勝ち残ったチームが1チームのみで残る3つの席は敗者復活戦に持ち越しとなる
敗者復活 （山形3チーム復活）会場：北上川河川敷南大橋
福澤が抽選で選んだ山形3チームに順次1問1答問題を出題し、正解で準決勝進出。不正解が出るごとにさらに1チーム抽選が行われる。
2回戦・5問先取!前進3択クイズ 会場：北上川河川敷南大橋
1回戦（5問限定YES-NOクイズ）で宮城・岩手の勝ち残った全チームが挑戦。5ポイント先取した各県4チームが準決勝進出。
準決勝 風船割りカウントダウンクイズ （各県4チーム→2チーム）会場：岩手公園
各県それぞれ2チームずつA・Bブロックに分かれ、ブロックの代表1チームが3人協力して風船割りで対決、先に5つの風船を割った方のブロックがクイズに挑戦、問題はアンケート形式で、提示された8つの答えのうち、上位と思う答え一つを筆記で答え、1位の答えを選んだチームは5ポイント加点、以下2位から5位までは1ポイントずつ下がって加点。計10ポイント以上獲得で決勝進出。
決勝（各県2チーム→代表決定） 会場：北上川河川敷南大橋
1県1ブロック形式。クイズ前に抽選で以下の2つのうちのいずれかの形式を選んで挑戦。いずれも早押しでのお手つき・誤答は1回休み。
1. 早押し&ドキドキダーツ：1問正解ごとに相手のチームの1人がダーツに挑戦。「アウト」に当たるとその人が脱落。最終的に相手チームを全員脱落させたチームが全国大会進出。
2. 早押し責任3択：2ポイント先取でチームの1人が3択クイズ1問に挑戦。正解で全国大会進出、不正解は0ポイントに戻る。

運大王決定戦 会場：北上川河川敷南大橋
抽選で選ばれたチームの代表がダーツに挑戦し、「当たり」にヒットさせた1チームが運大王となるはずだったが、結果は誰も当たらず、この地区から運大王は誕生しなかった。
近畿大会
第1問 会場：万博記念公園
正解発表は島木譲二と山田花子が「YES」「NO」側に分かれてのプロレス勝負であった。
FIRST STAGE 限定5問YES-NOクイズ 会場：万博記念公園
5問出し終えた時点で残った全チームが2回戦進出。
敗者復活・アジャストクイズ （和歌山2チーム復活）

2nd STAGE チキンレース近似値クイズ

準決勝 エキスポランド双六クイズ（各府県4チーム→2チーム）会場：エキスポランド
1. 第1関門 連帯責任クイズ:全チームをAからDグループに分け、抽選で選んだチームに対し1問多答問題を出題、全チーム正解で関門突破。以降関門終了時点で各府県チームごとに順位が決定される。
2. 第2関門 大観覧車テクノスターHI&LOWクイズ:府県ごとに第1関門の順位順に答えが「上」か「下」かのクイズを出題、問題の全てテクノスターに関するもので、正解すると関門通過、不正解は同じ府県の別チームが間違えるまでSTOPゾーンに移動。
3. 第3関門 大幽霊屋敷5ヒントクイズ:第2関門の順位順1チームずつ、お化け屋敷の中にある5つのヒントを見つけ出し、それに関係する人物の名前を当てれば関門通過。不正解はSTOPゾーンに移動。
4. 第4関門 一発!?運だめしサイコロゲーム:第3関門の順位順にサイコロを振り、「GO!!」が出れば関門通過、「STOP」が出たらSTOPゾーンに移動。
5. 最終関門 スプラッシュフォール激流3択クイズ:各府県1位のチームに対し共通の3択問題を出題、正解発表は各チームに手渡された「決勝」と書かれた札が、スプラッシュフォールの波しぶきで文字が残れば正解・決勝進出、消えたら不正解。続いて2位以降と続く。

決勝 紅白早押し通過クイズ（各府県2チーム→代表決定）会場：万博記念公園
全チームが紅組・白組に分かれての一斉早押し。2ポイント先取で通過クイズに挑み、正解で全国大会進出。なお通過クイズでは挑戦チームと同じ府県のチームから1人が阻止側に回る。
運大王決定戦 会場：万博記念公園
決勝を勝ち抜いた紅組・白組のチーム数だけ敗者に配られた紅もしくは白のうちわを持ったチームに敗者復活の権利を得る、抽選で選ばれた6チームは決勝で使用された早押しボタンを押し、運良く作動した1チームが運大王に決定。
全国大会
BATTLE LAND（東京臨海副都心青海地区・49チーム→36チーム）
40問限定早押しクイズ：ルールは第15・16回の48問限定クイズと同じ。新たに有名人による出題問題や回転文字盤クイズなどが出された。
運大王限定戦（運大王7チーム→6チーム）：全国大会進出チームの中からルーレットでカップリングチームを決める。ただし「BATTLE LAND」敗退チームを選んだ場合は即失格。敗退チームではないチームを選んだ場合、クラッカーが飛び、敗退チームを選んだ場合は白い煙が舞った。
SHOCK LAND（パシフィコ横浜・36チーム→10チーム/運大王6チーム→4チーム）
恐怖の地雷クイズ!!：第14回以来の円形解答席陣形式。まず早押し1問正解で親チームに指定され、残りのチームは地雷チームに指定。そして全チームに多答クイズ1問出題、1チームごとに答えを1つだけ筆記、その後ルーレットで地雷チームから答えるチーム数(5・10・15・20・全)を設定。親チームの答えと地雷チームの答えが一致しなければ勝ち抜け。もし答えが一致してしまえば親チームは「地雷命中」となり、クイズは振り出しに戻る。運大王はカップリングチームが勝ち抜けなら同時に勝ち抜け。
SUSPENSE LAND（10チーム→6チーム/運大王4チーム→1チーム）
「密室完全殺人事件」：別荘で起こった人気美人作詞家殺人事件(あくまでも事件自体はクイズのための架空の設定である)を推理、真犯人とトリック2つとも正解で勝ち抜け。運大王はカップリングチームを入れ替え、先着1チームだけ勝ち抜けとなる。
SEMI-FINAL（成田ウインズホテル）
単独最下位脱落リレークイズ（6チーム→4チーム/運大王1チーム→0チーム）：ルールは第16回と同じ。口答順は「SUSPENSE LAND」の逆勝ち抜け順。運大王は先頭での参加。
ULTRA SHOCK QUIZ（4チーム→3チーム）：「単独最下位脱落リレークイズ」の解答順から4つ用意された問題の1つを選び1問必答のYES-NOクイズに挑戦。不正解チームが出た時点で他のチームの成績に関係なく終了。そのチームが失格。
FINAL
Final Round1 香港返還記念ツアークイズ（香港・尖沙咀(チム・サー・チョイ)→九龍天星碼頭 (九龍スターフェリーピア)→太平山頂(ヴィクトリア・ピーク)）：香港のそれぞれの観光名所で香港返還に関する問題から答えとなるグッズを探しに行き、先着で正解すれば1ポイント。
Final Round2 10ポイント早押しクイズ（香港・九龍シーサイド・プロムナード）：Round1のポイントを引き継いで戦う。それ以外のルールは例年通り。

## 第18回
演出面において原点回帰が目立った大会。運大王枠は前年に引き続き設けられたが、前年ほどの優遇措置は行われなかった。
北海道大会
決勝・原田雅彦メダル獲得記念 K点超えラージヒル早押しクイズ立ってくれ～!（5チーム→代表2チーム決定）会場：真駒内公園

東北大会(会場：榴ヶ岡公園)
5問限定YES-NOクイズ（1277チーム→5問連続正解したチームは勝ち抜け）
1問目の正解発表はマルチビジョンによるスロットゲームでの発表
2問目は映像問題だった。
2回戦 映像10択ワールドカップクイズ（5問限定YES-NOクイズで勝ち残ったチーム→各県4チーム）
会場に立てられた10個の国旗のうち、正解だと思う国旗を選ぶ形式。問題は全て映像問題。
準決勝 外国人 私の思い分かってク～ダサ～イクイズ（各県4チーム→2チーム）
早押しクイズで1問正解すると、10人の外国人に対する質問の答えを予想し、チームの答えと外国人の答えが一致した人数分のポイントが加点。計10ポイント以上で勝ち抜け。早押しでのお手付き・誤答は1回休み。
運大王決定戦（1チームが東京行き）
名前ビンゴ。準決勝が長時間だったことから決勝前に行われた。
決勝 火伏せの虎舞いレースクイズ（各県2チーム→代表決定）
3人が火伏せの虎の舞いの状態で玉を虎の口にくわえたまま走り、前方の解答席の筒にいち早く玉を入れたチームが解答権を得る。3ポイントで勝ち抜け。お手付き・誤答は1回休み。
北陸大会
決勝・めざせ!東京 ドラム缶早押しクイズ（各県2チーム→代表決定）会場：海王丸パーク

中部大会
決勝・尾張名古屋は城でもつ 金の鯱SET ONクイズ（各県2チーム→代表決定）会場：東海市製鉄公園

中国大会
決勝・日本一の船出 早漕ぎクイズ（各県2チーム→代表決定）会場：安芸の宮島

九州大会
決勝・帰ってきた元祖どろんこクイズ（各県2チーム→代表決定）会場：七浦海浜公園

沖縄大会
YES-NOクイズ
20チーム以内に残った時点でそのチーム全てが勝ち抜け。残りの勝ち抜けチーム数は敗者復活戦に回された。
敗者復活戦 アジャストクイズ
抽選で選ばれたチームが一問一答のクイズに解答、正解すれば復活。出題される問題の答えは全て数字。8チームが復活。
準決勝 5問先取!前進3択クイズ（20チーム→5チーム）

決勝 ウォーターヘッドスライディングクイズ（5チーム→代表決定）

運大王決定戦（1チームが東京行き）
名前ビンゴ。
関東大会(会場：西武ドーム)
第1・2問→5問限定YES-NOクイズ
計7問のYES・NOクイズに連続正解したチームは無条件で次のステップに進めるが、その結果・・・
・6チーム以上いる東京・神奈川・埼玉・千葉・栃木・茨城は2回戦へ進出
・勝ち抜けチーム数が4以下の群馬、山梨は残る席は敗者復活戦に持ち越しとなる
2回戦・7問先取・3択前進クイズ
YES-NOクイズで勝ち残った東京・神奈川・埼玉・千葉・栃木・茨城の全チームが挑戦。7ポイント先取した各都県5チームが決勝進出。
敗者復活・アジャストクイズ （山梨4チーム・群馬1チーム復活）

決勝 早押しクイズ（各都県5チーム→東京2チーム・各県1チーム代表決定）
前年と同じ。
運大王決定戦
名前ビンゴで1チーム選出された後、全国大会として他の地区大会から選ばれた9の運大王チームと共に「気合充分書き書きクイズ」というサドンデスボードクイズに挑戦。最後まで残った1チームが他の全国大会進出49チームと共にクイズに参加できる。「クイズ結婚式」か「クイズお葬式」に行くかは抽選で決めた。
全国大会
第1問：関東大会の第1問と並行。他の地区大会を勝ちあがったチームが「YES」もしくは「NO」のサークルに移動。正解チームは「クイズ結婚式」への挑戦権を得る。
YES-NOクイズ：関東代表チーム決定後に実施。まず関東代表に1チームずつ出題し「YES」もしくは「NO」のサークルに移動。第1問不正解代表チームは札上げ式のYES-NOクイズで「クイズ結婚式」参加チームを決めた。なおいずれも不正解のチームは「クイズお葬式」に移動。
2元中継 クイズ結婚式・お葬式
クイズ結婚式(常識・マナークイズ→テーブルマナー編、40チーム→8チーム)：架空の結婚式を使ってそれにおけるあらゆるマナーな礼儀作法を実演。正しいマナーを実演するごとに「よく出来ましたポイント」が加点される。テーブルマナーでは正しいマナーを実演するごとに50ポイント加点されるが、重大なマナー違反を犯した場合は「一発退場（即失格、会場からの退場）」となる。採点は各テーブルごとにチェックマン（ベテランホテルマン）が専属で行う。結果発表でキャンドルの灯ったチームが勝ち抜け。
御祝儀早押しクイズ（32チーム→4チーム）：「クイズ結婚式」の勝ち抜けチームが規定数に満たなかったため実施。「クイズ結婚式」での獲得ポイントを×10に換算、それに加え1問正解＝10ポイント、合計100ポイント到達で勝ち抜け。一発退場しているチームは空席待ちの状態から参加。
クイズお葬式（10チーム→3チーム）：架空のお葬式会場にある様々なヒントから誰のお葬式かを推理する。1問正解で勝ち抜け。
準々決勝（15チーム→4チーム）
誤答脱落生き残りサバイバルクイズ：まず同じジャンル問題数限定の筆答クイズを出題。不正解チームは脱落、正解のチームが次の問題の解答権を得る。すべての問題を終えた時点で残ったチームが準決勝進出をかけたサバイバル筆答クイズに挑戦。ここで正解し続けた1チームが勝ち抜け、次のラウンドに移る。なお途中で1チームになった場合はそのジャンルのすべての問題を正解しないと勝ち抜けにはならない。
準決勝（4チーム→2チーム）
15ポイント先制シャッタークイズ：準々決勝の最後の勝ち抜けチームから逆順にチーム全員が口答するリレークイズ。1人正解につき1ポイント、15ポイント獲得で勝ち抜け。不正解の場合はその人の解答席にシャッターがかけられ、クイズが続いている間家族や友人との電話による連想クイズに挑戦。正解した段階で次の問題から復帰できる。
決勝（2チーム→優勝）
HOME&AWAY：決勝進出の2チームそれぞれの学校を舞台に、「ホーム&アウェー」方式で早押しクイズを実施。前半戦は準決勝を先に勝ち抜けたチームのホーム戦で、どちらかが10ポイント先取した時点で終了。後半戦は準決勝を後に抜けたチームのホーム戦で、前半戦のポイントと合計して20ポイントを先取すると優勝。前半と後半それぞれ筆記によるご当地関連の近似値クイズが1問出題され、ピタリ正解だと2ポイント、正解に近い数字の場合は1ポイントが加点された。大移動のため開催に丸2日を要した。

## 第19回
決勝（2チーム→優勝）
HOME&AWAY：前年と同様。ただし決勝進出2校のうち1校は学校内ではなく地元を舞台として戦った。また筆記クイズは無かった。

## 第20回
北陸大会
サバイバルYESNOクイズ（全チーム→各県10チーム）

敗者復活戦・名前でビンゴ（1チーム復活）
ガラポン抽選器で1文字ずつ抽選し、いち早く自分の名前と全て一致した高校生のいるチームが敗者復活。
準決勝・サバイバル真夏の早押しバトル（各県10チーム＋敗者復活1チーム→4チーム）
2県1ブロック形式。2問正解で勝ち抜け。お手付き・誤答は1人脱落。3人脱落すると失格。
決勝（各県4チーム→代表決定）
1県1ブロック形式。サッカーボールのイラストのバルーンをドリブルしてゴールのキーパー人形を倒すと解答権を得る。1問正解で1人抜け、3問正解で代表チーム決定。
四国・岡山大会
YES-NOクイズ(会場：丸亀城芝生広場)
決勝・早く伸ばしてさぬきうどん、ヘイお待ち!クイズ（会場：香川県坂出市、各県2チーム→代表決定）
答えが分かった時点で伸ばし粉をまぶしてうどん生地を伸ばし、うどん生地が一定の距離までに届くと解答権が得られる。3問正解で代表チーム決定。
九州大会
YES-NOクイズ(会場：地行浜海浜公園)
決勝（会場：大分県三隈川、各県2チーム→代表決定）
タライを紐でゴールまで引っ張っていくと解答権が得られる。転覆すると解答権を失い、誤答すると2番目にゴールに到着した人が解答権を得るダブルチャンス方式。1問正解で1人抜け、3問正解で代表チーム決定。
特別県和歌山大会(会場：近畿大学附属和歌山高校)
YES-NOクイズ

敗者復活戦・名前ビンゴ（1チーム復活）

決勝 （5チーム→代表2チーム決定）
両手に持った水入りダンベルをいち早く一定回数上げ下げすると解答権が得られる。1問正解1人抜け。敗者復活チームは空席待ちの状態から参加。
関東大会(会場：西武ドーム)
第1・2問→YES-NOクイズ （全チーム→各都県10チーム）

準決勝・帰ってきた!100問ペーパークイズ （各都県10チーム→5チーム）
ジャンボトロンに1チームずつ名前が映し出されたチームが勝ち抜け。
決勝 （各都県5チーム→東京2チーム・各県1チーム代表決定）
例年と同じだが、解答方法がチームリーダーの頭に着けたヘルメットを先に5回叩くと解答権を得る方式になった。誤答は次の問題で叩く回数が倍になる。
全国大会
特別列車「特Qファイヤー号」に乗り込みながらクイズの旅をしていく。
昼食弁当記憶力クイズ（50チーム→48チーム・四方津駅）
結果発表では6チームずつ各車両の出入口に立ち、駅長の合図でドアが開けば勝ち抜け、開かなければ置き去り。OAでは丸々カットされた。
特Qファイヤー号どっち!どっち?クイズ（48チーム→46チーム・特Qファイヤー号車内）
全て答えが「右」か「左」かの二択になっている。列車から見える風景に映っている物から判断する問題もあれば、持参品から答えを割り出せる問題もある。下位2チームが敗退となり置き去りとなる。出発駅の品川駅でも1問出題されているが、この様子はOAではカットされた。
3人バラバラ勝ち抜け出会い!発車まで1時間ちょっとよクイズ!（46チーム→24チーム・日野春駅駐車場）
全チーム一斉早押しクイズ。1問正解すると回答したチームメンバー1人が抜けて駅舎の待合室まで移動。3人正解できれば勝ち抜け。問題のお手つきは1問につき3回まで。タイムリミットは午後9時までの1時間で勝ち抜けチームの上限は30チーム。結果24チームが勝ち抜けた。
敗者復活 絵画コンテスト（22チーム→6チーム・日野春駅）
敗れたチームが想い出作りで描いた絵を待合室に貼り、来訪客や住民がカーネーションを貼って投票。得票数上位6チームが復活。
おはようございます どっち!どっち?クイズ（30チーム→26チーム・特Qファイヤー号車内）
どっち!どっち?クイズのパート2。ここでも区間ごとに1チームずつ敗退。その後鯨波駅のホームで学校名の札のあるチームが下車、車内の2チームは敗者となり駅を後にした。
サバイバル綱引きクイズ（26チーム→9チーム・鯨波海岸）
まず3人の荷物の総重量に近い重さの砂を集め、計量で重さに誤差の少ないチームから綱引きの先頭に参加。その後赤チームと青チームに分かれて綱引きを行い、最後尾の人が早押しタップを踏んだ側の先頭のチームに解答権が得られる。正解したチームは1問3答の通過クイズに挑戦、3人とも正解で勝ち抜け。いずれも不正解の場合列の最後尾に移動。問題が分からない場合は裏切りも可能。綱引き勝負は40回にも及び、2時間以上もかかった。
敗者復活（17チーム→1チーム・鯨波海岸）
防波堤で魚釣りを行い、最も多く魚を釣り上げた1チームが復活。
ザ・越後・魚沼産 おむすび当てクイズ（10チーム→5チーム・堀之内町原地区）
まずは祭り櫓に貼られた宿の主人の昔の写真から今日お世話になる家を探す。その後、羽鳥から電話で「その家で一番古く価値のある『お宝』を借りて持って来ること」と指令。持ってきたお宝を中島誠之助が鑑定し、評価額の高い順にチームから通過クイズに挑戦する。
通過クイズは用意された3つのおむすびを食べ比べ、先ほどの家でも食べた魚沼産コシヒカリでできたおむすびを当てれば勝ち抜け。
敗者復活（5チーム→1チーム・堀之内町原地区）
原地区の住民を早く笑わせた1チームが復活。OAでは丸々カット。
ドキドキドッキン心拍数クイズ（5(＋1)チーム→4チーム・土合駅下り地下ホーム）
462段ある階段を降り、土合駅の地下ホームに着いた所からスタート。荷物を持って最上段にある早押し機を目指す。到着後心拍数をチェックし、3人の心拍数が全員100以下にならないとクイズに参加することができない。お手つき・誤答は抽選で出た数字の段数分だけ降りて再度登らなければならない。勝ち抜けポイントはなく、クイズ終了時点で正解数の多い4チームが勝ち抜け。なお復活チームはクイズ前に他のチームと最下段から解答席までの駆け上がり競争を行い、復活チームがトップで辿り着けなければクイズの参加権を得られず、結果復活チームはトップでゴールできなかったため、OAでは丸々カットされた。
準決勝（4チーム→3チーム・特Qファイヤー号車内）
爆走700キロ思い出クイズ
それまでの旅の過程であった出来事から出題される筆記クイズに答える。
爆走700キロ タイムショック
勝負の1分間クイズとほぼ同一の形式。この2つの形式の正解数の合計点で最下位の1チームが敗退。
決勝（日本テレビ）
正解＋1ポイント、お手付き誤答－1ポイントの早押しクイズ。10ポイント先取。

## 第21回
北海道大会
背面パワーキャッチクイズ!!（5チーム→代表2チーム決定）会場：モエレ沼公園
東北大会
温泉掛け湯クイズ!!（各県2チーム→代表決定 ）会場：渥美温泉
北陸大会
○×クイズ（919チーム→各県10チーム）
第1問のみ、事前に手渡された、○・×のシールが付いた包装のおにぎりのうち、不正解だと思う方のおにぎりを食べ、正解だと思うエリアに移動。
敗者復活戦（7チーム復活）
第1問後に実施。手元にあるおにぎりを食べ、梅干しが入っていれば復活。
SUPER POWERクイズ（各県10チーム→4チーム）
40チームを各県2チームずつ5グループに分け、「P」「O」「W」「E」「R」のいずれか一つの箱を運んでいき、一番早く箱を早押し台にはめこんだチームが解答権を得る。その問題に正解すると、そのグループにのみ1チームにつき1問ずつ問題が出題され、合計8問正解でグループ勝ち抜け。不正解・スルーは全体クイズに戻る。なお勝ち抜けられるグループは2グループまで。
早押し責任3択クイズ（各県4チーム→3チーム）
早押しに答える2人と3択に答える1人に分け、早押しクイズ1問正解で3択クイズに挑戦。1から3までのお立ち台に正解だと思う方に立ち、正解ならば勝ち抜け。不正解は全体クイズに戻る。早押しでの不正解・スルーはWチャンスあり。
米十俵早押しクイズ（各県3チーム→代表決定） 会場：米百俵群像前
1県1ブロック形式。問題が解ったら、十俵の米俵を積み上げた後に高校の名前が書かれた札を装置に差し込むと解答権が得られる。ただしその都度ラルフが抽選で引いた銘柄が一番上に積むようにしなければならない。1問正解で1人抜け。3人抜けて全国大会進出。お手付き・誤答1回休み。
近畿大会
○×クイズ（2934チーム→各府県10チーム） 会場：神戸ポートアイランド芝生広場
第1問のみ、ラルフに選ばれた各エリアの1チームがそれぞれウォーターボールという装置の中に入り、○・×の風船が割れて水浸しになれば不正解、割れなければ正解という指向。
戻りたい戻れない!ムービングウォーク貼り紙クイズ（各府県10チーム→4チーム） 会場：神戸ポートアイランド
1チームずつムービングウォークに乗りながら、通り過ぎる柱に貼ってある20問の筆記問題を見える間に解く。なお逆走は禁止。結果発表では呼ばれたチームがバスに乗ることが出来たが、向かった行先は○×クイズの行われた会場だった。バスの放送は「次は終点、敗者復活会場、敗者復活会場」（つまり呼ばれたチームが敗者）。すなわちバスに乗れなかったチームが大どんでん返しで勝ち抜けとなった。
準決勝
わくわく自然体験コース(大阪・兵庫・京都チーム)
さわってごらんウールだよ♡羊さんばらまきクイズ （各府県4チーム→3チーム） 会場：六甲山牧場
1府県1ブロック形式。羊にぶらさがっている問題の入った封筒を取り、その封筒の問題に1問正解できれば勝ち抜け。封筒にはその問題の出だしの単語が書かれている。封筒にはハズレあり。
きっちり乗せましょ!重さピッタンコクイズ （各府県3チーム→2チーム） 会場：六甲山牧場
1県1ブロック形式。2分間の制限時間内に小屋の中であらゆるアイテムを組み合わせて合計の重さが100キロに近いチームから優先解答される。計量ではチームメンバー1人も参加。1問正解で決勝進出。
うきうきグルメ体験コース(奈良・滋賀・和歌山チーム)
クイズ決勝にかける箸 （各県4チーム→2チーム） 会場：南京町・中華菜館龍郷
1県1ブロック形式。早押しクイズ1問正解で箸を一膳獲得、三膳獲得したチームが勝ち抜け。ただし用意された箸は六膳しかないため、すべて配られた後は他のチームから一膳だけ奪うルールとなる。勝ち抜けたチームには特典として豪華中華料理を堪能することができたが、敗れたチームにはご飯とザーサイのみであった。
敗者復活戦・敗者復活タイムレース!名前しりとりIN神戸（1チーム復活→敗退） 会場：神戸ポートアイランド芝生広場(チーム抽選)→須磨海岸
敗者復活の権利を得た1チームが制限時間内に10人の人を見つけだし、名字をしりとりでつなげる。5人ごとに到達するとクイズに1問挑戦し、そこで誤答すると1人目からやりなおさなければならない。しりとりにはチームメンバー3人の名字も入れなければならない。しかし制限時間以内にクリアすることは出来ず、敗者復活はならなかった。
全国大会進出決定!船上サバイバルクイズ（各府県2チーム→代表決定） 会場：遊覧船・みなと物語
1県1ブロック形式。ストレート早押し形式、1問正解すると相手チームの1人をランダムで船内の「封印席」に追い込む。3人追い込めば全国大会進出。メンバーが「封印席」にいるチームが正解すると、相手を「封印席」に追い込むか、「封印席」の仲間1人をクイズに復帰させるかを指定することができる。復帰した高校生は「復活」と書かれたハチマキを付ける。お手付き・誤答1回休み。
中国大会
真夏の雪上バトル!スノーシュータークイズ!!（各府県2チーム→代表決定）会場：スノーヴァ広島
四国・岡山大会
○×クイズ（784チーム→各県10チーム） 会場：マリンパーク新居浜

スーパーPOWERクイズ（各県10チーム→4チーム）
50チームを各県2チームずつ5グループに分け、「P」「O」「W」「E」「R」のいずれか一つの箱を運んでいき、一番早く箱を早押し台にはめこんだチームが解答権を得る。その問題に正解すると、そのグループにのみ1チームにつき1問ずつ問題が出題され、合計10問正解でグループ勝ち抜け。不正解・スルーは全体クイズに戻る。なお勝ち抜けられるグループは2グループまで。
クイズ!ジュラシックワールド（各県4チーム→2チーム） 会場：愛媛県総合科学博物館
恐竜に関するクイズに正解した先着4チームに対して1チームごとに問題を出題し、1問正解すれば勝ち抜け。恐竜クイズは恐竜の模型の周りにばらまかれた恐竜のデータのパネルをヒントに解いてゆく。
クイズ!ウォーターワールド（各府県2チーム→代表決定）
2ブロック形式。噴水の水を二つの水道管で早押し機まで水を流しこむことで解答権を得る。各県のチームは3ポイント先取。お手付き・誤答1回休み。
九州大会
○×クイズ（1187チーム→各県8チーム） 会場：鳥栖スタジアム

お宝高校生発見クイズ（各県8チーム→4チーム） 会場：鳥栖スタジアム
フィールドにばらまかれたカードを一枚拾い、そのカードに書かれた条件に合った高校生をスタンドにいる敗者から探し出し、条件に合えばクイズの解答権を得られる。1問正解で勝ち抜けに加えて、連れてこられた高校生のチームにも敗者復活の権利を獲得できる。
敗者復活戦（28チーム→1チーム復活）
ラルフから配られた84個のクラッカーのうち、1個だけテープが出たチームが復活。
ペーパークイズ（各県4チーム・敗者復活1チーム→福岡県3チーム・その他の県4チーム・敗者復活1チーム）
次のクイズ会場へ向かうバスの中で実施。問題数は50問で制限時間は10分。敗者復活チームのいる福岡組のみ、ペーパークイズ最下位のチームは次のクイズの参加することなく敗退となる。
柳川下り3択クイズ（各県4チーム→2チーム） 会場：柳川市
どんこ舟での川下りを楽しみながら行う形式。ペーパークイズとの合計点で決勝進出チームが決まる。結果発表では各県2チームずつが岸へ上がったが、それは「どんでん返し」で「結果発表」が裏返り「どんこ船は決勝会場へ出発」。すなわち舟に残ったチームが合格。
敗者復活戦・ウナギでビンビン!敗者復活クイズ（14チーム→1チーム復活）
ウナギの格好をしたチームメンバー1人が早押しボタン目指してうつ伏せ状態で前進し、頭でプッシュする。2ポイント先取で敗者復活。
こげよ!ドンコ 進めよ!カッパ クイズ（各県2チーム・敗者復活1チーム→代表7チーム決定）
3県1ブロック。敗者復活チームのいる福岡のみ1ブロック対抗。答えが解った時点でチームの1人がどんこ舟の櫓をこぐと、カッパ君人形が早押し機めざして前進。いち早くボタンにたどり着いたチームに解答権が得られる。1問正解で1人勝ち抜ける。お手付き・誤答1回休み。
沖縄大会
ビーチフラッグ早押しクイズ（8チーム→代表決定）

全国大会
東軍
未来遺産フォトバトル（25チーム→5チーム、富山県・相倉集落）
未来に残したいものを明朝10時までに写真に収め、五七五で表現。1チームずつ作品を発表していき、全村民の審査で未来遺産に選ばれた作品を作ったチームが勝ち抜け。
敗者復活戦（敗者20チーム→10チーム復活、富山県南砺市菅沼）
歴史に関する書き問題に、1問正解すると復活。
西軍（鳥取県・鳥取砂丘）
灼熱!!大砂丘宝さがしクイズ（25チーム→2チーム）
砂丘に埋もれているお宝ボックスを1つ探し出し、その中に入っている問題に正解すると勝ち抜け。埋まっているお宝ボックスは3つだけ。
灼熱のサンドファイヤー THE BARAMAKI（23チーム→13チーム）
各チーム1人で競うバラマキクイズ。1問正解で1人勝ち抜けて2人目が挑戦。2人目正解で3人目挑戦、3人目正解で勝ち抜け。
クイズスタジアム（日本テレビ）
東西対決（東西30チーム→西軍15チーム）
3ラウンド制でまず全体に○×クイズを1問出題、挑戦できるのはラウンドごとに各チームから1人のみ。不正解の場合はその人の座ってるテーブルが回転し、文字が現れる。次に○×正解者のみが挑戦できる早押しクイズに正解すると、相手チームの隠された文字を一つ開けることができる。文字の配列はバラバラになっており、そこから連想される15文字のキーワードを当てると1勝、先に2勝した組が勝ち抜け。ただし「爆弾」と書かれたテーブルのチームを指名すると指名したチームのテーブルが回転し、早押しの参加権利を失う。早押しでお手付きした場合も同様。
敗者復活戦（東軍15チーム→3チーム復活）
1ポイント勝ち抜けの早押しクイズ。お手つき・誤答は即失格。
準々決勝・キッチンスタジアム QUIZどっちの料理!（18チーム→6チーム）
最初の「味見近似値クイズ」は、用意された料理を試食し、味覚から使用されている具材の数を当てる。正解に最も近いチームから順に「フレンチ」「和食」「中華」のうち好きな料理のコースを選び、各コースの先頭に早押しクイズを出題。正解するとそのコースの料理にちなんだ2択クイズが出題され、正解すると準決勝進出。正解されるか不正解の場合は最後尾に移動。
準決勝・1対1大筆記クイズ（6チーム→3チーム）
第15回準決勝と同じ内容。
決勝（東京都立潮風公園）
早押しクイズ。1問正解1ポイント、お手付き・誤答はマイナス1ポイント。10ポイント到達で「アドバンテージ」を獲得し、その次の問題も連続正解すると優勝。他チームが正解した場合や自チームが不正解をした場合は9ポイントに戻る。

## 第22回
北陸大会
- ○×クイズ（531チーム→各県8チーム）

- いきなり準決勝★敗者復活戦

準々決勝のクイズに挑む4グループのうち準決勝に駒を進めるであろう2グループを予想投票。的中したチームのうち抽選で1チームだけが復活。
- 準々決勝 サバイバル大なわとびクイズ（各県8チーム→4チーム）

全チームをAからDまで4グループに分けた対抗戦。大なわとび1回跳ぶごとに1問、最大8問の解答権が得られ、早押しで全チームがクリアすればグループごと勝ち抜けとなる。早押しでスルーの場合は1チーム離脱する。2回目以降の早押しは正解していないチームのみがクイズに挑戦。
- 準決勝 三位一体シングルアンサークイズ（各県4チーム・敗者復活1チーム→各県2チーム）

早押し1問正解で勝ち抜けクイズに挑戦。3人の答えが一致すれば勝ち抜け。敗者復活チームはその県から勝ち抜けが出た空席からの参加。
- 決勝 へいおまち!そば打ち名人クイズ（各県2チーム→代表決定） 会場：小嶋屋総本店亀田店

1県1ブロック戦。3人がへぎそばの杵をこねる・のす・きるの3役に分かれてそれぞれ規定回数に達したチームが解答権を得られる。3ポイント先取で全国大会進出。誤答は次の問題での作業の負担がアップする。
関東大会(会場：西武ドーム)
- ○×クイズ

第1問のみ、ルーレットマシン「くるくるミラクル関東くん」で選ばれた1県の全チームが無条件でパスされた。
- 決勝戦 早押しクイズ（各都県5チーム→代表決定）

1都2県ブロックたらい回し形式。上下2段に5チームずつ配列しており、どちらかの段の代表が決定すると、次の県のチームがその段に来てクイズを争う。
近畿大会
- 1回戦 ○×クイズ（2202チーム→各府県10チーム） 会場：アクアシアター(第1問出題)→淀川河川公園

- 2回戦 ゴ～ルしてのこ～る1つを当てろ!ばらまきシュートクイズ（各府県10チーム→4チーム）

1府県1ブロック形式。男子・女子・男女混合のチームによってそれぞれ決められたラインからシンキングエリア目指してスタートし、ばらまかれてあるサッカーボールに書かれている一問多答問題とその答えから一つだけ書かれていない答えを推理し、解った時点でペナルティエリア外からゴールへシュートした順に解答権が得られ、正解で勝ち抜け。ボールがゴールから外れると子供のキーパーにボールを大きく蹴り返される。
- 準決勝 会場：大阪府中央卸売市場

第1ステージ 競って必勝!駆け引き勝負!競り落としクイズ（各府県4チーム→1チーム）
1府県1ブロック形式。各チーム10000点の持ち点で、問題の答えが解ったチームは持ち点の中から競り点を挙げ争い、最高点を落札したチームに解答権が得られる。2ポイント先取した各ブロック1チームのみ決勝進出。なお正解・不正解共競り落とした分だけ点数は減ってしまう。よっていかに持ち点を多く残せるかが鍵となる形式。
第2ステージ 魚は僕らを待っている!クイズおさかな天国（各府県3チーム→1チーム）
1府県1ブロック形式。用意された3種類の寿司のネタになっている魚介類を仲卸店から現物を持ってきて答える「寿司ネタギョギョ魚クイズ」(途中のブロックから用意されたおしながきに載っている1種類の魚介類の写真と2種類の魚介類の説明文を記憶し、正解と思う魚介類の現物を仲卸店から持ってくる「記憶ギョギョ魚クイズ」に変更)と4ポイント先取の早押しクイズの二段構成。早押しでは「ギョギョ魚クイズ」での獲得ポイント数がそのまま持ち点になる。
- 敗者復活!チャレンジチーム選出クイズ→着メロクイズ♫ 会場：淀川河川公園(チーム抽選・チャレンジチーム選出クイズ)→ひらかたパーク(着メロクイズ)

抽選に選ばれクイズに正解して敗者復活の権利を得た1チームが制限時間内にパーク内にいる人を見つけ出し、その人の持っている携帯電話の着メロからその曲名を答える。5曲(5人分)当てると敗者復活。ただし大阪で最も多い苗字ベスト5に入っている苗字の人でしか着メロを聞き出すことができない。
- 決勝進出決定戦!運命のファイブアンサー（京都・2チームと敗者復活1チーム→2チーム） 会場：グルメ・ミュージック船「ひまわり」

答が5つの多答問題を出題し、敗者復活チームの答え(1つのみ)と準決勝勝ち残りチーム6人の答えが1人でも重複すると準決勝勝ち残り2チームの勝ち。全く重複しないと敗者復活チームと準決勝勝ち残り1チームの立場が逆転し、以降答が重複するまで続けられる。
- 決勝戦 決戦大阪夏の陣!石垣脱出クイズ（各府県2チーム→代表決定） 会場：大阪城

1府県1ブロック形式。石垣に見立てたセットの中に顔だけ出した状態で、早押しクイズに挑み、正解した高校生から石垣を破って脱出。3人が脱出した後にさらに早押しクイズに1問正解すると全国大会進出。
中部大会
- ○×クイズ（1396チーム→各県8チーム） 会場：新舞子マリンパーク

- 敗者復活戦
- 仮装DEリンボー 会場：新舞子マリンパーク

仮装で参加したチームのうち選出された5チームが3人一斉リンボーダンスに挑戦、最も低いバーをクリアした1チームが復活。
- サバイバルジャンケン 会場：新舞子マリンパーク

最後まで残った1チームのみ復活。
- 2nd STAGE 5問勝ち抜け!前進3択クイズ（各県8チーム→4チーム） 会場：新舞子マリンパーク

- SEMI FINAL 激走!ビーチサイド!!四文字熟語バラマキクイズ（各県4チーム・敗者復活2チーム→各県2チーム） 会場：新舞子ブルーサンビーチ

まずビーチに埋められてある一文字だけ虫食いの四文字熟語が書かれたTシャツを一つ見つけ出し、虫食いの部分に当たる文字のプレートを海水浴の客からもらい、ラルフの所で四字熟語を答えて正解なら1ポイント。2ポイント獲得で通過クイズに挑戦。正解なら勝ち抜け。不正解はまた違うTシャツを探し出さなければならない。読みが違う場合も不正解となる。敗者復活チームはハンデとしてスイカを完食しないとクイズに参加できない。
- FINAL STAGE 早押し!勝ち抜けダイブクイズ（各県2チーム→代表決定） 会場：新舞子ブルーサンビーチ

2ポイント獲得で水上ステージのタワースプラッシュスライダーに移動し、勝ち抜けクイズに正解すると海に滑り落ちて全国大会進出。お手付き誤答は1回休み。
中国大会
- ○×わかれクイズ→○×走りクイズ 会場：広島・JR貨物ヤード跡地

- 準々決勝 大漁!!鯛網クイズ（各県8チーム→4チーム）

全チームを船の名前に見立てた4グループに分けた対抗戦。制限時間内に鯛網を上下させながら中にある8匹ある鯛の模型を掬い上げ、掬った鯛の数が早押しクイズの挑戦回数となり、グループ内の8チーム全てが正解すれば勝ち抜け。
- 敗者復活戦

ジャンケン勝負で11連勝した1チームのみが復活。
- 準決勝 腹がへっては戦はできぬ世界遺産お弁当クイズ（各県4チーム・敗者復活1チーム→各県2チーム） 会場：フェリー船内

支給された特製弁当に書いてある25個の名所・旧跡のうち、世界遺産だと思えばその枠にあるおにぎりを食べる。最終的に正解数が多いチームが決勝進出。結果発表はブーブーゲートで行った。
- 決勝戦（各県2チーム→代表決定） 会場：厳島神社

2県1ブロック戦。巨大紅葉まんじゅうを持ったままミニ鳥居型の解答台まで駆け込み、紅葉に書いてある祈願区を叫びランプが最大まで点灯すると解答権を得られる。1問正解で1人が抜け、3人勝ち抜けで全国大会進出。誤答はWチャンスあり。
四国・岡山大会 (会場：サンポート高松)
- ○×わかれクイズ→○×走りクイズ　（812チーム→各県8チーム）

- 敗者復活戦・ハッピーバースデービンゴ

抽選で選んだ数字と誕生日が一致した高校生のいる6チームが復活。
- 準々決勝 前進三択クイズ（各県8チーム・敗者復活6チーム→各県4チーム）

- 準決勝 携帯捜査線!伝えてリンリン!タイルアートクイズ!!（各県4チーム→2チーム）

各チームに携帯電話2台とポラロイドカメラ1台が支給され、スタート地点にいるチームの1人がタイルアートの特徴を他の2人に伝え、2人が798枚あるタイルアートの中から該当するパネル1枚を撮影し、スタート地点へ急ぎ、パネルの絵と写真が一致した先着5チームが一問一答の通過クイズに挑戦。2ポイント獲得で決勝進出。1ポイント獲得したチームは続けて通過クイズに答えることができる。
- 決勝 回れ早押し!面舵いっぱい!水いっぱいクイズ!（各県2チーム→代表決定）

1県1ブロック戦。解答台の面舵にたっぷり水をかけて規定の回転数を超えると解答権を得られる。3ポイント先取で全国大会進出。誤答は次の問題での面舵を回す規定回数がアップする。
九州大会
- ○×わかれクイズ→○×走りクイズ 会場：鳥栖スタジアム

- 準々決勝 巨大サッカーシュートクイズ（各県8チーム→4チーム）

全チームを青・赤・黄・緑の4グループに分けた対抗戦。巨大サッカーボールは先にゴールにシュートしたチームが解答権を得、Hi&Low通過クイズに14人が挑戦、1人正解で1ポイント、15ポイント獲得で勝ち抜け。また○×クイズで負けたチームにも、応援したチームが勝ち抜けると敗者復活の権利を獲得できる。
- 敗者復活戦

準々決勝勝ち抜けチームを応援した各県1チームが抽選で選ばれ、勝者より先回りした駅で弁当クイズの最下位チームとの入れ替え戦に臨む。
- 九州弁当クイズ! 会場：特Qラルフ号車内

電車内の昼食の弁当に使われている食材の中から九州各県が誇る生産量日本一の食材の数を当てる。
- 敗者復活?大声バトル（敗者復活7チーム→2チーム）

1県1ブロック戦。弁当クイズ最下位1チームと敗者復活チームの対抗戦。誤答はWチャンスあり。1問正解で勝ち抜け。敗者復活側は大声ランプの数が勝者側より多い。
- 準決勝（各県4チーム→2チーム） 会場：特Qラルフ号車内

三択クイズ。結果発表では大どんでんがえしで駅に降りたチームが勝者に。
- 決勝戦 ホップ・ステップ・ドロンコジャンプ（各県2チーム→代表決定） 会場：有明海

2ブロック戦。三つの浮台を渡った後に泥の海を渡りながら早押し台を目指す形式。1問正解で1人が抜け、3人勝ち抜けで全国大会進出。誤答はWチャンスあり。
沖縄大会
- ○×クイズ

- 決勝 サバニ船早漕ぎビーチフラッグ（6チーム→代表決定）

アメリカ大会
- ○×クイズ（78人→30人）会場：ブルックリン橋埠頭

- 2回戦 100問ペーパークイズ（30人→6人）会場：ブルックリン橋埠頭→バッテリーパーク(結果発表)

クイズ終了後、マンハッタンのバスツアーを楽しんだのち、名前を呼ばれた高校生がバスを下車。その後ラルフのVTRメッセージによって彼らが合格者であることが明かされた。
- 敗者復活戦 近似値クイズ（敗者24人→2人復活）会場：バッテリーパーク

- 準決勝 ゲストクイズ（8人→5人）会場：バッテリーパーク

ゲストに関する3択問題に4問正解すると勝ち抜けを賭けた3択クイズに挑戦。正解なら勝ち抜け、不正解は0ポイントに戻る。複数の高校生が同時に4問正解した場合は、ペーパークイズでの成績順のチャレンジとなる。
- 決勝 早押しクイズ（5人→代表3人決定）

5ポイント勝ち抜け。

全国大会
1回戦 天国地獄カットライン変動サバイバルクイズ（50チーム→20チーム・日本テレビ）
早押しクイズに加え、「POWER PLAYクイズ」として出題される〇×クイズを合わせた10分間+ロスタイムを合わせたタイムレースクイズ。正解で1ポイント。カットラインは「点数が一番低いチーム」となっており、終了時にカットラインにいたチームは全チーム敗退。ただし、獲得ポイント単独トップのチームは無条件で勝ち抜け決定。不正解はポイントがカットラインと同じ点数まで下がり、カットラインでの誤答は即敗退となる。2セット行い生き残ったチームが2回戦進出。
2回戦 盛り沢山隠れ文字厄を落としてオーストラリアに行こうクイズ（20チーム→7チーム・成田山新勝寺）
全チーム一斉の早押しクイズ。正解したチームは50音の中から一つを指定し入っている文字があればオープン。隠れている17・18文字のキーワードを当てることができれば勝ち抜け。
敗者復活戦 1000枚大神経衰弱（13チーム→1チーム）
1000枚のトランプを使って神経衰弱を行い、一番獲得したペア数が多いチームが敗者復活。
準々決勝 日テレブランド じゃんけん大会→団体戦ゲレンデバラマキクイズ（8チーム→4チーム・マウント・プラー）
まずは成田空港でウルトラクイズから伝統のじゃんけん大会を実施。2勝先取で勝利。が、あくまでこれは組分けであり負け=敗退ではない（ただし勝ち組には機内食、負け組はホットドッグのみ）。そして現地にて準々決勝が団体戦であることが明かされる。
100m先のゲレンデを登った先にある200問の問題の中からカードを取って来て解答すればクリア。ただし、バラマキクイズ恒例「ハズレ」に加え「1人ふりだし（抜けた仲間がもう一度参加しないといけない）」「全員ふりだし（チーム全員がもう一度参加しないといけない）」も入っている。4チーム12人全員がクリアしたチームが準決勝進出。
敗者復活戦 羊は何びき?（4チーム→1チーム・マルクラフト）
1100エーカー（東京ドーム約100個分）の広大な土地に散らばっている羊の数を数える。一番近かったチームが敗者復活。
準決勝 ワイルドLIFEゲストクイズ（5チーム→3チーム・フィリップ島）
ペンギンの生態を守るために活動するレンジャーなどのゲストから出される三択クイズに解答。正解したチームのみに早押しクイズが3問限定で出題。1問正解で1ポイント、3ポイントで決勝進出。早押しでの誤答はゼロポイントに戻る。
決勝（メルボルン・ビクトリア州議事堂前）
まずアドバンテージクイズとして、現地の高校生2チームに対し英文で問題を出題。現地チームが不正解の場合のみ高校生チームが早押しで解答できる。5問行われる。
このポイントを持ったうえで早押しクイズを実施。1問正解1ポイント、お手付き・誤答はマイナス1ポイント。10ポイント到達で優勝となる。

## 第23回
2003年が「江戸開府400年」「鉄腕アトム誕生」「テレビ誕生50年」など様々な節目であり、全国大会は「歴史」をテーマにしたステージが設けられた。
地区予選
まず全チームがクイズに挑んで「知力枠」の代表1チームだけを選び、敗れた全チームが「バランス」「パワー」「ガッツ」の3コース（地区によっては2コース）の中から1コースを選んで、コースにちなんだ体力ゲームとクイズを掛け合わせた関門に挑戦し、各コースの代表を選出した。
全国大会
1回戦（パシフィコ横浜 30チーム→20チーム）
2つのラウンドの合計得点上位20チームが2回戦進出。
第1ラウンド 歴史クイズ
歴史に関する早押しクイズを出題。1問正解につき5点。
第2ラウンド 歴史ペーパークイズ
「大学生レベルの難しい問題」と「中学生レベルの簡単な問題だが知恵の輪3つを外さないと解くことができない」の2つのペーパークイズが用意。時間内であれば取り替えても構わない。制限時間は30分。
敗者復活戦 料理対決（パシフィコ横浜 10チーム→1チーム）
幕末に出来たとされる「太巻き寿司」と「アジのつみれ汁」を作り上げる。火打石で火を起こし、食材や調理器具も複数ある中から正しい物を選ばなければならない。出来た料理を小林カツ代が試食し審査。一番美味しく出来た1チームが敗者復活。
2回戦 江戸開府400年 斬り捨て御免クイズ（ワープステーション江戸 21チーム→12チーム）
1回戦の成績順に並び、先頭から順に江戸時代に関する問題に口頭で解答。正解すれば3回戦進出。間違えると列の最後尾に並び、次のチームは同じ問題に挑戦する。解答が一巡した場合はヒントが追加される。問題は限定12問。ジャンルは「珍商売（行商人の姿や言葉から商売を当てる）」「珍品（江戸時代の物にちなんだ問題）」「珍看板（看板から何の店か当てる）」の3つ。選択は最初のチームが行う。
3回戦 ドンジャラ神輿クイズ（ワープステーション江戸 12チーム→8チーム）
4チームずつ3組に分かれる団体戦。神輿の中にある5つのボールを穴に通しいち早く一番下に落としたチームに解答権が与えられる。問題は多答問題であり、4チーム全チームが正解すれば1ポイント。誤答は他のチームに解答権が渡る。3ポイント獲得で準々決勝進出。2組8チームが勝ち抜け出来る。
敗者復活戦 鯉のつかみ捕り合戦（ワープステーション江戸 4チーム→1チーム）
堀の中に放された鯉をつかみ取りして自チームの盥に入れる。制限時間5分で一番多く入れたチームが敗者復活。
準々決勝 アトム誕生記念 ロボットクイズ（日本科学未来館 9チーム→5チーム）
ロボットに関するクイズを出題。前半は〇×・三択・筆記問題。後半は早押し問題。5ポイント先取で準決勝進出。
準決勝 アナウンサーなりきり!!臨時ニュースクイズ（汐留日テレタワー 5チーム→3チーム）
マイスタジオにでカメラの前でニュースキャスターとして突然渡される穴埋めクイズ形式のニュース原稿を1分で穴埋めし、1人につき45秒で読み切る。読めなければ強制的にCMが入ってしまう。正解数はもちろんアナウンサーとして読めるかも評価点となる。得点上位3チームが決勝進出。
決勝（汐留日テレタワー）
10問先取の早押しクイズ。お手付き・誤答はマイナス1ポイント。

## 第24回
大会テーマとして「未来への予習」が掲げられており、各ステージとも高校生たちの「未来」である様々な職業に関するステージが設けられた。
地区予選
「頭脳コース」「肉体バランスコース」「肉体パワーコース」に分かれ、まずは3コース共通で○×クイズに挑む。そこを通過したチームがコースごとに異なるクイズに挑んで代表枠を争った。
全国大会
1回戦 バカの壁三択クイズ（東京ベイNKホール前・30チーム→20チーム）
全国大会のサポーターを務めた長井秀和・マギー審司・青木さやか・キングコング・はなわによる「バカの壁」と職業に関する3択問題で対決。双方一斉に解答し、正解したチームはバカの壁の不正解者数分前進できる。10歩進んだチームから勝ち抜け。ただし、バカの壁全員が正解した問題で不正解だった場合は振り出しに戻る上「バカでも分かる問題を間違えた」としてサルの被り物をしなければならない。
敗者復活 バカとハサミは使いようクイズ（東京ベイNKホール前・10チーム→1チーム）
金の延べ棒とハサミを使ったひらめき問題に挑戦。ただし、解答に使うハサミには知恵の輪が付いており、それを解かないと解答できない。いち早く正解した1チームが敗者復活。
準々決勝・1stステージ（東京ベイNKホール・21チーム→10チーム）
3つのラウンドを行い、その合計点上位10チームが2ndステージに進出。
第1ラウンド 知の壁を打ち破れクイズ!
橋下徹・平沢勝栄・大槻義彦による「知の壁」と対決。それぞれから各ジャンルに関する三択問題が出題。押しボタンで解答し正解の選択肢を一番早く押したチームが代表としてスペシャルクイズに進出。スペシャルクイズは代表3校VS知の壁3人による早押し団体戦。2問先取で勝利。
第2ラウンド 落ちたらイヤ～ン崖っぷちクイズ
各校に2択問題が出題。出題後飛行機を模したスライダーに3人で乗り込み崖ギリギリを目指す。得点は崖に近づくにつれ10ポイント刻みで10～50ポイントとなっており、止まったポイントの得点を獲得。さらに問題に正解すればボーナス50ポイント。崖から落下した場合も「勇気ポイント」として20ポイント獲得。ただしポイントエリアに届かなかった場合は0ポイント。
第3ラウンド 資格を身に付け大逆転!風船ばらまきクイズ!!
会場上空から落下してきた風船の中に300種類の資格検定が書かれたシールが入っており、その中から「高校生（18歳以下）でも取ることのできる資格」を選んで自分の体に貼っていく。正解の数に応じてポイントを獲得できるが、不正解の資格を選んでしまうとマイナスポイント。
準々決勝・2ndステージ（東京ベイNKホール・10チーム→5チーム）
2つのラウンドを行い、その合計得点上位5チームが準決勝進出。発表は準決勝の舞台である汐留日テレタワー前にてブーブーゲートで発表。
第1ラウンド ジャイアントバー根性3択クイズ
3択問題が出題後、3人で高さ2.5mに設置された鉄棒を前進させていく。一定距離から10ポイント刻みで最大50ポイントまで獲得。問題に正解すればさらに50ポイント獲得。ただし、0ポイントエリアでの落下もしくは判定音が鳴る前に落下した場合はポイントなし。
第2ラウンド こんな入社試験があるんだクイズ
ユニークな入社試験を取りそろえたペーパーテスト50問及び実技として模型飛行機作りを実施。正解数及び模型飛行機の評価点が加味される。
準決勝 超大物インタビュークイズ（汐留日テレタワー・5チーム→3チーム）
各部屋に超大物インタビューゲスト（猪瀬直樹・テリー伊藤・神田川俊郎）が待機。挑戦するチームは1人ずつ入室する前に虫食いになった原稿用紙が渡され、1分間で穴埋め後インタビューを行う。正解数はもちろん、インタビュワーらしい質疑応答も審査の対象となる。3人行い、合計得点の高い3チームが決勝進出。
決勝（汐留日テレタワー）
10問先取の早押しクイズ。お手付き・誤答はマイナス1ポイント。

## 第25回
2回続いた地域代表制から都道府県代表制に戻された。また、25回記念大会ということで第10回以来の3人バラバラクイズが復活している。
北海道大会
- 決勝戦 北海道名物運んでヤッホイ!ジャガイモ豊作クイズ!（5チーム→代表2チーム決定）

東北大会
- 決勝戦 POWERを積み上げろ!POWERサイコロクイズ（各県2チーム→代表決定）

中部大会
- 決勝戦 積んで叫んであいうえお連想大声クイズ

近畿大会
- 1回戦 ○×クイズ（1012チーム→各府県6チーム） 会場：万博公園

- 敗者復活戦（3チーム復活）

抽選で選ばれたチームがクイズに正解すると2回戦に後から参加できる。
- 2回戦 こな困った!トリオde白ぬりペーパークイズ!（各府県6チーム＋敗者復活3チーム→2チーム）

競争形式。3人がベルトで繋がれた状態で、30分の制限時間内に10問の問題に解答していく。うち1、5、10問目は粉の中にある問題入りのカプセルを口で取らなければならない。
- 決勝戦 大阪湾封印クイズ（各府県2チーム→代表決定） 会場：天保山

1府県1ブロック形式。早押しクイズで1問正解すると、相手チームの選手1人の名前が書いたカードを選び、その選手は封印される。封印された高校生は封印ボックスに入り大音量の音楽が鳴るヘッドホンを付けた状態で待機。各チームに1回だけ封印済みの選手1人を復活させることが可能。相手チームを全員封印すると全国大会進出。お手付き・誤答はWチャンス。
中国大会
- 決勝戦 水兵さんは大変だ～!大和甲板お掃除クイズ!! 会場：大和ミュージアム

沖縄大会
- 決勝戦 海中決戦!海底早押しクイズ（2チーム→代表決定）

全国大会
1回戦（日本テレビ・49チーム→15チーム）スリーアンサークイズ
1問につき答えが3つある早押しクイズを出題。チーム3人が1つずつ答えることができれば勝ち抜け。チーム内での相談は禁止。
敗者復活戦（田町ハイレーン・34チーム→1チーム）敗者復活!大ボウリング大会!!
第1段階として各チーム2投ずつ投げ、ストライクかスペアで敗者復活の権利を獲得。その後対象チームが1投ずつ投げ、最初にストライクを出したチームが敗者復活。
2回戦（知床・京都・東京・16チーム→15チーム→8チーム）3人バラバラクイズ
3人がそれぞれ知床コース・京都コース・東京コースの3つに分かれ、そこでの文化に触れながらクイズに答える。
最終的に3人の得点が集計され、まず最下位チームが合流することなく置き去りに。さらに外国人記者クラブ前で「外国人記者クラブに入れるのは8チーム」という事が発表。「再会カプセル」を使い上位8チームが発表された。
その後、外国人記者クラブで実際にプレゼンテーションを行い、1位となった高校の記事は実際に海外に向けて配信された。
準決勝（晴海客船ターミナル・8チーム→3チーム）8文字を解明せよ ひらめきパズルクイズ
まず全体に対する早押しクイズを出題し。正解チームが通過席へ向かい通過クイズに挑み、残りのチームは阻止に回る。通過問題を通過席のチームが正解すると、1チームを指定しそのチームの文字を見ることができ、指定されたチームはその通過クイズの解答権が無くなる。阻止チームが誤答するとその通過クイズの解答権が無くなり文字を公開する。限定問題を消化しきる前に現れた文字と隠れている文字を推測し並べ替えてキーワードを当てることができれば勝ち抜け。できなかった場合は並べ替え問題はリセットされ再び通過席を賭けて早押しを行う。限定問題数は前日の外国人記者クラブでのプレゼンテーションの成績順に1位7問、2位6問、3位5問、4~7位4問、最下位3問となっている。
決勝（日テレタワー・3チーム→1チーム）10ポイント先取早押しクイズ
早押し10ポイント先取、お手付き誤答は1ポイントマイナス。

## 第26回
全国大会
1回戦（日本テレビ・50チーム→15チーム）答えにライバル潜伏!50音バトルクイズ
事前に各校ごとに50音（あ行からわ行の「え」までと「ん」）の席を抽選で決定。まず全チームに対する早押し問題を行い、正解チームが通過を賭けて次の早押し問題に挑む。ただし、その際の阻止チームは先ほどの正解で使われた文字と同じチーム（例:答えが「富士山」であれば「ふ」「し」「さ」「ん」の席に座る4チーム。既に該当の文字の席が2回戦進出、もしくは自チームの場合は除く。）となる。通過問題に正解すれば勝ち抜け、阻止された場合は全体早押しに戻る。なお、や行とわ行の関係上、「い」「え」は3席、「う」は2席ある他、濁点・半濁点があるか・さ・た・は行は阻止チームに選ばれる可能性が増える。
また、随時メインパーソナリティのオリエンタルラジオの権限で「オリラジチャンス」が発動。残るチームの中から抽選機で選んだ2チームが2ポイント先取の早押しで対決。勝者が2回戦進出。
敗者復活戦（ヨシモト∞ホール・35チーム→3チーム）3人一致相性ビンゴ
3校9人が同時にオリラジからの「〇〇といえば」といった質問に解答。チーム3人の答えが全員一致すれば敗者復活、逆に答えが全員一致しなければ即敗退。
2回戦（みなかみ町 利根川源流・18チーム→5チーム）激流!!ラフティングクイズ
3人で利根川をボートで下りながら途中の5つのチェックポイントで問題に解答する。道中の問題も自分達で漕いで取りに行かなければならない。
- - 第1チェックポイント:答えが「右」か「左」かの二択問題。正解だと思う方のゲートを通らなければならない。
  - 第2チェックポイント:川の両岸にある絵のうち、右側にあって左側にない物が何かを答える。
  - 第3チェックポイント:川の両岸にある6文字を並び替えると何という言葉になるかを答える。
  - 第4チェックポイント:川の両岸に設置された5つのスピーカーから流れる曲に関する問題に答える。
  - 第5チェックポイント:答えを川岸に設置された大声マイクに向かって叫ばなければならない。一定以上の音量で解答と認められる。

以上5つのチェックポイントを経たうえで、さらに終点でこれまでの解答から連想される人物を解答する。正解すればボーナス点が加算される。この合計を含めてポイント上位5チームが準決勝進出。
発表は各チームに「何も入っていない封筒」と「上野行きのチケットが入った封筒」が渡され、上野行きのチケットを手に入れたチームのみバスに乗ることができたが、出発直前でラルフからバスに乗らなかったチームが勝者と告げられ、敗者はそのまま水上駅へ送還された。
敗者復活戦（ホテル機山館・13チーム→1チーム）親子愛ホットライン 復活キーワードクイズ
3人のうち誰かの親に電話をつなぎ、高校生がヒントを出し、親が何を表しているかを解答してもらう。2分間で一番正解数の多かったチームが復活。
準決勝（日本テレビ・6チーム→3チーム）生き残りデッドラインクイズ
各チームがシャトルに乗って挑戦。出題と同時にシャトルが前進し始め、正解するかパス（「パス」と書くことで発動。各チーム2回まで）するまで止まらない。終点の「デッドライン」にシャトルが到達した時点で敗退。残った3チームが決勝進出。問題はひらめきなど頭の柔らかさを問う問題が出題される。
また、途中で「オリラジチャンスクイズ」が出題。2択に正解するとシャトルが1m分後退する。
決勝（ヴァンテアン号・3チーム→1チーム）真夏の船上決戦!!
早押し10ポイント先取、お手付き誤答は1ポイントマイナス。
世界決戦（日本テレビ）
韓国の「奨学クイズ」優勝校である春川高校との世界大会。進行はラルフと「奨学クイズ」司会のキム・ボムスが担当。
問題は書き問題と早押し問題に分かれており、15ポイント先取で世界一となる。

## 第27回
地区大会
関東大会
第1問：グッドウィルドーム入口で出題。答えが○と思えばスタンドの「○」エリアに、×と思えば「×」エリアにそれぞれ移動。
内野・外野お別れクイズ
○・×走りクイズ：各県10チームが勝ち抜け。
100問ペーパークイズ：各県上位5チームが勝ち抜け.結果発表は各県1チームずつ合計7チームごとにブーブーゲートで発表。
決勝戦・早押しクイズ：各県5チーム×2による対抗形式。1問正解で1人抜け、3問正解で勝ち抜け。東京2チーム.その他各県1チームが全国大会進出。
富士山大会
第1問：清水マリンパークイベント広場で出題。答えが○と思えばスタンドの「○」エリアに、×と思えば「×」エリアにそれぞれ移動。正解発表は水風船割り。
○・×走りクイズ静岡・山梨それぞれ8チームが勝ち抜け。
敗者復活戦・あっちゃんパーソナルクイズ：3択クイズ。1チームが復活。
準決勝戦・責任重大バトンタッチ書きクイズ：静岡・山梨各県1ブロック対抗、先鋒(1人目)、中堅(2人目)、大将(3人目)の順に筆記クイズに挑戦。正解ごとに2人目→3人目にバトンタッチ。3人目正解で各県3チームが決勝進出。正誤判定はパトライトが行う。1ブロックで3チーム以上が3人目正解の場合はサドンデスあり。敗者復活チームはその地元ブロックでの参加。
決勝戦・早押しクイズ：静岡・山梨各県1ブロック方式、水の入った作り物の逆さ富士を舞台にヘッドスライディングしながら行う。1問正解で1人抜け、3問正解で勝ち抜け。各県1チームが全国大会進出。お手つき・誤答は1回休み。
南九州大会
難攻不落の○×クイズ：熊本城奉行丸で出題。1問目の正解発表はラルフシューター2007が行った。各県8チームが準決勝進出。
敗者復活戦：1問目終了後の敗者復活開催をかけた○×クイズで正解が出たため実施。1チームが復活。
準決勝・責任重大バトンタッチ書きクイズ：各県1ブロック対抗、先鋒(1人目)、中堅(2人目)、大将(3人目)の順に筆記クイズに挑戦。正解ごとに2人目→3人目にバトンタッチ。3人目正解で各県3チームが決勝進出。正誤判定はパトランプが行う。1ブロックで3チーム以上が3人目正解の場合はサドンデスあり。敗者復活チームはその地元ブロックでの参加。
決勝・のぼり旗陣取り早押しクイズ：1人で10本ののぼり旗を持って解答スペースに移動し、旗と同じ番号の穴に旗を差し椅子に座り采配を振ることで解答権が得られる。1問正解で1人抜け、それ以降ののぼり旗は8→6本に減る。(女子1人だけの場合のみハンデとして4本に。)3問正解で勝ち抜け。各県1チームが全国大会進出。お手つき・誤答はスタートにハンデがつく。
島特別大会
100問の問題をインターネットで全国一斉出題。45分の制限時間内にプリントアウトし書きあがった解答用紙をFAX送信。最も成績の良かった1チームが全国大会進出。
全国大会
1回戦 開け〇×クイズシアター（日本テレビ・51チーム→15チーム）
各チームを縦5段横10列に分けた座席で実施。まず全体に対し〇×問題を出題。ここで正解したチームのみ勝ち抜けを賭けた映像問題への挑戦権を得る。映像問題は先ほどの〇×問題で正解だったチーム及び勝ち抜けているチームの部分が隠されており、時間と共に徐々に見えるようになっていく。映像問題を正解したチームが2回戦進出。
時折スペシャルサポーターのオリエンタルラジオの権限で「オリラジチャンス」を発動。抽選で選ばれた2校が映像問題で対決。解答権はお互い3回。正解すれば即勝ち抜け。
敗者復活戦 お絵描き伝言クイズ（日本テレビ・36チーム→3チーム）
まず1人目が封筒に入った問題を読み、その答えとなる絵を描く。2人目は1人目が描いた絵を見て次の人に分かるよう絵を描く。3人目は描いた絵を見てその絵が何か（=1問目の答えが何か）を当てることができれば敗者復活。
2回戦 真夏の!!カヌークイズ（栃木県・那珂川・18チーム→10チーム）
全長3kmをカヌーで下りながら3カ所のクイズポイントでクイズに答えていく。合計得点が高い10チームが3回戦進出。
- - ジャンルセレクトクイズ：6つのジャンル（スイーツ・オリンピック・どんだけ・王子・エコ・秋葉原）の中から制限時間内に1つの問題を選び解答する。
  - スラロームクイズ：カヌーをうまく操作し3カ所のポールの間をくぐりぬける。成功すると問題を獲得。
  - 3連タイムアタッククイズ：ポールを通過後にラルフから早押し問題が出題。早押しボタンの場所まで漕ぎパドルでボタンを押して解答する。制限時間45秒で最大3問出題される。

さらにラストに「オリラジチャンス」として全校一斉にカヌーに乗り川上から流れてくるカラーボールを取っていく。ボールには問題のキーワードが書かれており参考にし手放して別のボールを取ることも可能。ボールは1校につき2個まで。まだ4球発射される金のオリラジボールは正解すると2倍のポイントがもらえるが1校につき1つまで。
結果発表は渡された封筒の中の紙に高校生クイズのマークが描かれていれば勝ち抜け、白紙であれば敗退。
3回戦 SLサバイバルクイズ（真岡鐵道真岡線・10チーム→7チーム）
朝食の特製弁当に書かれていた海苔の「S」「L」で5チームに振り分け。車内ではチーム対抗の早押しクイズに加え「団体車窓クイズ」として車窓の光景を記憶して筆記で解答する問題もある。
負けたチームは駅で下車し、ホームに置かれた早押し機で1問先取で再乗車できる個人戦早押しクイズを行う。最後まで残った1チームが敗退となる。これを2回行う(10チーム→8チーム)。
終点で全8チーム下車し、これまでの早押しクイズ正解数上位5チームが4回戦進出。残る3チームは再び1問先取の早押しクイズを行い正解した2チームが勝ち抜けとなる。
4回戦 スリーアンサークイズ（ツインリンクもてぎ・7チーム→6チーム）
まず全チームに対し近似値クイズを出題。近かった順に列に並んでいく。先頭から順に答えが3つある問題を出題。1人1つずつ答え全て正解すれば準決勝進出。誤答の場合列の最後尾に回る。
準決勝（東京都立潮風公園・6チーム→3チーム）生き残りデッドラインクイズ
ルールは第26回と同様。
決勝（ヴァンテアン号・3チーム→1チーム）真夏の船上決戦!!
早押し10ポイント先取、お手付き誤答は1ポイントマイナス。

## 第28回
この回から非常に難易度の高い問題によって構成される、所謂「知力の甲子園」時代が始まった。
全国大会
1回戦 50校対抗ジャンル別難問バトル50（50チーム→8チーム）
様々なジャンルから出題される書き問題50問を出題。10・25・40問消化時点で途中経過が発表される。全問終了後正解数の多い上位8チームが準々決勝進出。
準々決勝（8チーム→4チーム）
第1ラウンド 1対1超難問ラリークイズ
抽選で決定した相手チームと1対1で答えが複数ある問題を交互に解答。誤答・時間切れで負け。勝ったチームに1ポイント。各チーム2回対戦する。
第2ラウンド 超難問早押しクイズ
8チームによる早押しクイズ。1問正解1ポイント、お手付き誤答は1回休み。第1ラウンドと合わせ5ポイント獲得で準決勝進出。
準決勝 世界からの挑戦状!!超難問ペーパークイズ（4チーム→2チーム）
2人の刺客から出される超難問を解く。正解数の多い上位2チームが決勝進出。同点で2チーム(2位タイ)が並んだため先に正解した方が勝ちのサドンデスを行った。
決勝 史上最強!超難問早押しクイズ
早押しクイズで対決。5ポイント先取で1セット獲得、2セット先取した方が優勝。ただし、放送でOAされたのは第3セットのみだった。

## 第29回
近畿大会(会場:服部緑地陸上競技場)
- 1回戦・○×クイズ：クイズ前に代表1チームが1分間絶叫し続けると、下から7番から1番まで(途中5と4の間に10がある)のタワーランプが順に点灯。1分が過ぎた所で最後に点灯した所の数が問題数となる。4問目を正解した全チームが準決勝進出。
- 敗者復活・前進3択クイズ：1問正解ごとに一マス前進。5問正解で敗者復活。
- 準決勝・最強ジャンル王決定!一Q入魂ペーパークイズ：1ジャンル20問×7＝140問(漢字・文学・歴史・地理・数学・科学・スポーツ)を30分以内に解く。各府県ごとの総合得点トップ3もしくは1ジャンルの最高得点チーム(両方同時獲得でも可)が決勝進出。結果発表はダブル・ブーブーゲートが行った。結果8チームが決勝進出。
- 決勝・ジャンル指定!早押しクイズ：1府県1ブロック形式。まず全体に対しジャンル指名権をかけたクイズを出題、正解すると先述の7つのジャンルの中から一つを指名、ジャンルクイズに挑戦、正解で1ポイント、次のジャンルを指名できる。3ポイント先取した1チームが全国大会進出。お手つき・誤答は1回休み。

沖縄大会
- 1回戦・○×クイズ：あざまサンサンビーチで実施。クイズ前に7人の高校生が7番から1番までの順に大声判定器絶叫テーブルでお題を絶叫しクリアするごとにその数だけ問題数が減るシステム。1分間の制限時間が過ぎた段階で決定。全員クリアできなかった場合問題数は10問になる。答えが○と思えばスタンドの「○」エリアに、×と思えば「×」エリアにそれぞれ移動。1問目はORANGE RANGEが中継で出題、2問目は参加高校生が考えた問題を抽選で決定、選ばれた問題を考えた高校生チームはシードで準決勝進出。
- 敗者復活・前進3択クイズ：1問正解ごとに一歩前進。5問正解で敗者復活。
- 準決勝・最強ジャンル王決定ペーパークイズ：1ジャンル20問×7＝140問(漢字・文学・歴史・地理・数学・科学・スポーツ)のペーパークイズ。総合得点トップ3もしくは1ジャンルの最高得点チーム(両方同時獲得でも可)が決勝進出。結果発表はダブル・ブーブーゲートが行った。結果8チームが決勝進出。
- 決勝・ジャンル指名早押しクイズ：まず全体に対しジャンル指名権をかけたクイズを出題、正解すると先述の7つのジャンルの中から一つを指名、ジャンルクイズに挑戦、正解で1ポイント、次のジャンルを指名できる。3ポイント先取した1チームが全国大会進出。お手つき・誤答は1回休み。

全国大会（日本テレビ）
1回戦（52チーム→8チーム）ジャンル別難問バトル50
あらゆるジャンルに関する超難問を1問につき60秒で解く筆記クイズ。10・25・40問終了ごとに成績がランキングで発表された。
準々決勝（8チーム→4チーム）史上最速!1対1の超難問早押しバトル
5ポイント先取。お手つき・誤答は－1ポイント。対戦の組み合わせは抽選で決定。
準決勝（4チーム→2チーム）世界からの挑戦状!超難関ペーパークイズ
世界的な頭脳持つ3人の"知の巨人"が出題。各問15分の制限時間内に答えを導き出しフリップに記入する。3問終えて正解数の多い2チームが決勝進出。
2チームが2問正解（2位タイ）だったため、残りの1席をかけて延長戦を実施。答えが解ったら挙手して解答。先に正解したチームが決勝進出。
決勝戦（2チーム→優勝）
筆記クイズ。問題は全て東大生正解率1％以下の超難問。10ポイント先取。2チーム同時に10ポイント到達したためサドンデスに突入し、点差が付くまで続けられた。

## 第30回
全国大会（日本テレビ）
1回戦（55チーム→8チーム）超!難問クイズ30問
あらゆるジャンルに関する超難問を解く筆記クイズ。問題は全て東大生でも正解率1％以下というほどのハイレベル。随所に特別サポーターによる出題あり。10問終了ごとに成績がランキングで発表された。
準々決勝（8チーム→4チーム）史上最速!1校対1校の超難問早押しバトル
7ポイント先取。お手つき・誤答は－1ポイント。対戦の組み合わせは抽選で決定。ボタン押しの時間差を測定する演出あり。
準決勝（4チーム→2チーム）世界からの挑戦状!超難問ペーパークイズ
世界的な頭脳持つ3人の"知の巨人"が出題。1問目10分、2問目15分、3問目20分の制限時間内に答えを導き出し解答する。3問終えて正解数の多い2チームが決勝進出。
3チームが1問正解（2位タイ）だったため、「延長戦」として残りの1席をかけて実施。答えが解ったら挙手して解答。先に正解したチームが決勝進出。
決勝　THE FINAL（2チーム→優勝）
筆記クイズ。問題は全て東大生正解率1％以下の超難問。10ポイント先取。

## 第31回
関東大会(会場:潮風公園)
- 1回戦・3択クイズ：3問出題。1問でも正解すれば全チーム2回戦進出。1問目はサンドウィッチマンが出題。
- 敗者復活!大縄跳び大会!!：AKB48のメンバーと応援パーソナリティーが縄跳びに挑戦、60秒の間に跳んだ回数と同じ数のチームが敗者復活の権利を得、その後AKBとのジャンケン大会で32チームが復活した。
- 2回戦・一Q入魂ペーパークイズ：101問を30分以内に解く。各都県上位5チームが決勝進出。結果発表は放送上言及されず。
- 決勝・書き&早押しハイブリッドクイズ：1都県1ブロック形式。書き問題を3問出題するSTAGE1と、早押しクイズのSTAGE2による構成。お手つき・誤答は－1ポイント。合計7ポイント先取で全国大会進出。なお埼玉のみ6チームだったが、この点に関する言及は放送上なかった。

近畿大会(会場:服部緑地陸上競技場)
- 1回戦・3択クイズ：関東大会と同一。
- 運命のタイムアップ 4人5脚5人6脚リレー：1分以内にまず芸人チームが5人6脚で往復し、続いてラルフ・アイドルチームが4人5脚で片道ゴールにたどりつくことができれば10チーム復活の権利を獲得。復活の方法はNMBとのジャンケン大会。あいこは負けとみなされた。結果として12チームが復活。
- 準決勝・一Q入魂ペーパークイズ：関東大会と同一。結果発表はブーブーゲートで行われた。なお最多チーム出場校の最高得点チームのみ無条件で勝ち抜け。
- 決勝・書き&早押しハイブリッドクイズ：1府県1ブロック形式。関東大会と同一。早押しでのお手つき・誤答は－1ポイント。それを3回繰り返すと失格に。準決勝で無条件勝ち抜けとなったチームはその学校の地区ブロックの特別枠として挑戦。

全国大会（日本テレビ）
1回戦（52チーム→8チーム）
ルールは第30回と同じ。
準々決勝（8チーム→4チーム）史上最速!1校対1校の超難問早押しバトル
ルールは第30回と同じ。5ポイント先取。
準決勝（4チーム→2チーム）世界からの挑戦状 超難問!筆記クイズ
ルールは第30回と同じ。
決勝戦（2チーム→優勝）
ルールは第30回と同じ。

## 第32回
沖縄大会・北海道大会・宮城大会・福岡.佐賀大会・熊本大会・広島大会
1回戦・○×クイズ:1問限定で実施。正解したら勝ち抜け、不正解は敗者復活戦に回る。
敗者復活・締め切り三択クイズ:問題出題後選択肢が一つずつ発表されその選択肢が正解だと思ったら移動する、残ったチームで次の選択肢を発表し同様に移動する、残ったチームは自動的に3つ目の選択肢になる。クイズ終了までに1問でも正解できれば敗者復活。
準決勝・ペーパークイズ:応援パーソナリティ問題を含む101問のペーパークイズ。地区最多出場校の最高点チームとそれ以外の上位5チームが決勝進出。ただし同一校からは2チームまで(最多出場校は3チームまで)。結果発表はブーブーゲートで数チームずつ発表しファンファーレがなった場合該当チームを口答で発表。
決勝・書き＆早押しハイブリッドクイズ:まず書き問題を3問出題後早押しクイズを出題。合計7ポイント先取した1チームが全国大会進出。早押しクイズのお手付き・誤答は1回休み+マイナス1ポイント。
関東大会・近畿大会・中部大会
ルールはすべて上と同じだが決勝早押しの誤答ペナルティーが1回休み+お手付き3回で失格。
静岡大会・山梨大会・山口大会・長崎大会・鹿児島大会・宮崎大会・愛媛大会・徳島大会・香川大会・岡山大会・鳥取.島根大会・長野大会
準決勝までは上と同じ。ただしペーパークイズの結果発表はブーブーゲートで1チームずつ行う場合もある。なお規定チーム数以下の場合は省略。
決勝・早押しクイズ:5ポイント先取した1チームが全国大会進出。お手付き・誤答のペナルティは関東・近畿・中部以外と同じ。
大分大会・高知大会・福井大会・富山大会・石川大会・福島大会・秋田大会・山形大会・岩手大会・青森大会
敗者復活以外はすべて同じ(決勝は早押しクイズ)
敗者復活・3択札上げクイズ:勝ち抜けルールは上と一緒、ただしすべての選択肢が出てから正解だと思う番号札を上げる。
全国大会（日本テレビ）
1回戦（54チーム→8チーム）54校対抗!超難問30問
ルールは第30回と同じ。15問終了時に途中成績がランキングで発表された。
準々決勝（8チーム→4チーム）
ルールは第30回と同じ。5ポイント先取。
準決勝（4チーム→2チーム）世界からの挑戦状 超難問!筆記クイズ
世界水準の知識と知恵を要する超難問を5問出題。正解数の多い2チームが決勝進出。うち多答問題は最も正解を多く書いた2チームが加点となる。
決勝（2チーム→優勝）超難問頭脳バトル
15ポイント先取の筆記クイズ。

## 第33回
前年まで5年間続けられた知力重視路線が終了し、「体力」「時の運」といった原点回帰が目立った大会。全国大会ではアメリカ横断ウルトラクイズで行われたクイズが一部復活した。
地区大会共通
1回戦 YES.NOクイズ
3問中2問正解で勝ち抜け。なお地区によってはYESNOの札を持って答えを確定させてから走る
敗者復活おまけのYES.NOクイズ
1問限定で正解したら勝ち抜け(地区によっては実施せず)
2回戦 謎解きスリーミッションクイズ(地区によってはフォーミッションクイズ)
ステージ上と立て看板2か所の合計3か所にクイズ問題が設置されている。それぞれの答えと3つの答えから関係するキーワードを解答用紙に書いてステージ前の回答台に持っていく
それぞれの答えは3人バラバラに答えても構わない。(沖縄大会以降の大会では3人一緒に行動する)男女各5チームが勝ち抜け(混成チームは多いほうの性別に入る。地区によっては女子が一人でも入っているチームは女子チームの扱い)
3回戦 宝箱を開けろミステリーナンバークイズ
10チームそれぞれに宝箱と問題が書かれた封筒が配られる。封筒に書かれた問題を解き、宝箱の鍵に答えとなる3桁の数字を早く開けることが出来れば勝ち抜け。5チームが勝ち抜け (地区によっては男女2チームずつ勝ち抜け)
準決勝 運命の一劇バルーンパニック
黒ひげ危機一髪と同じように剣を刺していく。風船が飛んでいった1チームが敗退(地区によっては実施せず)
決勝 クイズ＆アトラクションバトル
クイズステージとアトラクションステージの二部構成。クイズステージは3択クイズ5問、アトラクションステージはグランドキャノンとドリームキャッチャー(地区によってはぐるぐる回転タワー。なお地区によっては3つのうち1つ選ぶ)全チーム終了後最高得点のチームが全国大会進出。
本戦
国内1次ラウンド
地区別に3種類のクイズに挑戦。1種類ごとに1校が勝ち抜け、3校×6地区の18校が国内2次ラウンド進出。
早押しYES NO通過クイズ
早押し3ポイント先取でYES NOの通過クイズに挑戦。正解すれば勝ち抜け。
鉄棒ぶら下がりサバイバルクイズ
問題出題後各チームの代表者が一斉に鉄棒にぶら下がる（女子は体力データに基づき一定時間スタッフが補助するハンデがある）。一番長くぶら下がっていたチームに解答権が与えられる。待機者が1問正解で勝ち抜け。不正解の場合は問題を変えて再度全員によるぶら下がりが行われる。
一玉入魂!福引クイズ
1チームずつ共通の多答問題に挑戦（他チームが挑戦時はヘッドホンによって音声が遮断される）。60秒間で正解した数だけ福引券を獲得し、福引に挑戦。100球中1球のみ入っている当たりを引けば勝ち抜け。
国内2次ラウンド 大声ダイビングクイズ
地区別に勝ち上がった3校ごとに対戦。事前のテーマにあったフレーズをマイクに叫び、声量が一定を超えるとボックスのゲートがオープン。そのまま走り解答ボタンがセットされているマットに飛び込んで解答する。1人1問ずつ3問先取したチームがタイラウンド進出。
準々決勝 全長1000km タイ10大名所完全制覇!アドベンチャークイズ
2日間をかけてタイの名所を回りながら課題をクリアしていく。
1日目はスタート地点で決定された最初の目的地（3ヶ所のうち1ヶ所）に各自向い、出された問題に解答。正解で中間チェックポイントの場所へ移動。中間チェックポイントでは現在の順位を確認後、新たにランダムで選んだ目的地（3ヶ所のうち1ヶ所）に行き課題に挑み、課題達成で「3ワードクイズ」に挑戦。3文字で表される解答を1人1文字ずつ答え、正解すればクリア、不正解の場合は課題をもう1セット行わなければならない。クリア後1日目チェックポイントにゴールした時点で1日目の順位が決定する。
2日目は1日目の順位順にスタート（前の順位とは10分差でスタート）。順位順に自分たちが乗るソンテウ（タクシー）を決定し、色ごとに決められた目的地（3ヶ所のうち1ヶ所）で課題に挑む。課題達成で3連答クイズに挑戦。答えが3つある問題に1人1つずつ解答し、全員正解すればクリア、不正解の場合は10分間待機後再挑戦。クリア後ゴールに到着した先着3チームがフランスラウンド進出。
敗者復活 ○×どろんこクイズ
準々決勝の順位順に代表者1名がどろんこ○×クイズに挑戦。問題は選択制であり、答えはチームで相談して構わない。最初に正解したチームが敗者復活。3チーム挑戦して復活者が出なかった場合は再度最初のチームから行う。
準決勝 パリ爆走!謎解きクイズ!!
凱旋門前からスタートし、最初の問題が出題される場所を読み解き移動（移動手段が指定される場合もあり）、移動先で出題される問題に挑戦し、正解で再び移動先を示す謎が出題される。これを繰り返し、最後の謎（但し、代表者1人で向かわなければならず、残りの2人はゴール地点で待機）の答えであるゴールへ到達した先着2チームが決勝進出。
決勝
モン・サン＝ミシェル前の干潟を舞台に4kmを走破するクイズ。
第1チェックポイント（1km地点）ではバラマキクイズに挑戦。1人ずつ50m先にまかれている問題を取ってチェックポイントへ戻る。正解で次のメンバーに交代し、3人クリアで次のチェックポイントへ進む。ただし、問題には「ハズレ」や通常より難易度が高い「難問題」も入っている。
第2チェックポイント（2km地点）ではミステリーナンバークイズに挑戦。暗号を解き、4桁の宝箱の解錠コードを導き出す。解除した宝箱の中に入っている紐を使い、残る2kmは3人4脚で進む。先にゴールしたチームの優勝。

## 第34回
この回からアメリカ横断ウルトラクイズとほぼ似たコースを渡るスタイルとなった。また第1回からずっと続いていたチーム人数が3人1組から2人1組に変更された。
会場:潮風公園(関東)、服部緑地公園陸上競技場(近畿)、丸亀城芝生広場(岡山・四国)、舞鶴公園(北九州)、水辺の森公園(長崎)
沖縄大会.北・九州大会.長崎大会.岡山・四国大会.静岡大会.関東大会.北海道大会
1回戦○×クイズ
3問限定で全問正解で勝ち抜け (なお沖縄大会では1問目の正解チームが1チームだったため2問目以降は1問目の敗者チームのみ参加)
敗者復活　3択クイズ
1問不正解で即脱落の3択クイズ規定のチーム数以下になるまで続けられる。(なお関東大会.近畿大会.岡山・四国大会.北・九州大会では1問正解した全チームが復活)
準決勝　謎解きクロスワードクイズ!!
ペーパーに記された謎解きクロスワード問題の早解き問題
26問のクイズ問題と10x10の文字リストがある。問題の答えを文字リストから消していく(縦、横、ななめなど順序は問わない)なお同じワードは1度しか使わない。全26ワードを消した後残った字を組み合わせると文字になる。そのワードをもって正解判定ゲートに持っていき正解したら勝ち抜け。不正解は即失格。各県6チーム勝ち抜け。(近畿大会.北・九州大会.長崎大会では各県男性3チームと女性(男女混成含む)3チームが先着で勝ち抜け、岡山・四国大会は高知のみ男性3チームと女性(男女混成含む)1チーム)
決勝　アトラクション＆早押しクイズ
アトラクションステージの後早押しクイズに挑戦する
アトラクションステージはストラックキャノン、2人が1球ずつ挑戦（静岡大会は3球挑戦）し合計得点の多い上位2チームが1ポイント加算(3チーム以上同点の場合は全てのチームが1ポイント、なお関東大会は上位3チームに2ポイント加算、岡山・四国大会は高知は得点の最も多いチームに1ポイント加算、それ以外は3チームずつA・Bチームに分け、得点の多い方のチーム全員に1ポイント加算。沖縄大会以外は1位2ポイント、2位1ポイント)
早押しクイズステージは1問正解1ポイントで合計3ポイントで全国大会進出（岡山・四国大会.沖縄大会以外は5ポイント）。お手付き誤答は1回休み。(岡山・四国大会では2回休み)
鳥取.島根大会
謎解きクイズと決勝以外はルールが一緒
準決勝　謎解きクロスワード
ルールは沖縄大会と一緒だが回答回数が1回だけに変更
決勝アトラクション＆早押しクイズ
アトラクションの配点が1位2ポイント、2位1ポイントに変更。また勝ち抜けポイントが5ポイントに変更
長野大会
1回戦の○×クイズが2問限定以外はすべて同じ
近畿大会
決勝は早押しクイズのみ（3ポイント先取、お手付き誤答は1回休み）
全国大会
1回戦（国内・60チーム→15チーム）60校一斉早押し&通せんぼクイズ
まず全チームに対する早押し問題を出題。正解したチームは通過席に移動。通過席にてスロットで、残るチームのうち6チームの阻止チームを選出。選ばれた6チームとの通過問題に正解すればハワイ進出。
スペシャルチャンス（45チーム→1チーム） 鉄棒ぶらさがりサバイバルチャレンジ
一斉に鉄棒にぶらさがり、最後まで落ちずに耐えたチームがハワイラウンド進出。女性が参加する場合は滑り止めの使用が認められる。9校ずつ5グループの予選を行い、勝者5チームによる決勝の勝者がハワイ進出。
2回戦（ハワイ・16チーム→9チーム） 2人で飛べば怖くない!友情○×どろんこクイズ
チームごとに○×問題を出題。2人で解答を相談後、○か×のボードに同時に飛び込む。マットが敷かれていれば正解・ハリウッドラウンド進出。不正解の場合は泥に落ちて即敗退。
当初はビーチで行う予定だったものの、収録時に襲来したハリケーンによってビーチが立ち入り禁止となったため、スタッフが徹夜の作業を行い、倉庫の中にセットを組み直した。
準々決勝（ハリウッド・9チーム→5チーム）映画の世界を駆け抜けろ!ハリウッドマラソンクイズ!!
3チームずつ3列に並びながら、ユニバーサル・スタジオ・ハリウッドの中をトラックに繋がれた解答ボタンを追いかける早押しクイズに挑む。正解した場合、正解しなかった他の列のチームが最後尾にまわり、不正解の場合は間違えたチームのみ最後尾にまわる。2問正解でテキサス進出。
敗者復活・コミュニケーションが決め手 クイズ!○○な人を探せ!（4チーム→1チーム）
制限時間10分以内に2つの条件に当てはまるアメリカ人を1人を探し、先に桝アナの所に連れてきた1校が復活。間に合わなかった場合、全チーム敗退となる。
準決勝（テキサス・6チーム→4チーム）3秒以内で答えろ!荒野の7人早撃ちクイズ
7ジャンルの問題を1問ずつ7問を矢継ぎ早に出題。1問につき3秒以内で解答する。正解すればそのジャンルのならず者が撃たれる。正解数の多い上位4チームがニューヨーク進出。
決勝・1stステージ（ニューヨーク・ヤンキースタジアム・4チーム→3チーム） 1問2答バラマキクイズ
ホームベースからスタートし、外野にある問題の封筒をスタート地点の桝アナに持っていく。問題は全て正解が2つあり、1人1答ずつ2つどちらとも正解して初めて1ポイントとなる。また、封筒の中にはハズレも入っている。3ポイント先取した3チームが最終決戦進出。
最終決戦（決勝・2ndステージ、ニューヨーク・イーストリバー〜自由の女神像前）
10問先取の早押しクイズ。お手付き・誤答はマイナス1ポイント。途中ではゲストを招いての「早押しゲストクイズ」も出題された。

## 第35回
北海道大会以外
会場:テレビ新潟(北陸・新潟)、仙台市陸上競技場(東北)、潮風公園(関東)、白川公園(中部)、服部緑地公園(近畿)、広島市中央公園自由広場(中国)、サンポート高松(四国・岡山)、熊本保健科学大学グラウンド(南九州)、舞鶴公園(北九州・沖縄)
1回戦　○×クイズ
3問出題され、全問正解で勝ち抜け。(中国大会では3問目で全チーム失格という事態が起きたため、特例として全チーム勝ち抜けの措置が取られた。)
芸人チャレンジ　大玉転がしタイムトライアル(近畿、四国・岡山、南九州大会のみ)
サポーターが制限時間内に大玉を30メートル往復転がしでクリアすれば敗者復活戦実施へ。
敗者復活　スマホクイズ(中国大会では実施なし)
各チーム1台のスマートフォンを使い、出題される50問の3択クイズを5分以内に回答する（スマートフォンを所持していないチームには貸し出された）。平均点を元に出されるボーダーライン以上の正解数を出した全チーム(関東大会では上位50チーム)が復活。
準決勝　サバイバル前進三択クイズ
前進3択クイズ。先に5問正解した、各県男子3チーム・女子&混合3チームが決勝進出。勝抜け枠以上のチームが1問で勝った場合、サドンデス3択クイズで決定する。
決勝　早押しクイズ
1問正解で1ポイント獲得。3ポイント先取で地区優勝・全国大会進出決定となる。お手つき・誤答は2問休み。
北海道大会
会場:STVホール
1回戦　○×クイズ
札上げ式の○×クイズが5問出題され、全問参加する。正解数上位約30チームが勝ち抜け。
準決勝　宝箱を開けろ！ミステリーナンバークイズ
33回大会と同様の形式だが、鍵がふたつついており、2問の問題を解く必要がある。先着で男子3チーム・女子&混合3チームが決勝進出。
決勝　早押しクイズ(6チーム→地区優勝)
1問正解で1ポイント獲得。5ポイント先取で全国大会進出決定となる。お手つき・誤答は2問休み。なお、準決勝で1番目に正解したチームには2ポイント、2番目に正解したチームには1ポイントのアドバンテージがつく。
全国大会
1回戦（国内・60チーム→12チーム）史上最大!60校一斉早押しクイズ
まず全チームに対する早押し問題を出題。正解したチームは「出国チャレンジクイズ」に挑戦。正解すれば2回戦・グアム進出。不正解の場合は全体の早押しに戻る。全体早押し2問不正解で失格。
2回戦（グアム・12チーム→8チーム） 2人で飛んだら怖くない!友情○×どろんこクイズ
チームごとに○×問題を出題。2人で解答を相談後、○か×のボードに同時に飛び込む。マットが敷かれていれば正解。準々決勝・ロサンゼルス進出。不正解の場合は泥に落ちて即敗退。
準々決勝（ロサンゼルス・8チーム→5チーム）ディズニーランドで叫べ!大声クイズ!
ディズニーランドの一角を貸し切って行う。各チームごとに決められたフレーズをマイクに叫び、一定の音量で解答権を獲得する。2問正解で準決勝・グランドキャニオン進出。
問題の中にはディズニーランドに関する問題も出題されるが、ヒントとして高校生たちにはクイズ前に自由に遊ぶ時間が設けられる（クイズが出題されることは知らされない）。
敗者復活（ラスベガス・3チーム→1チーム）スロットマシーン スリーセブンクイズ
3チームによる早押しクイズを行い、正解したチームはスロットマシンを1回回す。スリーセブン（色が異なっても可、スリーセブン以外が出たら無効）を出すことができた1チームが敗者復活。ただし、スタートから10分以内にスリーセブンを出すことができなければ全チーム敗退。
準決勝（グランドキャニオン・6チーム→4チーム）グランドキャニオンの荒野を駆け抜けろ!爆走トラック!早押しレース
全長20kmの道路を全面封鎖して行うクイズ。各チームそれぞれトラックに乗車。抽選によって決定した順番で走行していく。無線による早押しを行い、正解すれば1つ前の車を抜かすことができる。お手付き誤答は1回休み。20kmを走行した時点での先頭4チームが決勝・ニューヨーク進出。残り2kmからは1問正解で2つ前に進むことができる。
決勝・1stステージ（ニューヨーク・リッチモンド・カウンティ・バンク・ボールパーク・4チーム→3チーム） 1問2答バラマキクイズ
ホームベースからスタートし、ドローンによって外野に蒔かれた問題の封筒をスタート地点の桝アナに持っていく。問題は全て正解が2つあり、1人1答ずつ2つどちらとも正解して初めて1ポイントとなる。また、封筒の中にはハズレも入っている。3ポイント先取した3チームが最終決戦進出。
最終決戦（決勝・FINALステージ、ニューヨーク・イーストリバー・自由の女神像前）
10問先取の早押しクイズ。お手付き・誤答はマイナス1ポイント。途中ではゲストを招いての「早押しゲストクイズ」も出題された。

## 第36回
予選
今大会では全地区一斉かつ同時中継で実施。全てスマートフォンで回答し、各都道府県最上位が都道府県代表として進出。また、「21世紀枠（敗者復活）」として残る13校が選出。
○×クイズ
例年と同じ。
アンケートクイズ
高校生が事前に答えたアンケートから出題。
5ヒントクイズ
スマートフォンにヒントが各チーム1枚だけ表示され、それをほかのチームと見せ合いながら考え、解答する。
生チャレンジクイズ
各地区の応援タレントが用意されたチャレンジに成功するか失敗するかを予想する。
3択70問クイズ
70問を10分間で回答する。
全国大会
1回戦（秩父ミューズパーク・60チーム→14チーム）史上最大60校一斉THE東京マラソンクイズ
60校全チームによるマラソンクイズに挑戦。地区予選での成績順に1列15チーム×4列に並び、マラソンしながら早押しクイズを出題。正解したチームは一番前の通過席に移動し、通過問題に単独で挑戦。正解すれば2回戦進出。不正解及び未回答は列の最後尾に並ぶ。
2回戦（グアム・14チーム→8チーム） 2人で飛んだら怖くない!友情○×どろんこクイズ
チームごとに○×問題を出題。2人で解答を相談後、○か×のボードに同時に飛び込む。マットが敷かれていれば正解。準々決勝・ロッキー山脈進出。不正解の場合は泥に落ちて即敗退。
なお、桝はリオデジャネイロオリンピックの取材中だったため、安村直樹が代行MCとなった。
準々決勝（ロッキー山脈・8チーム→5チーム）ロッキー山脈を走破せよ!山岳鉄道脱落クイズ
クンブレス・アンド・トルテック・シーニック鉄道を貸し切って行う。列車最後尾にて全チームへの早押し問題を出題。1問正解でチェックポイント通過、最後まで残った1チームが敗退となり、途中駅にて置き去りにされる。3つのチェックポイントを生き残った5チームが準決勝・フロリダ進出。第2チェックポイントでは「1問2答クイズ」として、1つの問題に2つ答えがある問題が出題される（1人で2つとも答えても構わない）。
敗者復活（ロサンゼルス・3チーム→1チーム）前進せよ!戦車3択クイズ
3チームに3択問題を出題。正解すれば自チームの戦車が壁を突き破り前進。先に3問正解し、戦車が全ての壁を突破したチームが敗者復活。
準決勝（フロリダ・6チーム→4チーム）ディズニー・ワールドで叫べ!大声クイズ!
早朝のウォルト・ディズニー・ワールド・リゾートで行うクイズ。各チームごとに決められたフレーズをマイクに叫び、一定の声量に達したチームに解答権が与えられる。3ポイント先取で決勝・ニューヨーク進出。
なお、前日にはディズニー・ワールドを楽しむ時間が与えられており、その中からも問題が出題される。
また、当日は早朝4時に一斉に各部屋（男女チームは部屋が別々に割り当てられている）に奇襲の電話を行い、「できるかぎり早く荷物をまとめてロビーに集合する」事を告げられる。このとき、一番早く到着したチームにアドバンテージとして1ポイントが与えられた状態からスタートする。
決勝・1stステージ（ニューヨーク・タイムズスクエア・4チーム→3チーム） クイズ忍者を探し出せ!ニューヨーク イングリッシュクイズ
タイムズスクエア周辺に青い忍者服を着た10人の「クイズ忍者」が出現。道行く人に英語で話しかけてクイズ忍者の場所を聞き、クイズ忍者からクイズをもらう。それをスタート地点にいる桝に届けることで問題が出題。ただし、問題読み（読むのはアメリカ人女性）及び解答は全て英語で行われる。3ポイント先取で最終決戦進出。
最終決戦（ニューヨーク・イーストリバー・自由の女神像前）
10問先取の早押しクイズ。お手付き・誤答はマイナス1ポイント。途中ではゲストを招いての「早押しゲストクイズ」も出題される。

## 第37回
全国大会
1回戦（日本テレビ・60チーム→10チーム）60校一斉早押しクイズ!
60校全チームによる早押しクイズ。1問正解で「出国チャレンジクイズ」に挑戦。人工知能から出題される問題に口頭で解答し、正解すればアメリカ進出。
2回戦（ロサンゼルス・ディズニー・カリフォルニア・アドベンチャー・10チーム→8チーム） ディスニーキャラクター サバイバル神経衰弱クイズ
10チームによる早押しクイズを行い、正解したチームは「ディズニー神経衰弱チャレンジ」に挑戦。20枚のパネルからパネルを2枚選び、同じディズニーキャラクターが出れば勝ち抜け。
中にはペナルティパネルもあり、「横1列休み」を引いた場合はそのチームと同じ横列のチームが1問休み、「縄跳び」を引いた場合は2人で縄跳び50回を跳び終えるまで解答席に戻れない。
3回戦（ロサンゼルス・シックス・フラッグス・ハリケーン・ハーバー 8チーム→7チーム）勝利に向かって駆け下りろ!巨大スライダー早抜けクイズ
施設内の巨大スライダーを貸切って行うクイズ。1対1の対決方式。出題後巨大スライダーを滑り降り、終点の早押しボタンを先に押した方に解答権が与えられる。先にチーム2人とも正解したチームが勝ち抜け・ネバダ進出。
負けたチームは「敗者決定戦」として代表者1名による4チーム同時対決を行う。1問正解で勝ち抜け。最後まで残った1チームが敗退。
4回戦（ネバダ・ヴァージニア鉄道 7チーム→5チーム）西部劇の荒野で叫べ!SL大声クイズ
ヴァージニア鉄道を貸し切り、SLの最後尾で行うクイズ。各チームごとに決められたフレーズをマイクに叫び、一定の声量に達したチームに解答権が与えられる。1ポイント先取で勝ち抜け。最後まで残った1チームが敗退。第1セットは通常問題、第2セットは英語で出題され、解答も英語で行う。2セット勝ち残ったチームが準々決勝・ワシントンD.C進出。
また、当日は早朝5時に一斉に各部屋に奇襲の電話を行い、荷物をまとめてロビーに集合する事を告げられる。このとき、一番早く到着したチームにアドバンテージとして1問目に出身地にちなんだ問題が出題される（他のチームも解答可能）。
準々決勝（ワシントンD.C.・トランプ・インターナショナル・ホテル 5チーム→4チーム）抜き打ちマナークイズ→マナー違反を取りもどせ!早押しクイズ
トランプホテルでの会食として高校生に対しスープ・肉料理・デザートが出されるが、その様子を別室でマナー講師がチェック。チーム2人が1つの料理を正しいマナーで食べることができればポイントとなるが、どちらか1人でもマナー違反があるとポイントとならない。全ての料理を正しいマナーで食べることができればその時点で勝ち抜け。
マナー違反があったチームは早押しクイズで対決。1問正解1ポイント、さらに先ほどでマナー違反を犯さなかった料理数×1ポイントを加えて3ポイント先取すれば準決勝・ナイアガラ進出。途中ではドナルド・トランプのそっくりさんから近似値問題が出題。一番近い数値を出したチームに1ポイントが与えられる。
準決勝（ナイアガラ・ビーバーアイランド州立公園 4チーム→3チーム）1問2答バラマキクイズ
150m先にばらまかれた封筒をスタート地点の桝アナに持っていく。問題は全て正解が2つあり、1人1答ずつ2つどちらとも正解して初めて1ポイントとなる（相談は不可）。また、封筒の中にはハズレも入っている。3ポイント先取した3チームが決勝・ニューヨーク進出。
決勝（ニューヨーク・イーストリバー 自由の女神像前）
10問先取の早押しクイズ。お手付き・誤答はマイナス1ポイント。途中ではゲストを招いての「早押しゲストクイズ」も出題される。また、スペシャルクイズとして、「究極の○×クイズSHOW!!超問!真実か?ウソか?」のMCである有吉弘行と尾崎里紗（日本テレビアナウンサー）からも出題される。

## 第38回
4年続いたアメリカ横断、そして5年続いた海外路線が終了。「地頭力」をメインに据えて、考える力を問うクイズが多く出題されるようになった。
予選
全国一斉地区大会 スマホクイズ
11会場を中継で結び、各会場にいる参加者たちがスマートフォンを使って一斉にクイズに参加した。
北海道会場：STVホール、東北会場：仙台PIT、北陸・新潟会場：新潟ユニゾンプラザ・多目的ホール、関東会場：日本工学院専門学校・片柳アリーナ、中部会場：DIAMOND HALL、近畿会場：Zepp なんば大阪、中国会場：広島コンベンションホール、四国・岡山会場：festhalle、九州北部会場：電気ビルみらいホール、九州南部会場：ホテル熊本テルサ・ホール、沖縄会場：沖縄セルラーパーク那覇
全国大会
1回戦から4回戦までは東京ビッグサイトで、準決勝からは麹町スタジオで開催。収録は3日間にわたって行われた（ただし4回戦と準決勝の間に1日休養日が挟まれた）。
1回戦（50チーム→15チーム）
全23問出題し終わった段階で得点上位15チームが勝ち抜け。
- プロジェクションマッピングクイズ："直感力×想像力"を問う。プロジェクションマッピングで問題を出題。〇×問題で正解すると10点。
- フェイクピクチャークイズ："真実を見抜く力"を問う。画像にある間違いを1問ごと15秒以内に早押しクイズでボタンを押して桝の持つスピーカーにつながるマイク付きメガホンで解答、1番早く正解したチームは30点、2番目以降は10点、お手付きは-20点。
- 世界の地頭クイズ："発想力×推理力"を問う。世界中にある「粋なアイデア」をフリップに書いて答える。正解すると20点。
- ハイパードローンクイズ："分析力×空間認識力"を問う。ドローンが撮影した場所のある都道府県を1問ごと30秒以内に桝の持つスピーカーにつながるマイク付きメガホンで解答。1番早く正解したチームは30点、2番目以降は10点、お手付きは-20点。
- 暗号解読クイズ："ひらめき力×直感力"を問う筆記クイズ。正解したチームは30点。

2回戦（15チーム→9チーム→7チーム）アルティメットタイヤレース
"観察力×発想力×体力"を問う。30m先のゴールに10kgのタイヤ10本、20kgのタイヤ12本の計340kgを運ぶ（女子がいるチームにはハンデとして各1本ずつ30kg少なくなる）。方法はどのような形でもよく、セット内に用意されたマット・ポール・ロープ・パレットなども使ってよい（セット外に置かれたスタッフ用機材や出演者など3人以外の手を借りるのは禁止であり、行った場合はやり直しとなる）。
各チームごとに問題が出題され、10分間の作戦タイムの後挑戦する。タイム上位8チームに加え、下位7チームの中で別室で様子を見る専門家が「独創的なアイデア」と判断した1チームがナイスアイデア賞として進出。
また、宿泊先のホテルにて「一晩おいとくとどうなる?ほっときクイズ」を実施。様々な物を一晩ほっておくとどうなるか3択で解答。正解は翌朝発表され、正解数の少ない下位2チームが敗退。
3回戦（7チーム→5チーム）コンプリートパネル
"空間認識力×先を読む力"を問う。5×5の25面パネルを使ったパズル。最初にくじ引きで引いた形にパネルが赤と白に点灯。3人がパネルを踏むとパネルの色が赤・白交互に変わるようになる。移動できる動きは前後左右1マスずつで前いたマスに戻るバックは禁止。1つのマスにいられる時間は20秒。また、スタートは左下の1番のパネルからとなっている。できる限り早く全てのマスを白マスにするタイムレース方式となっており、クリアタイム上位5チームが4回戦進出。
4回戦（5チーム→5チーム）ファインド・ザ・ルール
"法則性を見抜く推理力×戦略性"を問うクイズ。最初に2つのヒントが出されたあと、目の前の床に書かれた選択肢（1問目は2つ、2~4問目は3つ）の中から法則に合う選択肢を選び、1人がそのパネルに乗る。正解ならそのまま、不正解なら落とし穴となっており落下してしまう。落下した場合は残る選択肢から正解を導き出すまで当てなければ次へ進めない。
誰か1人でも4問目を正解しゴールすれば準決勝進出（ルール上3人無傷で4問目に到達した時点で勝ち抜け決定だが、思い出作りとして3人がそれぞれのパネルに同時に乗るチームもいた）。3人とも落下してしまった場合は敗退となるが、全チームがゴールに到達したため、敗退チーム無しで準決勝へ進出した。
準決勝（5チーム→3チーム）バースト・ザ・バルーン
"創造力×ひらめき力"を問うクイズ。床に紐でつながって浮かぶ200個の風船をできる限り早く割る。事前に文房具店で45分間の買い出しを行い、60分間の工作タイムで自作の道具を制作する。1チームずつ挑戦し、かかった時間に加え紐が切れて浮いてしまった風船1個につきペナルティタイム2秒を加算した時間が記録となる。タイムが早い3チームが決勝進出。なお、1チームは消防法によりスタジオで使用できない接着剤はがしスプレーを使用するとしたため風が吹く屋外（麹町スタジオ内の敷地）で行うことを了承し挑戦した。
決勝 ビヨンド・ザ・ウォール
発泡スチロール製の高さ5m、厚さ80cmの壁をメンバー1人が乗り越え、いち早くゴールテープを切ることができた高校の優勝。
各チームには道具として竹の棒5m・ベニヤ板・ノコギリ・ハサミ・ガムテープ・太さの違うロープ各30m×3本・水500mlと1Lのみが与えられる。各チーム15分の作戦タイムのあと一斉にスタートする。また、危険防止のためスタッフ・スタントマンが各チーム1人ずつつく。
壁を削る・穴をあけるなど破壊することも可能だが手間がかかり、また壁の頂点は丸みを帯びているため足をかけることは難しくなっている。また、壁近くの棒は安全対策用のためのものであり、それらや支柱の鉄骨を利用して登ることはできない。
決勝戦終了後、最速で登ることができる模範解答が実演された。

## 第39回
練習大会
スマホ予選の練習としてプレ大会が行われた。
予選
全国どこでもスマホ一斉予選
全出場チームのスマホ向け一斉出題。7月26日に実施。
代表決定戦 50マスしりとりクイズ
予選を勝ち上がった各都道府県の上位2チームによる対抗戦。7月31日に実施。提示されたお題に沿って50マス全てを埋める。いち早く埋めたチームが全国大会進出。出題はスマホのビデオ通話で行われた。
全国大会
1回戦（51チーム→16チーム）
全29問出題し終わった段階で得点上位16チームが勝ち抜け。
- プロジェクションマッピングクイズ："直感力×想像力"を問う。プロジェクションマッピングで問題を出題。〇×問題で正解すると10点。
- フェイクピクチャークイズ："真実を見抜く力"を問う。画像にある間違いを1問ごと15秒以内に早押しクイズでボタンを押して桝の持つスピーカーにつながるマイク付きメガホンで解答、1番早く正解したチームは30点、2番目以降は10点、お手付きは-20点。
- ここなんて書いてある?："観察力×記憶力"を問う。日常で目にするある光景に書かれている文章を穴埋めで解答する。正解すると20点。
- 笑点謎かけクイズ："ユーモア×発想力"を問う。笑点で実際に披露されたなぞかけから出題。正解すると20点（高難易度の問題では50点）。また、不正解でも司会の千鳥が面白いと認めた解答には「千鳥ポイント」として20点。
- 世界の地頭クイズ："発想力×推理力"を問う。世界中にある「粋なアイデア」をフリップに書いて答える。正解すると20点。
- 暗号解読TTクイズ："ボキャブラリー×ひらめき力"を問う筆記クイズ。TT兄弟（チョコレートプラネット）から出題される、3つの言葉に共通する単語を答える。正解したチームは30点。
- 間違いニュース：藤井貴彦アナがキャスターを務める架空のニュース番組映像を見て明らかに間違っている点を早押しで解答。正解したチームは難易度に応じ10～30点獲得。

2回戦（16チーム→9チーム） ジャイアントリングトス
"観察力×発想力×想像力×体力"を問う。2分間で高さ5mの柱に何本の輪を入れられるかを競う。輪は全部で20本あり、うち3本はロープ製。使用できるアイテムは長さの違う細いアルミ製の棒2本、段ボール箱1つ、水の入ったペットボトル2本のみ。
柱を登ることは禁止されていないが、登る際には申告をして安全確保のために命綱を着ける時間が別に設けられる。
各チームごとに問題が出題され、8分間の作戦タイムの後挑戦する。成績上位8チームに加え、下位8チームの中で別室で様子を見る専門家が「独創的なアイデア」と判断した1チームがナイスアイデア賞として進出。
本番では1回目のチャレンジでは4チームのみ輪を1つ以上入れることができたため、この4チームを進出決定とし、残る12チームで再度時間を設けて再チャレンジを行い、その結果上位4チームも勝ち抜けとなった。
3回戦（9チーム→8チーム）
宿泊先のホテルで開催。醤油のシミが付いたTシャツを洗剤の代わりに6種類の液体に一晩漬けおきし、一番シミが取れて白くなるものを予想。翌朝発表し、カラーリーダーによる数値の計測を行い、一番白く出来なかった液体を選んだ1チームが敗退。
4回戦（8チーム→6チーム）漢字で導け!乃木坂BINGO
"想像力×伝達能力×運"を競う。4チームが2グループに分かれて行う。チームごとにカードを引いてお題を決定し、そのお題を1人ずつ漢字1文字で表し乃木坂46の9人に伝える。お題を見てからは相談禁止。制限時間は3人で30秒、解答に含まれる漢字や当て字は禁止。1人正解で1点、1ビンゴ達成で3点（最高33点）。各グループごとに一番得点の少なかった1チームが脱落。
5回戦（6チーム→4チーム）迫りくる二択ウォール
"推理力×作戦力"を問うクイズ。最初に2つのヒントが出されたあと、目の前の壁に描かれた2つの壁画が迫る中で法則性に沿った絵を選択する。解答はチーム全員一緒でも分かれても構わない。正解すれば壁を通り抜けられるが、不正解の場合は通り抜けられず背後の泡のプールに落下。1人でも4つの壁を通り抜けることができれば勝ち抜け。なお、各チーム1度だけストップボタンを押して壁の動きを30秒間ストップし考えることができる。
準決勝（4チーム→3チーム）ドロップ・ザ・バルーン
"知識×経験=目的の達成"を問うクイズ。高さ3m70cmに浮かぶ200個の風船を自作の道具を使い2分間で出来る限り割らずに落とし地上の風船BOXに入れることができるかを競う。ホームセンターでの買い出し（制限時間45分）・工作時間（制限時間1時間）の後に1チームずつ挑戦。獲得した数が多い上位3チームが決勝進出。
決勝 ムーブ・ザ・モアイ
"明日を生き抜く人間力"が試される最終決戦。チームメンバー3人の合計体重の2倍の重さがあるモアイ像を人工芝のコースを通りながらいち早く10m先のゴールに運んだチームの優勝。
モアイ像の高さは2m40cm、横幅1m50cm。また、安全面を考慮し重心を胴体の下位置にしているため本物のモアイ像とは異なる。
各チームには道具として段ボール・水・ガムテープ・1mの角材・マジック・ノコギリ・スケッチブック・箱馬・20mのロープが与えられる。また、道具置きとして使われているアクリルボードも使用可能。各チーム10分の作戦タイムのあと一斉にスタートする。また、危険防止のためスタッフ・スタントマンが各チーム1人ずつつく。

## 第40回
新型コロナウイルスの影響により、予選から全国大会まで全てリモートで行われる初の試みとなった。
予選
全国どこでもスマホ一斉予選
大敗者復活戦
スマホ一斉予選に参加していないチームも参加可能。
全国大会
1回戦（50チーム→15チーム）
各チームに8ライフが与えられた状態でスタート。以下のクイズに順に挑戦、全てのライフを失うと敗退となる。15チームになるまで行う。最初の4つの形式は不正解でライフが1つ減る。
- シミュレーション・ザ・ワールド：実現不可能な実験を映像化し、その成否を〇×で解答する。
- バーチャル漢字クイズ：バーチャル空間に出現した巨大立体文字を各校がアバターを操作し、そこから見える映像を元に答える。
- 行ったつもり！GoTo修学旅行：全国各地の様々な風景の写真からどこの都道府県かを答える。不正解でライフを1失い、そのセットの参加権を失う。
- ナゾトキデリバリー：各校にそれぞれ同じ謎解きアイテムがデリバリーで事前に支給。それを基に謎解きを行う。
- THEオンリーアンサー：多答問題に解答し、全チームの中で答えが単独解答であればクリア。不正解の場合ライフを2つ失う。

以下2つは「指名制」として、その時点の残ライフ最上位1チームが強制的に参加。抽選で1～7チームの数が選ばれ、その数だけ他チームを選択し問題に挑戦する。
- THEワーキングカー：映像やスタジオに登場する特殊な機能がついた作業車が「何をする車」かを当てる。
- 世界の地頭クイズ：世界中にある「粋なアイデア」を答える。

2回戦（15チーム→9チーム）リモート古今東西
勝ち残った15チームを5チームずつ3ブロックに分け、さらに各ブロックにゲストチーム（乃木坂46・JO1・3時のヒロイン）が加わる6チームで対決。
お題に合った解答をしていくが、次に解答するのは解答した文字数と同じ分だけ時計回りに進んだ上で止まったチームとなる（文字数によっては自チームが連続で答える可能性もある）。1回でも誤答した時点で即敗退。解答権は次のチームに移る。6チーム中3チームが敗退した時点で終了。残ったチームが3回戦進出。
3回戦（9チーム→5チーム）エスケープ・ザ・フロシキ
130kgの重りが乗った4.5m四方の風呂敷を、重りを完全に取り除いて取り出すまでの時間を競う。道具は一切なし。挑戦前に事前に10分間のシンキングタイムが与えられ、その上で抽選で選ばれた各校参加者の代わりとなる「アバター（乃木坂46×2チーム・3時のヒロイン）」をリモートで指示する。クリアタイムが早かった5チームが4回戦進出。ただし、挑戦時間が5分を超えた時点で即失格。
4回戦（5チーム→4チーム）サバイブ・ザ・4ゾーン
最初に2つのヒントが出されたあと、そのあとに提示された選択肢の中で法則性に沿った物を選択する。不正解の場合チームのうち1人が脱落、さらに参加者のアバター（JO1・3時のヒロイン・四千頭身・はじめしゃちょー&水溜りボンド）の1人も代わりに罰を受ける。エリアは3択クリームバズーカ→2択クリームバズーカ→2択墨汁プール→2択鉄球落下の4つに分かれており、1人でも完走すれば準決勝進出（第2エリアクリア時点で3人・第3エリアクリア時点で2人生き残ればその時点で確定）。
準決勝（4チーム→3チーム）
普通に渡ると折れてしまう発泡スチロールの橋に工夫を加え、JO1が折ることなく渡り切れば成功。
しかし、全校が失敗したため専門家による協議で敗退1校を決定した。
決勝 クライム・ザ・スリップ・マウンテン
松丸亮吾考案の決勝戦。傾斜角25度、頂上までの距離約5m、高さ2.5mのローションが塗られた坂（桝曰く「ヌルヌル山」）を登り切り、頂上のゴールボタンをいち早く押す事が出来たチームの優勝。ただし実演は各チームの代理としてプロのスタントマンが行い、決勝進出者はスタントマンにリモートで指示を送る。スタントマンは身長・体重・身体能力が高校生とほぼ同じとされた。
各チームには1mのロープ2本、30cmの角材5本、自転車のタイヤチューブ1本、新聞紙5部、手袋5双、塩500gが与えられる。事前に15分間のシンキングタイムの後、スタート後も随時スタントマンに指示を送ってクリアを目指す。

## 第41回
前回同様新型コロナウイルスの影響により、予選から全国大会1回戦まではリモートで行われた。
今大会は「ソウゾウ脳」（想像・創造）をコンセプトに行われた。
全国大会
1回戦（50チーム→15チーム）
2回戦以降の東京進出を賭けリモートでスタジオと50チームを繋いで行う。一問必答の書き問題に挑戦。正解すれば生き残り、不正解は即敗退。ただし、正解チーム数が勝ち抜け枠より下回った場合は正解したチームは2回戦進出決定となり、その問題の不正解のチームで次の問題を行い、15チームが決定するまで行う。
2回戦（15チーム→9チーム）Sort The Red Ball
各チームのカゴの中に直径72mmと70mmの2種類のボールが100個ずつ混ぜて入っており、それらを仕分ける時間を競う。
各チームには段ボール、虫網、一斗缶、スケッチブック、懐中電灯、各種テープ（両面テープ・ガムテープ・ビニールテープ）、ロープが支給されており、各チームのエリア内にある物であれば自由に利用可能。
同時に3チームずつ挑戦。5分間のシンキングタイムでは大小1個ずつサンプルボールが用意され、それを基に仕分ける装置などを作っても構わない。その後、7分間の挑戦を行い、全て仕分けた段階でチームごとにタイマーを止める。最終的に仕分けミス1個につき5秒、ケースにボールを入れられなかった場合は1個につき10秒ペナルティとしてタイムが加算される。
仕分けタイムとペナルティを合算したタイムの短い上位7チームと専門家の審査による独創性が認められた「ナイスアイデア賞」2チームが3回戦進出。
3回戦（9チーム→6チーム）謎のカウンターを100にしろ
ある部屋に設置された、とある条件で増えるカウンターを「100」にするまでのタイムを競う。
3チームずつ3グループに分かれ、1グループごとに協力してクリアを目指す。各チーム代表者1人ずつが部屋の中に入り、残るメンバーは無線で指示を行う。カウンターはスタート1分後に表示。
タイムの速かった上位2グループが準決勝に進出。ただし制限時間10分の間に達成できなければ3チームとも敗退。
準決勝（6チーム→3チーム）
書き問題と早押し問題を合計10問出題。書き問題は1問正解につき1ポイント。早押し問題は早書き早押しで行い正解で1ポイント、不正解は1回休み。時間切れか5チームが正解するまで行う。
ラスト3問の書き問題は「得点変動問題」として単独正解であれば3ポイント、2チーム正解であれば2ポイントずつ、3チーム以上正解であれば1ポイントずつ獲得。
全問終了時合計得点の高い上位3チームが決勝進出。ボーダー上に複数チームが並んだ場合は早押し問題1問で決着をつける。
決勝 Take The Giant Trophy Out Of The Sand
高さ2m、重さ25kgの硬化プラスチック製巨大トロフィーを、下部80cmが4トン分の砂の中に埋められている状態から、いち早く引き抜いて枠外まで引き上げたチームが優勝。なお女子メンバーがいるチームはハンデとして埋没部分が70cmに変更される。
各チームに自転車のタイヤ、ロープ、ポリ袋、掃除機、ハンドミキサー、風船、鉄の棒、角材、塩ビパイプが用意されており、これらを組み合わせてトロフィーを引き抜く。ただし、電化製品の解体は禁止。また、テープや結束バンドなどの粘着・固定具は自由に使用可能。各チームには挑戦前に10分間のシンキングタイムが与えられる。
優勝チームとほぼ同様のアイデアを導き出したが、一歩及ばなかった1チームは特別賞を受賞した。

## 第42回
1次予選
スマホを使った全国一斉予選。10ジャンル×10問が出題され、上位50チームが2次予選に参加。この年から都道府県代表制が完全に撤廃された。
2次予選（日本テレビ・50チーム→12チーム）
50チームを2ブロックに分け、2日間に渡って行われたペーパークイズ。上位12チームが勝ち抜け。同一校から複数チームが参加している場合は、その学校の最上位チームのみが勝ち抜けとなり、出場枠が繰り下がる。
決勝ラウンド（日本テレビ）
これ以降が、従来の回の全国大会に相当。
1回戦（12チーム→6チーム）超難問タイムサバイバル
画面に出た問題を一問一答形式で解答し、正解すれば次の人へ移る。不正解もしくはパスを宣言した場合は、残る2人が中央の救済ボタンを押して解答し、正解すればクリアとなり次の問題に移り、それでもわからない場合は不正解となり、同じジャンルの別の問題に変わる。3問連続不正解の場合、失格となる。
3周し9問正解した時点で、一旦タイマーがストップし、小休止の後10問目に挑戦。10問目は多答問題となっており1人ずつ解答。10問終了した時点の経過時間が記録となる。誤答・パスの場合、次の解答者に解答権が移り、3人連続不正解の場合、失格となる。クリアタイム上位6校が2回戦進出。
挑戦順は抽選により決定。問題内容は、挑戦順によってあらかじめ決められており、各問題とも9問目までは、同一傾向の問題が出題される。
準々決勝（6チーム→3チーム）超難問早押しバトル
抽選で決定した高校同士で1対1の早押し対決。正解で1ポイント、不正解でマイナス1ポイント。5ポイント先取したチームが準決勝進出。問題は通常の読み上げ問題のほか、画像を使用した問題も出題される。
準決勝（3チーム→2チーム）超難問近似値クイズ
様々な条件を与えた上で実験や検証の結果を計算しその数値を当てる。ただし、過去の「知力の甲子園」時代や『最強の頭脳 日本一決定戦! 頭脳王』で行われた「仮定される実験に対し与えられた条件を元に結果を算出する問題」と違い、実際に実験・検証を行い導き出された数値が正解となる。正解に1番近かったチームに50ポイント、2番目に近かったチームに30ポイント、一番遠かったチームは0ポイント。3問行い獲得ポイント上位2校が決勝進出。同点の場合は、延長戦の近似値1問で決着をつける。
決勝
まず両チーム同時に解答する記述問題に挑戦。どちらかが7問正解した時点で、早押し問題のパートに移る。記述・早押し合わせて、先に10問正解したチームが優勝。

## 第43回
今大会は「2人1組のペア」または「個人」での出場であるが、本項では便宜上どちらも「チーム」と表記する。
1次予選
全国一斉スマホ予選。10ジャンル×10問が出題され、上位30チームが2次予選に進出。同じ高校から2次予選に進出できるのは1チームまでで、以降の順位が繰り上がる。
2次予選（日本テレビ・30チーム→16チーム）
ペーパークイズ。
決勝ラウンド
1回戦（16チーム→4チーム）16校一斉難問筆記クイズ
全20問の筆記クイズ。正解数の多い上位4校が勝ち抜け。
準決勝（4チーム→2チーム）
「知力の甲子園」時代に近い形式の筆記クイズと映像を使用した早押しクイズを出題。1問正解で20ポイントを獲得し、先に100ポイントに到達した2チームが勝ち抜け。途中複数正解がある筆記問題が出題され、正解を最も多く書いたチームにポイントが加算される。
決勝
筆記クイズ。1問正解100ポイント、先に1000ポイントに到達したチームが優勝。

## 第44回
予選
- 全国一斉スマホ予選10ジャンル×10問が出題される。総合上位10チーム、地方ごとに振り分けられた27チーム、総合選抜枠3チームが全国大会進出。

全国大会
1回戦（東京都内・40チーム→13チーム）
開始前、台風７号が接近中だったため、第1ラウンドは初となるナイターでの1回戦開催、第2ラウンドは台風上陸＆新幹線も運休だったため急遽スタジオ開催となった。
- 第1ラウンド「40校一斉！ダッシュ3択クイズ」（国立競技場・5チーム勝ち抜け）

3択クイズを5問出題、正解数上位5チームが2回戦進出。同点の場合は予選の点数上位が勝ち抜け。競技場内にA・B・Cの3択の解答エリアを設け、出場者はそこへダッシュで移動して解答する。
- 第2ラウンド「全国ご当地通せんぼクイズ」（スタジオ・8チーム勝ち抜け）

35チームが参加する早押し通せんぼクイズ。1問正解で「リーチ」となり、次の問題はリーチした高校の所在する都道府県にまつわるご当地クイズが出題される。リーチしたチームがその問題に正解すれば勝ち抜け、他のチームに正解された場合はリーチ権を失い、再び全体でリーチを決める早押しクイズを行う。
2回戦 (小田原城・13チーム→8チーム)
- 「スーパー○×どろんこクイズ」（8チーム勝ち抜け（実際には7チーム））

チームで解答を相談し、代表者1名が跳ぶ○×どろんこクイズ。1問正解で即勝ち抜け。解答順は1巡目は近似値クイズで決定、2巡目は抽選で決定。8チームが勝ち抜けた時点で即終了するルールで、早い場合は13チームが1巡する前に決着がつく可能性があった。
- じゃんけん（1チーム勝ち抜け）

○×クイズ2巡終了時点で勝ち抜けが7チームしか決まらず、最後の1枠を急遽じゃんけんで決定した。理由は番組内では「問題が尽きてしまったため」と紹介された。実際には○×クイズの収録が予定より3時間オーバーしていたとされ、熱中症など体調面を気遣った番組側の配慮だったともいわれる。
準々決勝（三島スカイウォーク・8チーム→4チーム）
- 「吊り橋タイマン早押しクイズ」

2チームずつ4組の対戦カードをあらかじめくじ引きで決定。両チームは橋の両端それぞれにスタンバイし、解答者1名がヘッドホンで問題を聴く。答えが分かった時点でヘッドホンを外し、橋の中央に設置された早押しボタンへ向かってダッシュする。解答者は1問ごとに交代、1人目・2人目は正解で1ポイント、3人目は2ポイント。3ポイントを獲得したチームが勝ち抜け。3対戦終了時点で2対2の同点の場合は再度1人目同士で対戦する。なお、挑戦チーム中1組のメンバー1名が足を手術していたためこのチームのみ回答者がヘッドホンを外したと同時に代走者がボタンに向かい押したら回答者が答える方式がとられた。
敗者復活（東海道新幹線・準々決勝の敗者4チーム→1チーム）
- 「新幹線サヨナラ途中下車クイズ」（三河安城駅・4チーム→2チーム）

三島駅から新幹線に乗車、三河安城駅で5分間の停車時間を使って早押し1問3答クイズを行った。3人が1つずつ答えを述べ、相談は禁止。先に1問正解した2チームが新幹線に復帰し、残り2チームは駅に残留（敗退）。お手付き・誤答のペナルティーはなし。
- 「新幹線サヨナラ発車クイズ」（名古屋車両所・2チーム→1チーム）

名古屋車両所で待機している2つの新幹線から、両チームが1つずつを選び、発車したほうが準決勝に進出する「時の運」勝負。先に近似値クイズを行い、正解に近かったチームが先に選ぶことができる。
準決勝（比叡山延暦寺・5チーム→4チーム）
- 「タスキをつなげ！駅伝バラマキクイズ」

各チーム1名がタスキを持って走るバラマキクイズ。1問正解したら次の走者にタスキを渡し、3人目が正解したら勝ち抜け。問題封筒は、スタート（解答台）地点から近い代わりに問題難易度が高く「ハズレ（即不正解扱い）」も含まれているエリアと、遠い代わりに難易度が低く「ハズレ」がないエリアの2カ所に分かれて散らばっている。また各問題封筒には問題文冒頭の1語が書かれてており、それをヒントに封筒を選ぶことができる。
なお足を手術したメンバーがいたチームは代走者が持ってきた問題を回答者が答えるという形がとられた。また、挑戦チーム中に複数の問題にて、正解を出せなかったメンバーがいた為、そのチームは特別に、代走が許された。
決勝（沖縄県・4チーム→1チーム）
- 1stステージ「早押し1問3答クイズ」（船上・4チーム→3チーム）

3人が1つずつ答える1問3答クイズで、2問先取で勝ち抜け。お手付き・誤答のペナルティは、最初は1回休み、2チーム勝ち抜け以降は相手チームに解答権移動。
- 最終決戦「10ポイント先取早押しクイズ」（ビーチ・3チーム→1チーム）

1問1答の早押しクイズ。正解で+1ポイント、誤答-1ポイントの10ポイント先取。